# Montluçon
Montluçon  (prononciation : /mɔ̃.ly.sɔ̃/ ou localement /mo.ly.sɔ̃/) est une commune française située dans le centre de la France, sous-préfecture du département de l'Allier dans la région Auvergne-Rhône-Alpes.
Ses 33 317 habitants (au 1er janvier 2022), appelés les Montluçonnais  et Montluçonnaises , en font la première commune du département, devant Vichy et Moulins mais aussi de la région historique du Bourbonnais. La ville est le centre d'une aire urbaine de près de 80 000 habitants.
Cette ville fortifiée était autrefois stratégique car elle se situait à la frontière de plusieurs grandes entités, le Bourbonnais, le Berry, la Marche et l'Auvergne. Historiquement, elle a d'abord fait partie du territoire des Bituriges durant l'Antiquité, du Berry une bonne partie du Haut Moyen Âge puis réunie à la seigneurie de Bourbon au début du XIIIe siècle. Située dans l'ouest de la province du Bourbonnais, elle fut longtemps rivale de Moulins, qui était une ville bien plus peuplée et influente. Elle est également culturellement très proche de la Creuse voisine, dont le territoire était englobé dans l'ancienne province de la Marche.
Elle connut un essor à partir de la seconde moitié du XIXe siècle, l'activité industrielle s'y développa grâce au canal de Berry et à la présence de houille dans la région. Des firmes, comme Dunlop, s'y installèrent et firent la renommée de cette cité mais le déclin industriel et démographique vint après les Trente Glorieuses. Elle est aussi la ville natale de Marx Dormoy et d'André Messager. C'est également la ville où a grandi Audrey Tautou.
Montluçon bénéficie du label « ville fleurie » avec trois fleurs attribuées par le Conseil national des villes et villages fleuris de France au concours des villes et villages fleuris, Montluçon est aussi une ville d'art.

## Géographie

### Localisation
La commune est située dans le Massif central, dans le nord-ouest de la région Auvergne-Rhône-Alpes et dans l'ouest du département de l'Allier. Elle est proche de la Méridienne verte (ou méridien de Paris) et du méridien de Greenwich. Elle est la principale commune de l'aire urbaine de Montluçon (périmètre 2010) qui concentre 76 765 habitants en 2017 et 38 communes. Historiquement, elle appartient à la province du Bourbonnais.
Son unité urbaine, peuplée de 53 252 habitants en 2018 (dans sa délimitation de 2020), regroupe les communes de Désertines, Domérat, Lavault-Sainte-Anne, Montluçon, Prémilhat, Quinssaines et Villebret.
Montluçon est située à 65 km de Guéret, 69 km de Moulins, 92 km de Bourges, 100 km de Clermont-Ferrand, 98 km de Châteauroux et 332 km de Paris.

### Communes limitrophes
Ses communes limitrophes sont :
| Domérat   | Saint-Victor        | Désertines      |
| Domérat   | Montluçon           | Saint-Angel     |
| Prémilhat | Lavault-Sainte-Anne | Néris-les-Bains |

### Géologie et relief
La commune de Montluçon est située au nord du Massif central dans la région naturelle du Bocage bourbonnais, au carrefour de plusieurs ensembles géologiques. Elle est bordée au sud par les Combrailles. La faille du Cher prolonge les Combrailles à l'est de la ville et sont composées[pas clair] de roches cristallines, cristallophylliennes (gneiss, leptynites, serpentines) et granitiques (granite à deux micas). Ces collines ont été formées à partir d'une collision continentale, vraisemblablement hercynienne, qui a structuré le Massif central. La partie basse est constituée de roches sédimentaires tertiaires (argiles, grès, calcaires et marnes) qui datent de l'Oligocène. Le centre de la ville est bâti sur des alluvions et des dépôts datant de la fin du Pliocène,,.
Le point le plus bas de la commune, à 194 m d'altitude, est situé près de la station d'épuration à la limite de la commune de Saint-Victor. Le point le plus haut culmine à 364 m d'altitude et est situé dans le sud-est de la commune, près du quartier Rimard.

### Hydrographie

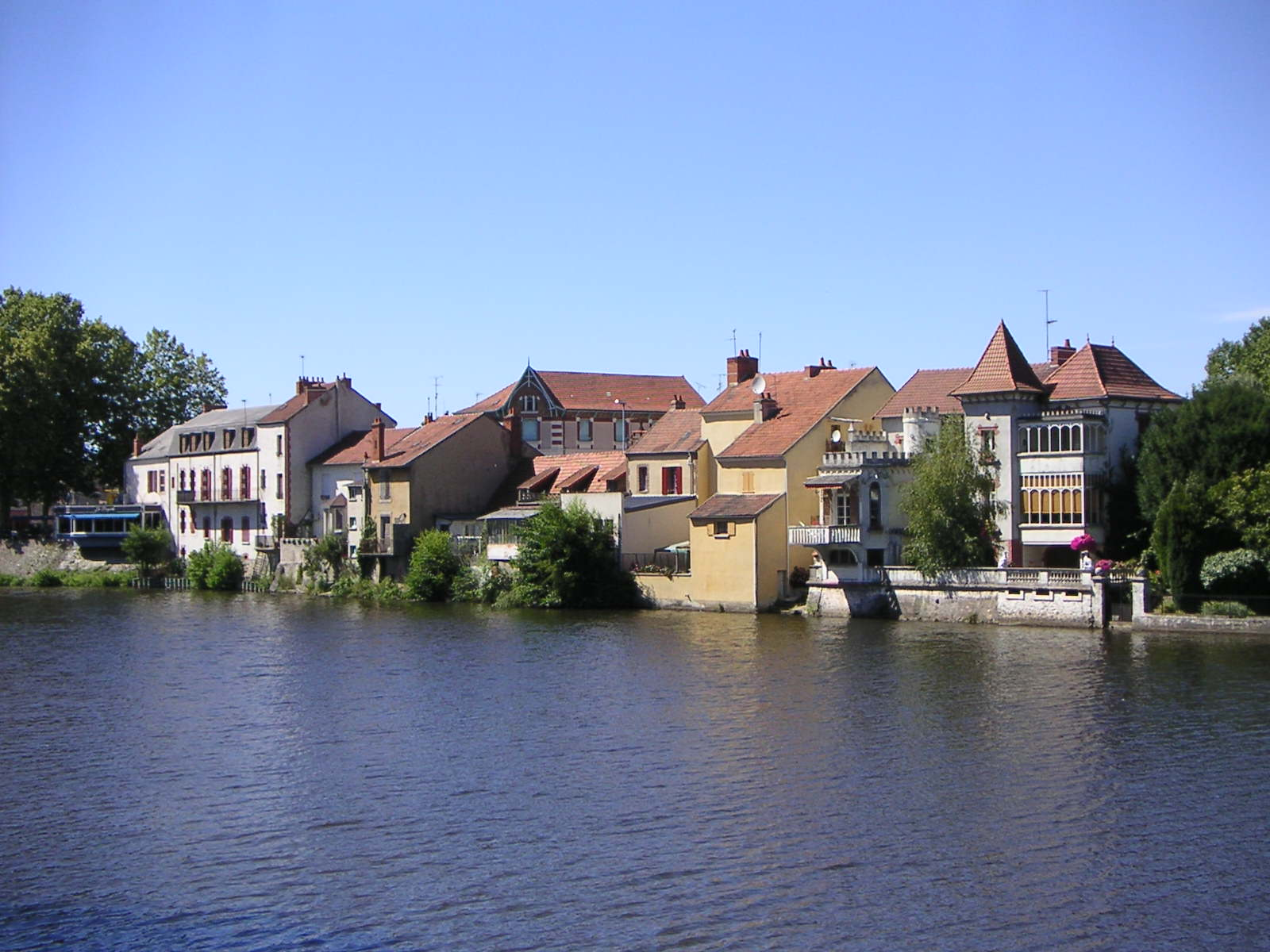
Le Cher à Montluçon.

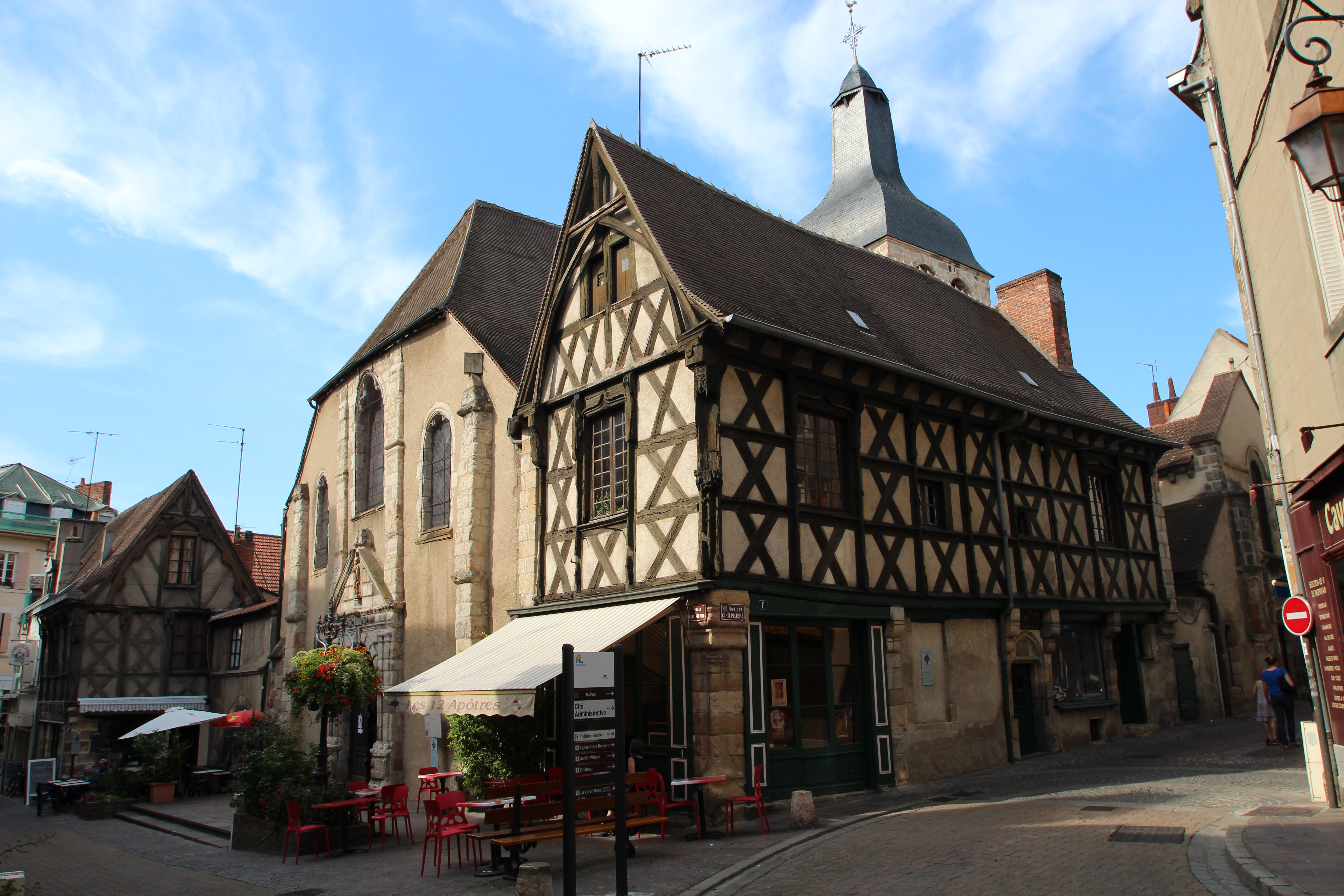
La place Saint-Pierre, dans le centre historique de Montluçon.

La ville est traversée par le Cher. En aval de la commune, le bassin versant de la rivière couvre 1 716 km2. Son débit a été observé pendant une période de vingt et un ans (1988-2009) dans la ville même. Le module de la rivière à Montluçon est de 16,4 m3/s. Un débit moyen record de 306 m3/s a été atteint en avril 1998. D'autres ruisseaux, affluents de la rivière, traversent la ville : l'Amaron ou Lamaron, le Polier, le ruisseau des Serpents, le ruisseau du Cluzeau et le ruisseau des Etourneaux.
Le canal de Berry, dont le cours commence au niveau du centre commercial Saint-Jacques, suit le Cher en direction du nord. Il a été construit entre 1808 et 1840 et permettait le transport du charbon et du fer car le Cher n'était pas navigable. Le canal a été recouvert à la suite de l'aménagement du centre commercial et n'est visible que sur un kilomètre environ, au nord au niveau de la zone industrielle.

### Climat
Pour des articles plus généraux, voir Climat d'Auvergne-Rhône-Alpes et Climat de l'Allier.
En 2010, le climat de la commune est de type climat océanique dégradé des plaines du Centre et du Nord, selon une étude du CNRS s'appuyant sur une série de données couvrant la période 1971-2000. En 2020, Météo-France publie une typologie des climats de la France métropolitaine dans laquelle la commune est exposée à un climat de montagne ou de marges de montagne et est dans la région climatique Ouest et nord-ouest du Massif Central, caractérisée par une pluviométrie annuelle de 900 à 1 500 mm, maximale en automne et en hiver.
Pour la période 1971-2000, la température annuelle moyenne est de 11,8 °C, avec une amplitude thermique annuelle de 15,7 °C. Le cumul annuel moyen de précipitations est de 760 mm, avec 10,2 jours de précipitations en janvier et 7,1 jours en juillet. Pour la période 1991-2020, la température moyenne annuelle observée sur la station météorologique installée sur la commune est de 12,0 °C et le cumul annuel moyen de précipitations est de 637,1 mm,. Pour l'avenir, les paramètres climatiques de la commune estimés pour 2050 selon différents scénarios d'émission de gaz à effet de serre sont consultables sur un site dédié publié par Météo-France en novembre 2022.
| Mois                                  | jan.           | fév.           | mars           | avril                 | mai           | juin          | jui.          | août          | sep.          | oct.          | nov.          | déc.           | année      |
| ------------------------------------- | -------------- | -------------- | -------------- | --------------------- | ------------- | ------------- | ------------- | ------------- | ------------- | ------------- | ------------- | -------------- | ---------- |
| Température minimale moyenne (°C)     | 0,6            | 0,1            | 2              | 4,7                   | 8,1           | 12,3          | 13,8          | 13,3          | 9,5           | 7,2           | 3,6           | 1,3            | 6,4        |
| Température moyenne (°C)              | 4,4            | 4,7            | 7,8            | 11,1                  | 14,3          | 18,7          | 20,6          | 20,2          | 16,4          | 12,8          | 8,2           | 5,2            | 12         |
| Température maximale moyenne (°C)     | 8,1            | 9,4            | 13,6           | 17,5                  | 20,5          | 25,2          | 27,4          | 27            | 23,3          | 18,4          | 12,9          | 9,1            | 17,7       |
| Record de froid (°C) date du record   | −13,9 26.01.07 | −15,6 07.02.12 | −12,9 01.03.05 | −7,5 08.04.21         | −3,3 06.05.19 | 2,1 03.06.06  | 4,7 07.07.20  | 4,1 31.08.10  | −0,8 25.09.02 | −6,1 16.10.09 | −9,6 18.11.07 | −13,6 26.12.10 | −15,6 2012 |
| Record de chaleur (°C) date du record | 21,8 01.01.22  | 23,2 27.02.19  | 25,5 31.03.21  | 30 30.04.05, 06.04.24 | 33,9 27.05.05 | 40,8 29.06.19 | 41,1 23.07.19 | 41,3 18.08.12 | 36 07.09.23   | 34,6 02.10.23 | 27,7 08.11.15 | 20,8 19.12.15  | 41,3 2012  |
| Précipitations (mm)                   | 46,4           | 34,1           | 44,5           | 60,5                  | 73,2          | 57,8          | 54,6          | 59            | 50,4          | 58,7          | 52,2          | 45,7           | 637,1      |

## Urbanisme

### Typologie
Au 1er janvier 2024, Montluçon est catégorisée centre urbain intermédiaire, selon la nouvelle grille communale de densité à 7 niveaux définie par l'Insee en 2022.
Elle appartient à l'unité urbaine de Montluçon, une agglomération intra-départementale dont elle est ville-centre,. Par ailleurs la commune fait partie de l'aire d'attraction de Montluçon, dont elle est la commune-centre,. Cette aire, qui regroupe 58 communes, est catégorisée dans les aires de 50 000 à moins de 200 000 habitants,.

### Occupation des sols

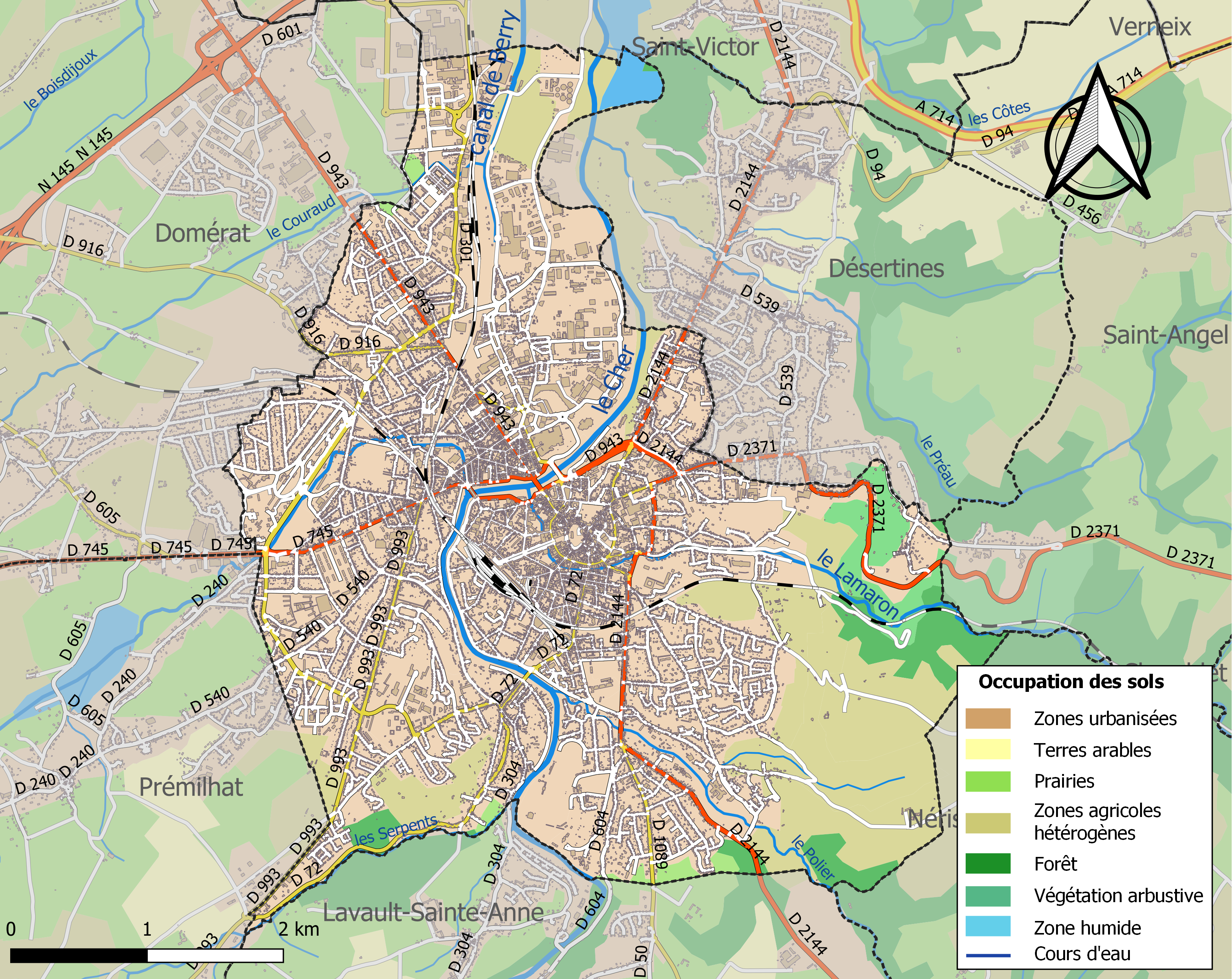
Carte des infrastructures et de l'occupation des sols de la commune en 2018 (CLC).

L'occupation des sols de la commune, telle qu'elle ressort de la base de données européenne d’occupation biophysique des sols Corine Land Cover (CLC), est marquée par l'importance des territoires artificialisés (77,1 % en 2018), en augmentation par rapport à 1990 (73,2 %). La répartition détaillée en 2018 est la suivante : zones urbanisées (46,8 %), zones industrielles ou commerciales et réseaux de communication (29,1 %), zones agricoles hétérogènes (16 %), forêts (3,4 %), milieux à végétation arbustive et/ou herbacée (2,1 %), espaces verts artificialisés, non agricoles (1,2 %), prairies (0,9 %), eaux continentales (0,6 %).
L'IGN met par ailleurs à disposition un outil en ligne permettant de comparer l’évolution dans le temps de l’occupation des sols de la commune (ou de territoires à des échelles différentes). Plusieurs époques sont accessibles sous forme de cartes ou photos aériennes : la carte de Cassini (XVIIIe siècle), la carte d'état-major (1820-1866) et la période actuelle (1950 à aujourd'hui).

#### Ancienne activité agricole
Sur les hauteurs environnantes se trouvent les restes d'un vignoble ancien, le vignoble de la région de Montluçon.

### Morphologie urbaine

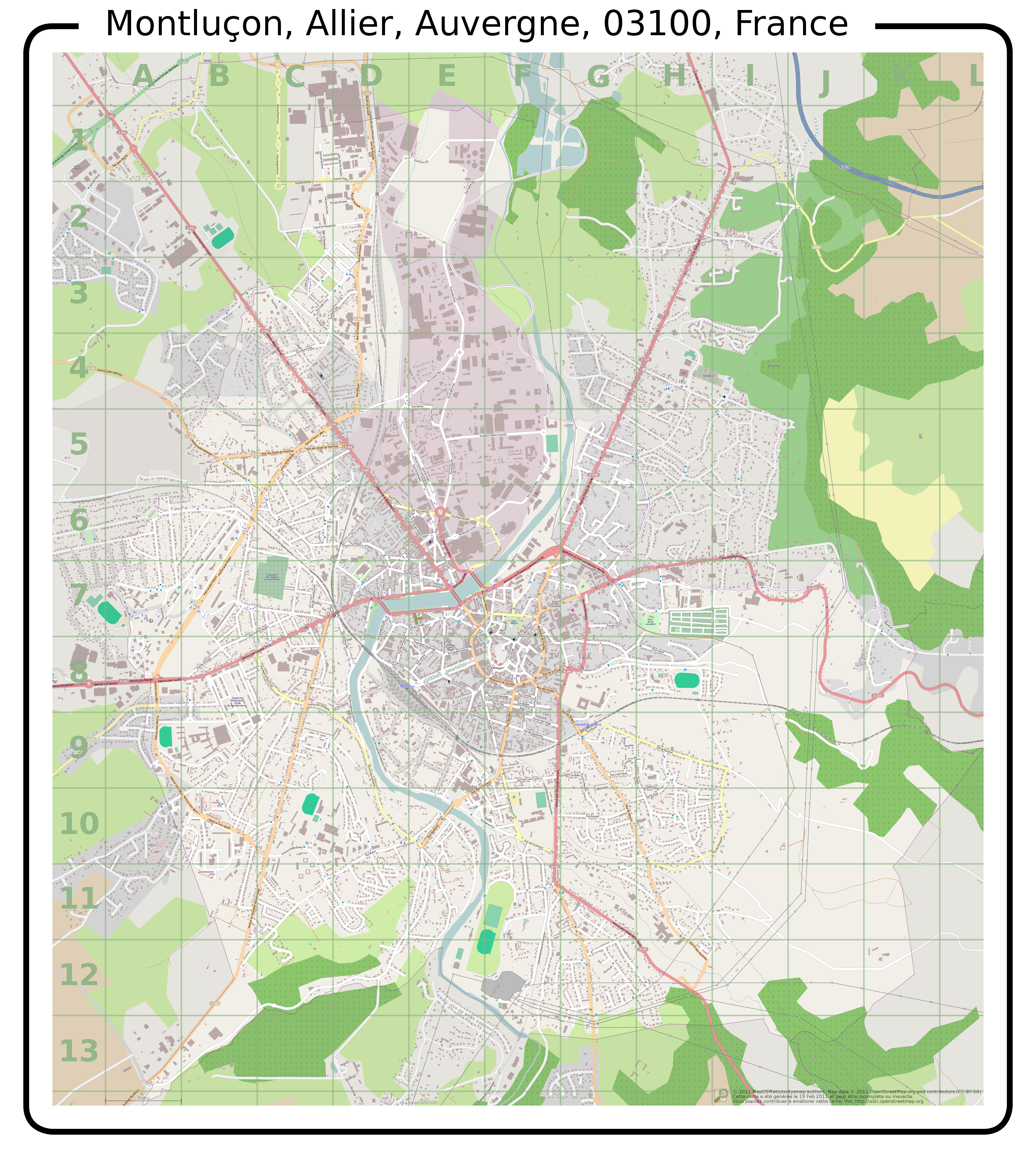
Plan de Montluçon.

La partie la plus ancienne de Montluçon se situe sur un piton rocheux dominant le Cher. Elle est délimitée par le boulevard de Courtais qu'occupaient autrefois les remparts. C'est au milieu du XIXe siècle que la ville se développe grâce à l'arrivée du chemin de fer et au canal de Berry qui permettront de transporter le charbon venu de Commentry. À partir des années 1950, l'activité industrielle commence à décliner même si la population augmente encore jusqu'en 1968. Le canal de Berry est déclassé en 1955, on procède à des licenciements et à la fermeture des usines. Seules les usines Dunlop et spécialisées dans la chimie continuent à connaître un essor. La fermeture de la ligne Montluçon - Moulins en 1972 réduit les voies de communication. Tous ces facteurs engendrent le déclin démographique de Montluçon qui était jadis une ville stratégique et moderne.
La ville est divisée en dix quartiers ayant chacun un adjoint : Centre-Ville / Les Forges, Montluçon-Est (Mongâcher, Croix Blanche, Châtelard et Diénat), Rimard / Nerdre, Saint-Jean / Chantoiseau / Les Ilets, Buffon / Les Iles / Guineberts, Fontbouillant, Bien-Assis / Fours à Chaux, Pierre Leroux, Marais / Villars et Ville Gozet / République / Blanzat.

### Logement

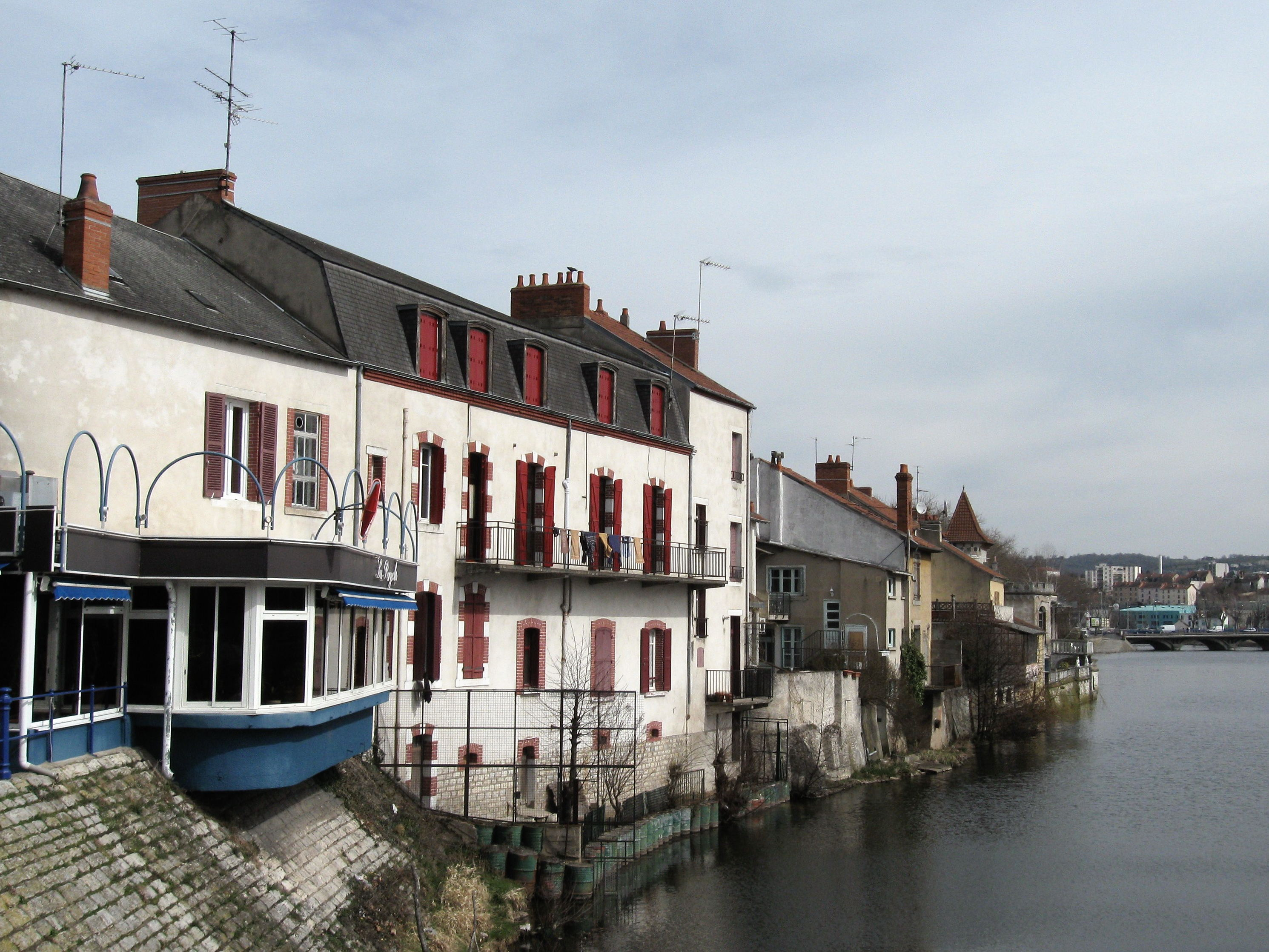
Quelques maisons au bord du Cher.

La commune comptait 24 190 logements en 2015, contre 23 660 en 2010 (530 de plus) et 23 315 en 1999. Les résidences principales représentent 80,3 % de ces logements (78,8 % dans l'Allier) ; il n'y a que 2,1 % de résidences secondaires et 17,7 % de logements vacants (contre respectivement 7,3 % et 13,9 % dans l'Allier). Ces logements sont pour 41,4 % des maisons individuelles et pour 58,2 % des appartements (respectivement 72 % et 27,4 %).
La proportion des résidences principales, propriétés de leurs occupants était de 46 % en 2015, en légère baisse par rapport à 2010 (46,5 %).
La ville possède 3 832 logements HLM, soit 19,7 % des résidences principales.
La plupart des logements possèdent 3 pièces (30,8 %), puis 4 pièces (27 %), puis 5 pièces ou plus (20,3 %). Les petits logements ou « studios » représentent 5,8 % de ces logements, ce qui est une sur-représentation par rapport au département (2,9 %).
Le confort de ces habitations n'est pas homogène. 98,2 % possèdent une baignoire ou une douche, 83,5 % possèdent un chauffage central et 53,6 % ont un garage ou un parking.

### Ménages
Selon l'Insee, la ville comptait 19 422 ménages en 2015, soit 540 de moins qu'en 2010.
La répartition des ménages en 1999 était la suivante :
| Ménages de :                | 1 personne | 2 pers. | 3 pers. | 4 pers. | 5 pers. | 6 pers. ou + |
| --------------------------- | ---------- | ------- | ------- | ------- | ------- | ------------ |
| Montluçon                   | 43,4 %     | 33 %    | 12,5 %  | 7,7 %   | 2,4 %   | 1 %          |
| Moyenne nationale           | 31 %       | 31,1 %  | 16,2 %  | 13,8 %  | 5,5 %   | 2,4 %        |
| Sources des données : INSEE |            |         |         |         |         |              |

On remarque qu'il y a plus de ménages de deux personnes ou moins à Montluçon par rapport à la moyenne nationale, mais moins de ménages de trois personnes ou plus.

### Voies de communication et transports

#### Voies routières
Montluçon est desservie par les autoroutes A71, reliant Paris et Orléans au nord à Clermont-Ferrand au sud-est ; l'échangeur autoroutier avec l'A714 la dessert, cette antenne autoroutière est prolongée au-delà de Saint-Victor (au nord de la ville) par la route nationale 145 menant à Guéret et à l'A20 après La Souterraine.
La ville est traversée par la route départementale 2144, ancienne route nationale 144 venant de Bourges et continuant au sud-est jusqu'à Riom via Saint-Éloy-les-Mines. Elle est aussi accessible par la D 943, ancienne route nationale 143 partant du nord-ouest en direction de La Châtre et Châteauroux ; la D 94 en direction de Cosne-d'Allier au nord-est ; la D 2371 vers Montmarault à l'est, où elle rejoint l'Autoroute A79.Autoroute A79 (France)
Montluçon est à environ 1 h de Bourges, 1 h 20 de Clermont-Ferrand, à 2 h d'Orléans, à 3 h 35 de Paris, à 1 h 40 de Limoges, à 2 h 45 de Lyon, à 5 h 25 de Marseille et à 4 h 20 de Toulouse (ces trajets comprennent des autoroutes à péage ; ils partent et arrivent au cœur des agglomérations).[réf. nécessaire]

#### Transport aérien
L'aéroport de Montluçon-Guéret est situé sur la commune de Lépaud, dans le département voisin de la Creuse, à 20 km à vol d'oiseau de Montluçon.
L'aérodrome de Montluçon - Domérat est situé au lieu-dit Villars sur la commune de Domérat. Les Ailes Montluçonnaises, fondé en 1944, et l’Aéroclub Léon-Biancotto fondé dans les années 1970 proposent des voyages, des baptêmes de l'air ou encore une école de pilotage. Les deux aéro-clubs ont fusionné en 2016 pour devenir aéro-club de Montluçon-Domérat.

#### Transport ferroviaire

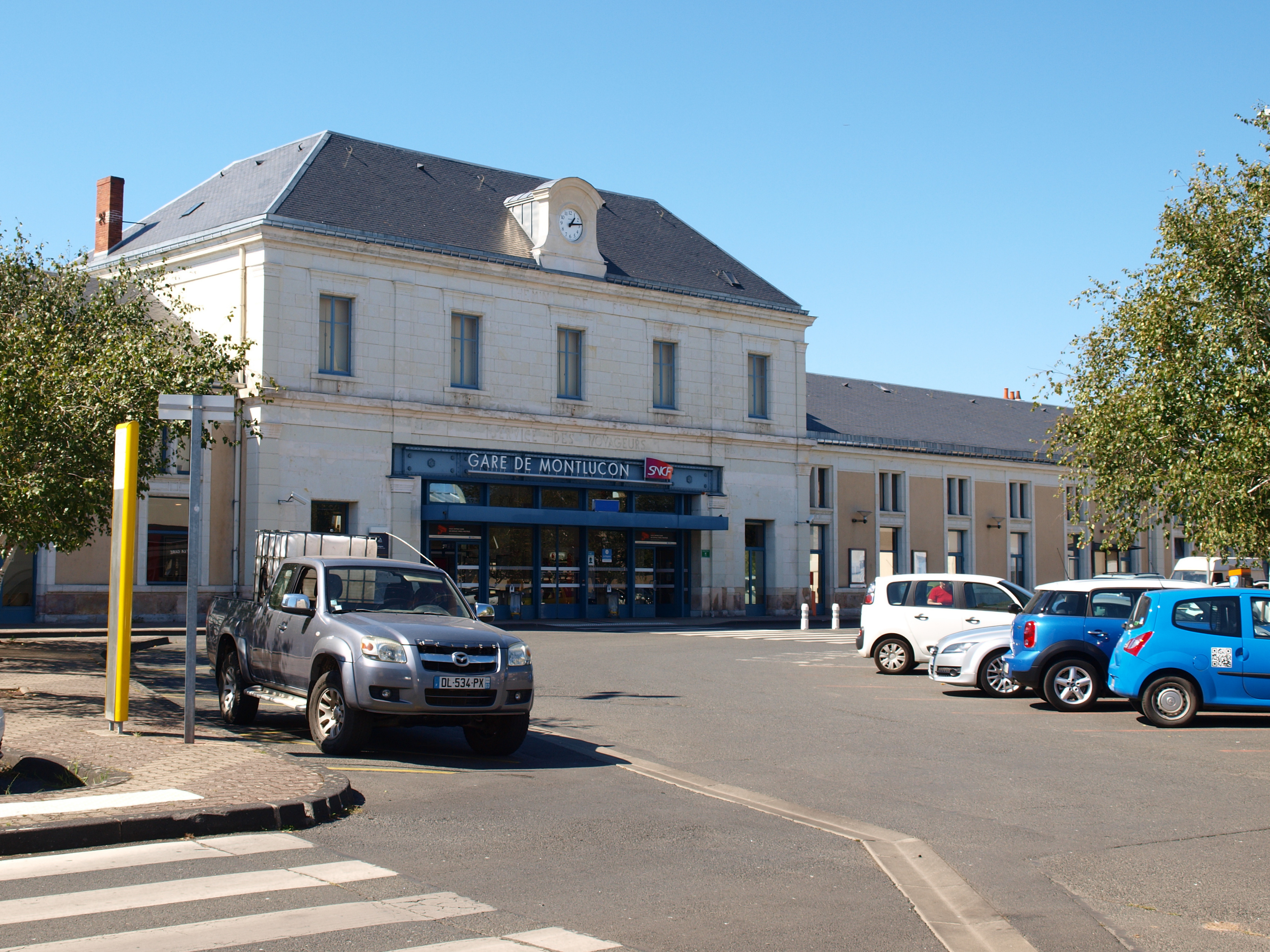
La gare de Montluçon-Ville.

Une ligne de chemin de fer de Commentry à Montluçon a été exploitée à partir de 1844 environ et jusqu'à la Seconde Guerre mondiale. Ses particularités sont de comporter deux plans inclinés équipés chacun d'une machine fixe à vapeur ainsi que l'exploitation par la traction hippomobile, jusqu'à l'arrivée de machines locomotives à vapeur en 1854.
La gare de Montluçon-Ville, mise en service en 1859, est au croisement ou au départ de plusieurs lignes ferroviaires : la ligne Bourges - Montluçon - Miécaze (Aurillac) (ligne 695 000 du réseau ferré national), aujourd'hui abandonnée au sud de Montluçon (la ligne Montluçon - Ussel via Eygurande - Merlines a fermé en mars 2008 en raison du mauvais état de la voie), la ligne Montluçon - Guéret - Saint-Sulpice-Laurière (no 702 000 du réseau ferré national, continuant vers Limoges et Bordeaux), et la ligne Montluçon - Commentry - Moulins, no 705 000 du réseau ferré national, fermée en 1972 au-delà de Commentry. L'exploitation de la ligne Montluçon - Lapeyrouse - Volvic - Clermont-Ferrand, no 709 000 du réseau ferré national, a été arrêtée « pour raisons de sécurité », eu égard au mauvais état de la voie, en décembre 2007, et toutes les circulations transférées sur route. Il était également possible de se rendre à Néris-les-Bains mais cette ligne a été fermée en 1969 et la plate-forme après dépose de la voie et réaménagements est devenue une voie piétonne.
La liaison Bordeaux - Montluçon était assurée une fois par jour uniquement en 4 h 15 environ jusqu'en décembre 2020. Deux liaisons quotidiennes sont ainsi désormais assurées vers Limoges seulement, en correspondance pour Bordeaux. Dans les années 1980, la liaison directe Paris - Montluçon était assurée six à huit fois par jour. Il n'y en a plus que deux à trois en 2020. Les trains mettent environ 3 h 40 pour atteindre la gare de Paris-Austerlitz. En 1988, il fallait un peu moins de trois heures. La ligne Paris - Bourges - Montluçon reste cependant la plus fréquentée. Il n'existe plus aucune liaison ferroviaire directe avec Lyon, la nouvelle capitale régionale. Dans un article daté de mai 2018, le périodique Le Monde diplomatique voit dans les suppressions de lignes et la dégradation du service au départ de Montluçon le symptôme de l'abandon des villes moyennes en France.
Montluçon dispose de deux autres gares de moindre importance : La Ville-Gozet, sur la ligne de Bourges, et Montluçon-Rimard sur celle de Commentry.

#### Transport fluvial
Le canal de Berry a grandement contribué au développement économique de Montluçon au XIXe siècle.
Une section du canal existe toujours, d'autres sections plus proches du Cher et du centre-ville ont été comblées, notamment celle qui était située à l'emplacement du centre commercial Saint-Jacques. S'il n'avait pas été si inopportunément morcelé à la fin des années 1950, un plan d'eau aussi précieux à l'intérieur d'une ville aurait pu être plus facilement aménagé pour le tourisme fluvial et devenir le centre d'un quartier rénové. Malgré ces difficultés, l'Association pour la réouverture du canal de Berry (ARECABE) agit activement en faveur d'une réouverture de ce canal.

#### Transports en commun
Maelis est le réseau de transports en commun qui dessert quelques communes de la communauté d'agglomération Montluçon Communauté. La ville est desservie par sept lignes principales (A à G), plus une ligne fonctionnant le dimanche (DIM), ainsi que quatre lignes de transport à la demande.

#### Aménagements cyclables
Montluçon Communauté souhaite développer la pratique du vélo en cherchant à garantir un maillage d’aménagements sécurisés et une offre de services adaptée. C'est ainsi que la collectivité s'est dotée d’un schéma directeur vélo comme ligne de conduite visant à imaginer la politique cyclable des 10 prochaines années.
Ce schéma directeur vélo s'organise autour de 5 axes majeurs :
- Construire un réseau hiérarchisé et structurant pour développer le vélo du quotidien, en visant à résorber les points durs de circulation et du réseau existant via l’aménagement à terme de 45 km de liaisons « utilitaires »
- Accompagner le développement de la dynamique tourisme et du vélo loisir par la mise en valeur d’un réseau de 200 km de petites routes et chemins de randonnée
- Consolider et sécuriser l’offre de stationnement vélo avec un objectif de 30 places pour 1 000 habitants
- Accompagner la pratique par le développement de services vélos (savoir rouler à vélo dans les écoles élémentaires, service de location de VAE, aide à l’achat de VAE, etc.)
- Assurer la mise en œuvre d’un plan de communication et d’animations locales afin d’accompagner le développement d'une "culture" vélo

Pour suivre toutes les avancées de ce schéma directeur, une page Facebook a été créée : « A vélo dans l’Agglo ».

## Toponymie
La première mention de la ville date du VIIIe siècle sous la forme latinisée Monslucii. Elle est ensuite attestée sous la forme Monlucum aux alentours du XIIIe siècle, puis Montem Lucion en 1202, Montelucionis en 1216. On trouve ensuite au XIVe siècle Monluzcon, puis Montluzon, Monlicon, Mohlicon, Molicon, Mollicon, Moluccoz et pour terminer Moluçon.
Le nom de la ville est généralement prononcé Moluçon et non pas Montluçon par ses habitants et ceux de la région. Cette prononciation va donner son nom aux molussons, bateaux à fonds plats qui naviguent sur le Cher avant de rejoindre la Loire.

### Langue régionale

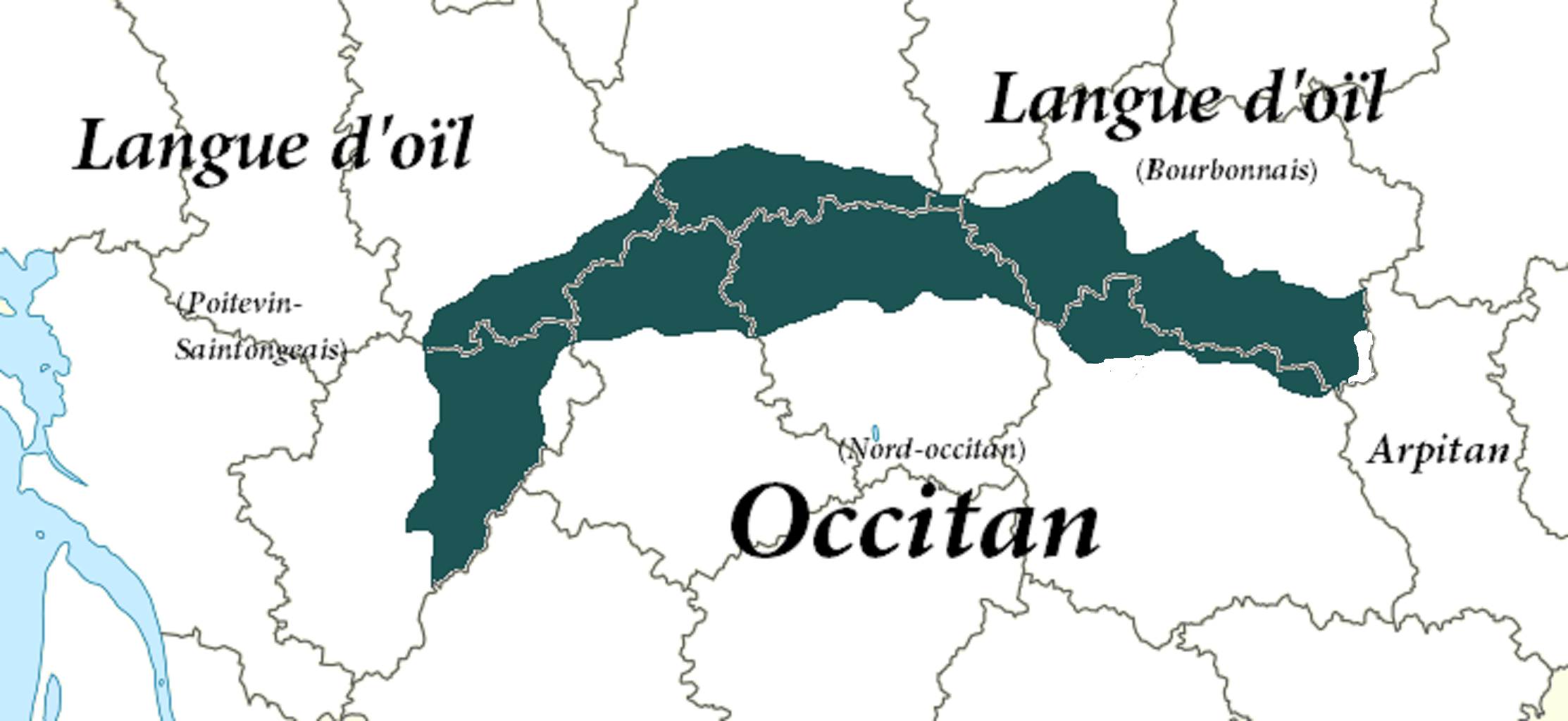
Carte linguistique du Croissant selon lAtlas sonore des langues régionales (CNRS 2020). Montluçon en est la plus grande ville.

Montluçon est située dans le Croissant, zone de transition linguistique entre parlers occitans et de langue d'oïl,,,. Montluçon est, par ailleurs, la plus grande ville de tout cet espace. Elle est aussi avec Vichy une des deux villes du Bourbonnais croissantais et ce depuis le Moyen Âge où l'on y parlait l'ancien occitan,,,.
Le « montluçonnais » (monlusunés) fait partie des parlers occidentaux du Croissant représentés par le dialecte bourbonnais,. Le parler est aussi proche de celui du nord de la Marche et notamment de la Creuse. En ancien occitan le nom de la ville est Monlesú,,. Aujourd'hui coexistent les formes Montlussó, voire Montluçon, comme en français mais qui se prononce [munly'su].

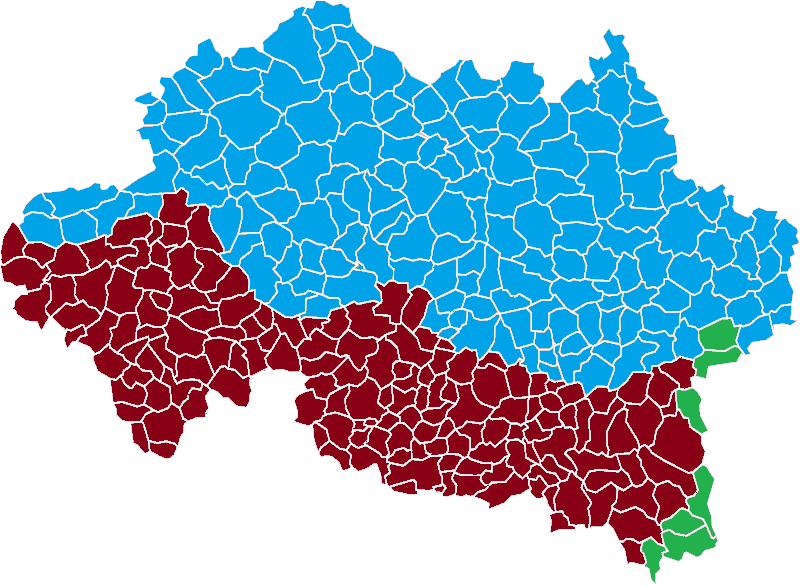
Carte linguistique de l'Allier selon lAtlas sonore des langues régionales (CNRS, 2022) : en bleu le bourbonnais d'oïl, en rouge sombre les parlers du Croissant, en vert : ceux arpitans.

Montluçon s'insère dans le sous-dialecte du marchois central, une des trois grandes variétés du marchois. Son aire à l'Est de la Marche linguistique s'étend jusqu'au nord-ouest du département du Puy-de-Dôme. Le sous-dialecte montluçonnais est donc un parler constitutif du dialecte marchois, comme cela est enregistré par le Linguasphere Observatory.
De nombreuses recherches sur la toponymie occitane ont eu lieu pour la région montluçonnaise avec plus particulièrement celles d'Yves Lavalade, Pierre Goudot ou encore celles de Maurice Piboule qui établit des comparaisons avec les parlers voisins de la Creuse (ex. région d'Evaux-les-Bains) ou encore du reste des Combrailles (ex. région de Marcillat-en-Combraille).
Parmi les principaux auteurs de la région de Montluçon figurent Paul-Louis Grenier, qui a écrit des poèmes sur Montluçon dans sa Chansó de Combralha, ou encore Louis-Péroux Beaulaton, qui est également une des principales figures littéraires du marchois avec ses textes en « parler biachet », terme qui désigne le parler au nord-ouest de Montluçon.
Certains mots du monlusonés sont passés dans le français local de Montluçon. Ex. « Adi ! » est fréquemment employé pour dire « Salut ! » comme dans tout le Limousin voisin.
Le marchois qui est parlé dans la région va aussi influer musicalement toutes les régions alentour, y compris la proche Marche mais aussi le Berry méridional, le reste des Combrailles, etc.'

### Étymologie et origine antique du nom
L'origine mythique du toponyme Montluçon serait Mons Lucii « le mont de Lucius », car la ville aurait été construite par Lucius Appius, proconsul romain, lieutenant de la légion Octavia Augusta, général qui commandait la légion romaine cantonnée à Neriomagus, aujourd'hui Néris-les-Bains, explication reprise par des ouvrages non spécialisés en toponymie (ou en linguistique historique) par exemple : des monographies historiques anciennes, des guides touristiques ou encore certains sites internet amateurs. Ce genre d'explication est sans rapport avec l'étude toponymique menée par des spécialistes et qui démontre qu'aucun nom de ville gauloise n'a jamais été composé à partir du nom d'un proconsul romain. De même elle montre que les formations toponymiques en Mont- + autre élément sont médiévales, comme le laisse supposer la plus ancienne attestation de Montluçon qui date du Moyen Âge. C'est une autre étymologie tout aussi fallacieuse et mythique qui est reprise dans la devise de Montluçon, Mons lucens inter montes (mont étincelant entre les monts), ou mons lucens évoque la colline de Lucius,.
Il s'agit donc selon toute vraisemblance, d'une formation médiévale en Mont- suivi d'un toponyme antérieur gaulois ou gallo-romain, conservé dans la nouvelle formation toponymique médiévale comme cela arrive souvent. Albert Dauzat assimile l'élément -luçon à Luçon (Vendée) (Lucionnum au XIe siècle) qu'il considère comme un nom de personne latin Luccius ou Lussius, suivi du suffixe -o / -onem,. Ce suffixe, écrit conventionnellement -ÓNE, est d'origine gauloise ou latine et dénote généralement une présence vague (faune, flore, propriété, etc.). Selon Xavier Delamarre, ce nom de personne latin pourrait cacher un nom de personne gaulois basé sur l'élément luco-, loco- « loup ou lynx ? », en raison de la grande popularité en Gaule des anthroponymes Lucus, Lucius, Lucco, Lucceius, etc. Par ailleurs, l'emploi de cet anthroponyme chez les Gaulois se vérifie même dans une inscription rédigée en langue gauloise : la tablette de Chamalières près de Clermont-Ferrand. Le nom apparaît dans la phrase : « lopites snIeððdic sos brixtia anderon c lucion floron nigrinon adgarion aemilI on paterin claudIon legitumon caelion ». Le c est pour Caion (prénom), Lucion (gentilice), Floron Nigrinon (cognomen) et adgarion (épithète gaulois).

## Histoire

### Préhistoire
Des traces d'occupation humaine et du mobilier lithique (outils de silex) datant de la période du Magdalénien (préhistoire, douze mille ans avant notre ère) ont été retrouvées notamment sur l'esplanade du château de Montluçon.
En 2010, une station de plein air de chasseurs collecteurs de la même époque a été découverte sur le site des Hauts de Buffon. Bien d'autres sites existent aux alentours de la commune comme à Nassigny, Prémilhat, Néris-les-Bains, Quinssaines, Lamaids ou encore le site de Marignon.

### Période gallo-romaine, mérovingienne et carolingienne

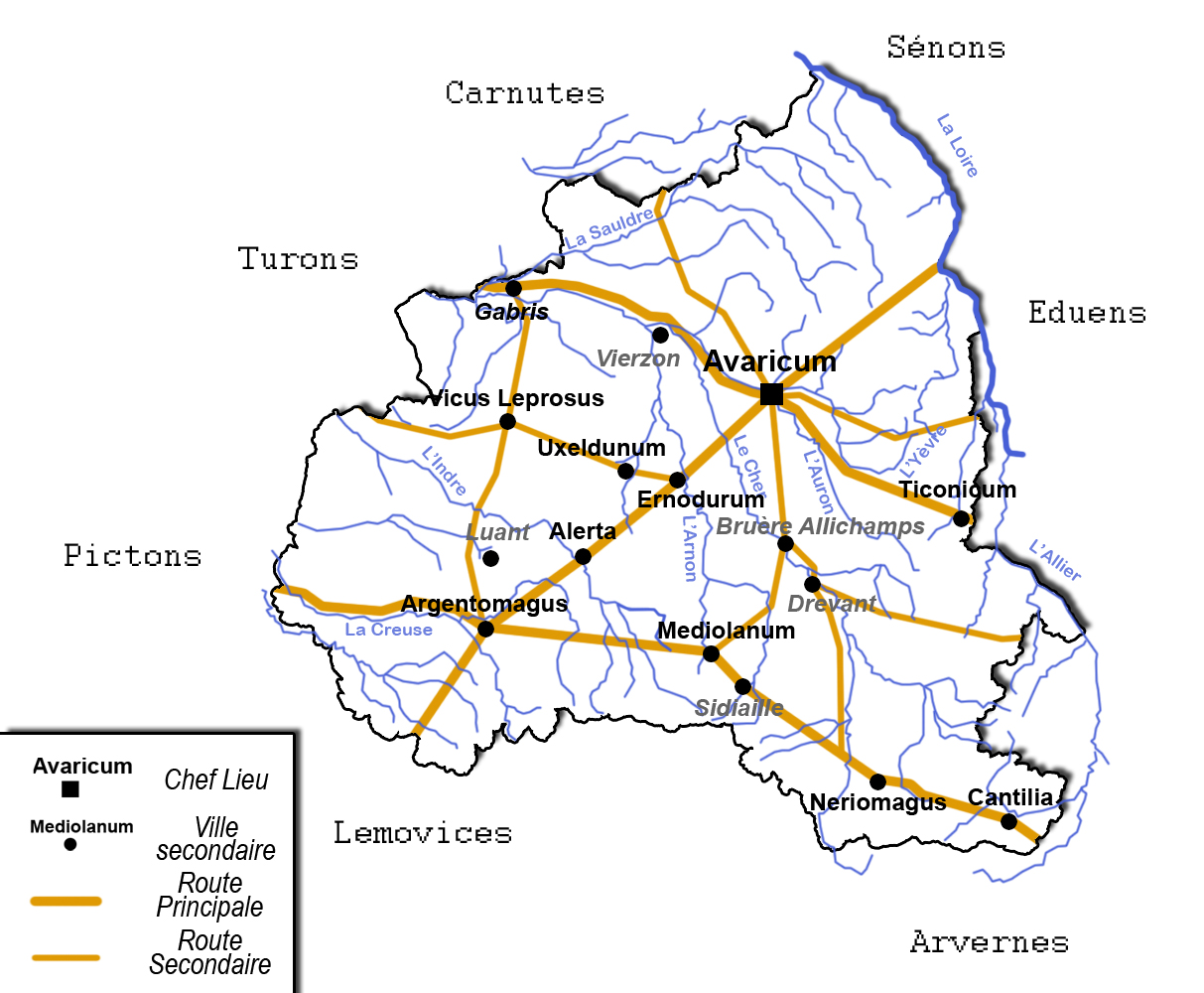
Territoire des Bituriges Cubes durant l'Antiquité. Montluçon est un peu à l'ouest de Neriomagus (Néris-les-Bains).

Durant l'Antiquité, Montluçon fait partie du territoire des Bituriges Cubes,,, qui vont donner leur nom au Berry.
Après la défaite de Vercingétorix et la conquête de la Gaule, Montluçon devient un important point stratégique. Une tradition locale relate que les Romains s'installent sur le site et édifient un castrum pour surveiller les Lemovices et les Arvernes. Montluçon est une ville carrefour, un lieu de passage en direction, notamment, d'Évaux-les-Bains (Ivaonum) et de Néris-les-Bains (Aquae Neriae). Sur cet axe routier, le site des Hauts de Buffon est occupé du Ier au IVe siècle par un sanctuaire, un fanum gallo-romain qui perdure jusqu'à la période carolingienne du VIIIe au Xe siècle.
À la suite du déclin de Rome, plusieurs peuples venant de l'est ruinent et pillent la haute vallée du Cher. Les Wisigoths s'installent en 378. En 507, leur roi Alaric II est tué par Clovis qui conquiert alors le Berry et l'Auvergne. Il y a des traces d'occupations de l'époque carolingienne (VIIIe siècle) sur l'esplanade du château.
Au Xe siècle, Montluçon détrône Néris, qui était alors la cité la plus puissante de la région. Elle connaît un grand rayonnement, mais la ville est située à la frontière du royaume des Francs et du duché d'Aquitaine.
Après l'invasion des Normands au Xe siècle, la ville doit pouvoir se défendre. C'est ainsi qu'apparaît la seigneurie de Montluçon qui devient bientôt la rivale de celle de Bourbon (ils sont issus de la même famille Géraud Ier de Montluçon est le frère d'Archambaud Ier de Bourbon).
À la fin du IXe siècle et au début du Xe siècle, les Hongrois envahissent la région. Ils pillent Néris qui est une ville riche mais ne réussissent pas à détruire Montluçon qui est alors bien protégée. Les survivants de Néris vont ensuite émigrer, pour la plupart, vers Montluçon après la destruction de leur cité.

### Moyen Âge

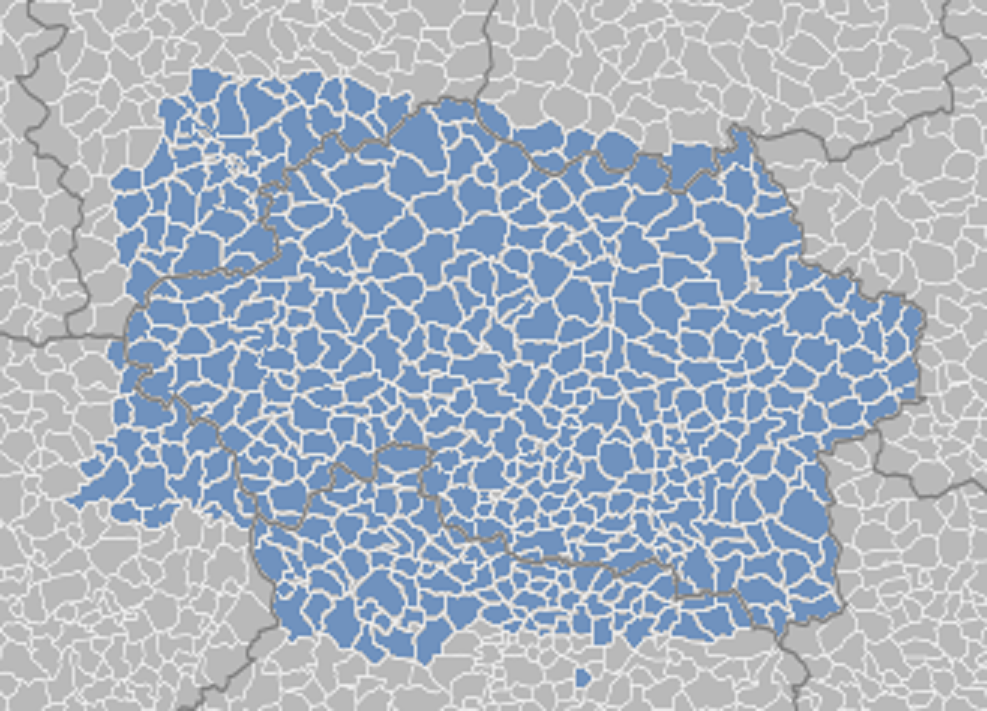
Le Bourbonnais a acquis Montluçon au XIIIe siècle.

Le seigneur de Montluçon le plus célèbre a été Odon qui fit construire des remparts et un donjon. Après sa mort en 998, les religieux venus d'Évaux-les-Bains construisent l'église Saint-Pierre dont les travaux s'achèvent au milieu du XIe siècle. Montluçon est ensuite divisée en deux paroisses. Odon n'ayant aucun descendant, c'est son frère Hugon qui lui succède.
À la mort de ce dernier, n'ayant pas d'enfant non plus, c'est son neveu Archambaud II qui devient seigneur, réunissant ainsi les seigneuries de Montluçon et de Bourbon, mais cette partie est soumise à caution, car un Géraud Ier de Montluçon existe à la même période, Géraud est le frère cadet d'Archambaud Ier de Bourbon, cependant ce seigneur de Montluçon ne vivra exclusivement qu'à Moulins ainsi que ses enfants... Comme la présence d'Odon est aussi un fait indéniable, la seule explication possible est que Odon ou son frère Hugon aient eu une fille qui par mariage avec Géraud aurait alors transmis cette seigneurie à cette branche des Bourbons. Géraud étant décédé avant son beau-père, les enfants de ce dernier durent en hériter, soit Hugues, seigneur de Montluçon, né en 970. Archambaud II de Bourbon ne devint donc pas seigneur de Montluçon, mais c'est son cousin (Hugues) qui le devint (et aussi son vassal).
En 1098, Eudes Ier de Bourgogne partit, à la tête de 100 000 croisés, rejoindre les comtes Étienne II de Blois et Hugues Ier de Vermandois en Palestine, on trouve dans la liste des effectifs qui nous sont parvenu,, nous trouvons Guillaume de Montluçon (et de Bourbon), accompagné de Girard et Maillart de Bourbon, signe que les liens sont restés proches entre les deux branches de cette famille. Guillaume d'autre part serait l'époux d'Alix Ire de Bourbon, et donc beau-frère d'Archambaud V de Bourbon. Il meurt en terre sainte en 1099.
Au XIIe siècle, les Anglais font le siège de la ville car elle est bien située mais les Montluçonnais résistent. Les Anglais font un nouveau siège en 1170 mais cette fois, ils parviennent à entrer dans la ville en 1171. Ils l'occupent pendant dix-sept ans jusqu'à l'arrivée de Philippe Auguste. En 1202, le roi donne la seigneurie de Montluçon à Guy II de Dampierre, sire de Bourbon, la réduisant à une simple châtellenie, en échange du mariage de son fils Archambaud VIII avec Béatrice de Montluçon (dernière représentante de la première branche des Bourbon-Montluçon). Au XIIIe siècle, le seigneur Archambaud VIII, ayant besoin d'argent, accorde une charte aux bourgeois de la ville. Le 27 décembre 1327, la sirerie de Bourbon devient duché. En 1356, les Anglais, menés par le Prince Noir, prennent et reprennent les châteaux du Bourbonnais. Ils repartent en laissant derrière eux la peste noire, qui décime une partie de la population.
Au XIVe siècle, Louis II, duc de Bourbon, fortifie la ville compte tenu de l'importance stratégique qu'elle a prise. Il relève les murailles, creuse des fossés alimentés par les eaux de l'Amaron et construit quatre portes. Il restaure le château et l'église Notre-Dame. Louis II de Bourbon meurt le 10 août 1410 dans le château.

### Époque moderne

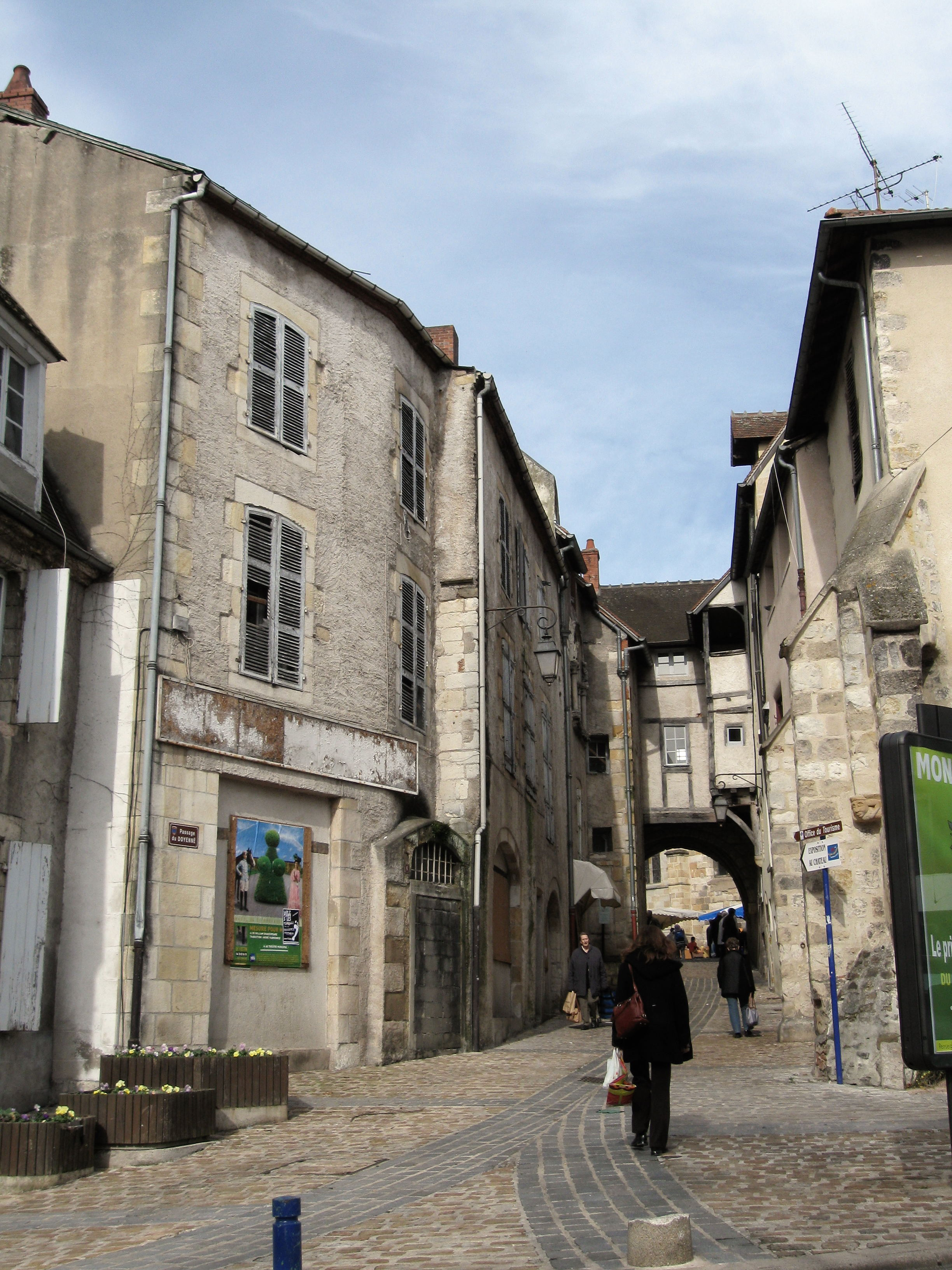
Le passage du Doyenné.

Au XVe siècle, Montluçon est entourée de vignes produisant de bons vins que les voisins du Limousin, de la Marche et des Combrailles viennent se procurer.
En 1531, la ville est rattachée à la couronne de France en même temps que le duché à la suite de la confiscation des terres du duc Charles III. Montluçon connaît une mauvaise période à cause d'une nouvelle épidémie de peste en 1581 et des guerres de Religion. En 1592, Henri IV fait renforcer les remparts qui tombent en ruine. Les habitants se plaignent des impôts et des taxes au milieu du XVIIe siècle. Durant cette période, la femme et la mère de Nicolas Fouquet se retirent dans la ville sur ordre du jeune roi Louis XIV et résident dans le château de la Gaité. À la fin du XVIIe siècle, on dénombre environ 3 800 habitants intra-muros. Montluçon possède une église collégiale, deux couvents, un hôpital et une châtellenie. Durant l'hiver 1709, le jour des rois, une vague de froid bloque l'accès à la ville et détruit toutes les récoltes. Après ce gel, Montluçon subit une famine qui fait de nombreuses victimes. En 1782, la fonte des neiges provoque une inondation détruisant quatre-cents maisons.

### Période révolutionnaire

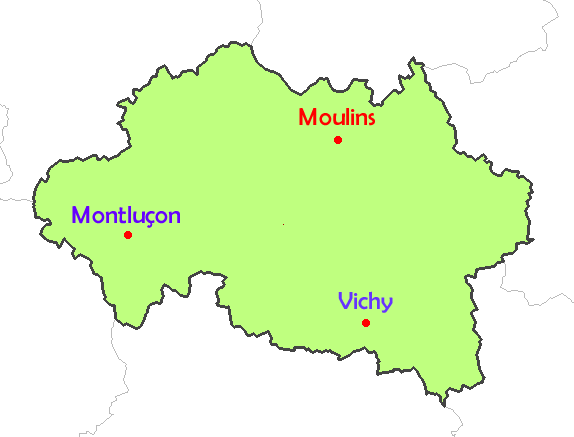
Le nouveau département de l'Allier avec la position de Montluçon.

Les cahiers de doléances ont été rédigés entre le 16 et le 18 mars 1789. La période de la Révolution française a cependant été calme à Montluçon. Seule la Grande Peur a agité la cité, les habitants se sont donc préparés à défendre leur ville. À la création des départements en 1790, Montluçon voulait échapper à l'autorité de Moulins. Le député montluçonnais Regnard avait présenté ses idées d'un département dont Montluçon serait le chef-lieu mais il était le seul député à défendre cette proposition alors que Moulins et Guéret en possédaient sept.
Le 22 janvier 1790, Moulins devient officiellement le chef-lieu du nouveau département. Montluçon tente alors d'avoir le siège du diocèse mais là encore c'est Moulins qui a le siège épiscopal. Dès le 4 mars 1790, le nouveau département de l'Allier est créé et Montluçon devient une commune. La ville n'est que chef-lieu d'un district qui comprend neuf cantons : Désertines, Estivareilles, Huriel, Lignerolles, Marcillat, Néris, Saint-Désiré et Saint-Sauvier, il[Quoi ?] est supprimé le 22 août 1795.
Un arbre de la liberté est planté sur la place Notre-Dame, le 26 mai 1792. Les communes de Châteauvieux et de Blanzat sont rattachées à Montluçon le 1er novembre 1794,.

### XIXesiècle

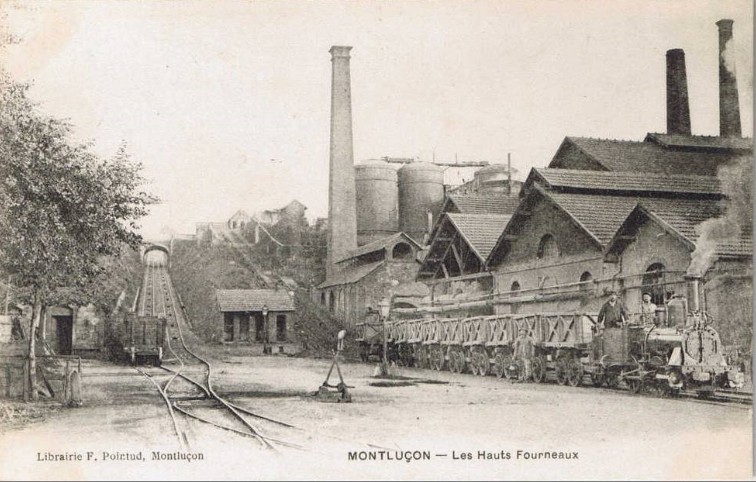
Le plan incliné de Châteauvieux à Montluçon longeant le lieu-dit « les Hauts Fourneaux ».

Montluçon devient une sous-préfecture de l'Allier le 17 février 1800. Un projet a été présenté pour rendre le Cher navigable car on pouvait transporter le charbon venant de Commentry par un chemin de fer industriel et le bois provenant de la forêt de Tronçais. Ce chemin de fer industriel de Commentry à Montluçon livré en 1846 et à traction hippomobile jusqu'en 1854, comportait deux plans inclinés à Chateauvieux et Marignon. Seulement le projet de canalisation était irréalisable, il fut donc modifié. Dès 1808, on commence à construire le canal de Berry longeant le Cher. Les travaux se terminent en 1834 et le canal est ouvert à la navigation en 1835. En 1840, la nouvelle route Tours-Moulins passe par Montluçon, ce qui augmente les possibilités de circulation. Enfin, la construction de la gare et de l'avenue Napoléon III annonce l'arrivée du chemin de fer et de nouvelles voies de communication. Peu à peu, la ville englobe les faubourgs, elle commence à se moderniser, à s'industrialiser. La population a plus que quintuplé en cinquante ans, passant de 5 034 habitants en 1840 à 27 818 en 1890. Les remparts disparaissent et sont remplacés par le boulevard de Courtais. Des usines sont construites sur la rive gauche du Cher (dont l'usine Saint-Jacques, fondée en 1848 et fermée en 1964, filiale de la Compagnie des forges de Châtillon-Commentry et Neuves-Maisons, qui fabriqua, entre autres, de 1876 à 1885 les "tourelles Mougin", destinées à armer les forts de l'Est, tel celui de Manonviller,), et dans le nouveau quartier de la Ville Gozet. Leurs hauts fourneaux s'intègrent au panorama de la ville. L'empereur Napoléon III vient à Montluçon en août 1864.
Pendant la répression de janvier et février 1894, la police y effectue des perquisitions visant les anarchistes qui y résident, sans réel succès,,. 

### XXesiècle

#### La Belle Époque
En 1906, des ouvriers organisent une grève de plusieurs semaines pour dénoncer des horaires de travail trop longs et des salaires trop faibles. La ville continue toutefois à se développer grâce aux municipalités socialistes élues depuis 1892. La ville est plus propre, mieux aménagée et mieux éclairée ; beaucoup de bâtiments publics sont édifiés pendant cette période et sont encore présents aujourd'hui. Cette période, la Belle Époque, se termine en 1914 à cause de la « Grande Guerre ».

#### Première et Seconde Guerre mondiales

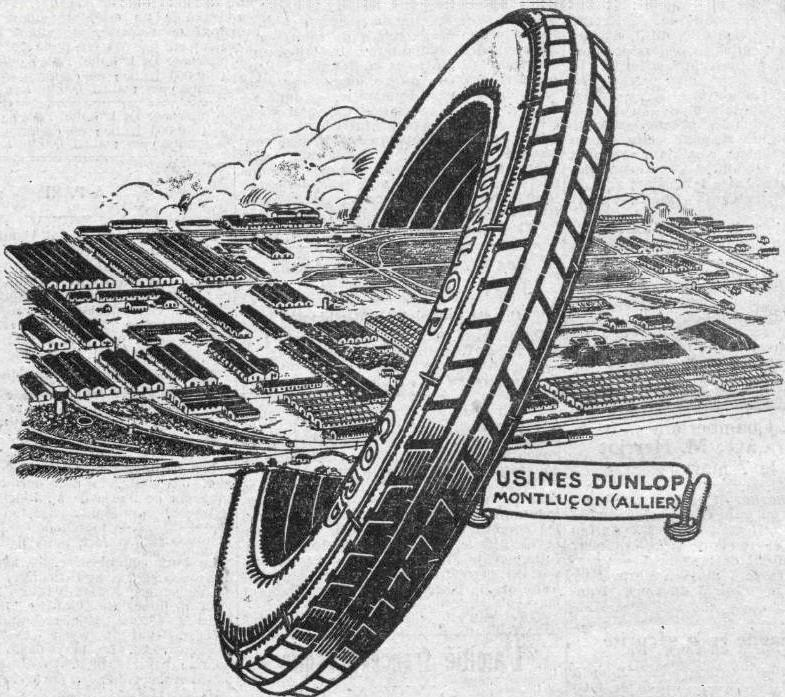
Usines Dunlop de Montluçon, 1925.

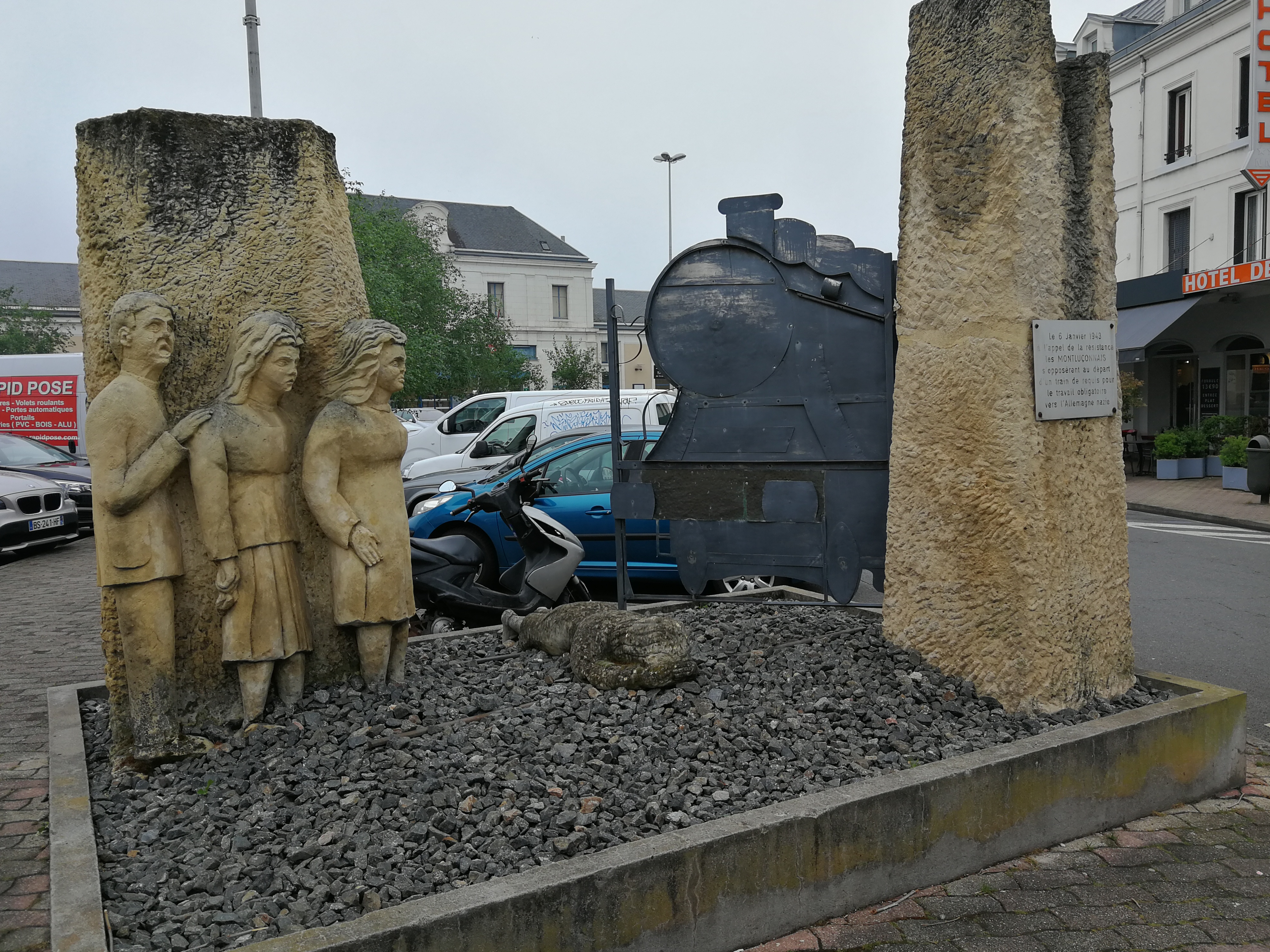
Monument en hommage à la manifestation de la Résistance le 6 janvier 1943 à Montluçon.

La Première Guerre mondiale débute réellement le 28 juillet 1914 avec la première déclaration officielle de guerre adressée par l'Autriche-Hongrie à la Serbie. La France mobilise à partir du 2 août et l'Allemagne lui déclare la guerre le 3 août. Dès le 7 août, les appelés quittent la ville. Les femmes se retrouvent seules avec leurs enfants. Certaines personnes n'hésitent pas à leur venir en aide. Les usines montluçonnaises participent à l'effort de guerre en se tournant vers l'armement et en particulier l'obus. Elles emploient des femmes et des prisonniers allemands.
Après l'Armistice, l'automobile (qui était auparavant réservée aux classes les plus riches) s'étend dans les autres classes sociales. La production de pneumatiques augmente, c'est pourquoi Dunlop s'installe à Montluçon dès 1919, dans une ancienne usine de chargement d’obus possédant un grand terrain où la future usine peut s'étendre et aussi grâce à une importante main-d'œuvre. L'usine a fait connaître Montluçon au monde entier.
La Seconde Guerre mondiale éclate le 1er septembre 1939, la ville est bombardée le 19 juin 1940 par la Luftwaffe faisant 81 morts. Après l'armistice de juin 1940, la France est partagée en deux zones par la ligne de démarcation qui laisse Montluçon en « zone libre » jusqu'en 1942.
Le 6 janvier 1943, une manifestation tente d'empêcher le départ de travailleurs réquisitionnés vers l'Allemagne : l'opération a été organisée par la Résistance, en particulier Pierre Kaan du mouvement Libération-Sud, ainsi que des socialistes et des communistes.
Durant la Seconde Guerre mondiale, les Allemands occupent l'usine de Dunlop (bien que l’usine soit en zone libre) pour exploiter le potentiel de laboratoire, puisque celle-ci avait la capacité de fabriquer du caoutchouc synthétique, le caoutchouc naturel ne pouvant être importé d’Indonésie par les nazis. La fabrication de pneumatiques avions pour la Luftwaffe était également très intéressante pour les Allemands. C’est pourquoi dans la nuit du 15 au 16 septembre 1943, dans le cadre de missions visant à détruire le potentiel industriel de l’Allemagne nazie, et notamment ses outils de production à des fins militaires, les alliés décident de bombarder le site et réduisent en cendres les ateliers de production et de stockage, ainsi qu’une partie de la ville de Saint-Victor. On dénombre trente-six morts et plus de deux cent cinquante blessés.
Montluçon est libérée le 25 août 1944.

#### Montluçon depuis 1945
Après la Libération, Montluçon doit être reconstruite comme d'autres villes en France. Elle continue à se développer pendant les Trente Glorieuses et connaît le « baby boom » : la ville compte plus de 55 000 habitants au recensement de 1968.
Au début des années 1950, Montluçon connaît la crise du logement. La municipalité entreprend de construire près de 2 500 logements pour y loger 10 000 personnes. Durant cette décennie, la ville commence à voir son industrie décliner : beaucoup d'ouvriers sont licenciés. De plus, le canal de Berry, qui est à l'origine de l'essor industriel de Montluçon, a été déclassé en 1955 après avoir cessé toute activité. En 1958, Montluçon connaît deux inondations importantes. Celle de mai a été la plus catastrophique. Tous les quartiers en bord du Cher et de son affluent l'Amaron ont été inondés ainsi que les usines Saint-Jacques et Saint-Gobain. Il y avait également des dégâts sur la ligne Montluçon - Paris.

## Politique et administration

### Tendances politiques et résultats
Lors du second tour de l'élection présidentielle de 2002, Jacques Chirac obtient 88,09 % des voix, soit plus que la moyenne nationale (82,21 %), Jean-Marie Le Pen rassemble 11,91 % contre 17,79 % au niveau national. Le taux de participation est de 75,26 %, ce qui est à peu près égal à la moyenne nationale (79,71 %),. À l'élection présidentielle de 2007, les résultats au second tour sont différents des chiffres nationaux : Nicolas Sarkozy obtient 44,60 % des voix et 55,40 % pour Ségolène Royal, contre respectivement 53,06 % et 46,94 % au niveau national. Au premier tour, Jean-Marie Le Pen obtient 7,13 % des voix, ce qui est légèrement inférieur au résultat de la France entière (10,44 %) ; François Bayrou, quant à lui, obtient le même taux qu'en France (17,40 % à Montluçon et 18,57 % en France). Olivier Besancenot (5,35 %) et Marie-George Buffet (5,18 %) sont les seuls autres candidats à dépasser 5 %,.
Lors des élections législatives de 2002, les Montluçonnais ont voté pour Daniel Dugléry, candidat apparenté UMP, à 52,15 % et pour Pierre Goldberg, candidat du PCF, à 47,85 %. Le taux de participation est de 64,82 %. Aux élections législatives de 2007, Bernard Lesterlin, candidat apparenté au PS, reçoit 50,34 % des voix et Daniel Dugléry 49,66 %. 64,17 % des électeurs sont allés voter.
Aux élections européennes de 2004, pour les résultats du second tour, Catherine Guy-Quint (PS) obtient 30,51 % des voix et Brice Hortefeux (UMP) 20,67 %. Le taux de participation est faible (40,65 %). Lors des élections européennes de 2009, Jean-Pierre Audy (UMP) obtient 30,93 % des voix au second tour et Henri Weber (PS) 18,53 %. Le taux de participation est plus faible qu'en 2004 (36,37 %).
Lors du second tour des élections régionales de 2004, Pierre-Joël Bonté (PS) obtient 57,39 % et Valéry Giscard d'Estaing (UMP) 42,61 % des voix, pour un total de 61,29 % de participation. Pour les résultats du second tour des élections régionales de 2010, René Souchon (PS) obtient 55,29 % des voix tandis qu'Alain Marleix (UMP) en collecte 44,74 %. Le taux de participation est de 50,37 %.
Pour le référendum de 2000 relatif au quinquennat présidentiel, les Montluçonnais votent Oui à 72,76 % et Non à 27,24 % pour 27,89 % de participation. Lors du référendum de 2005 relatif au traité établissant une Constitution pour l’Europe, 59,06 % des Montluçonnais disent Oui tandis que 40,94 % disent Non. Le taux de participation est de 63,45 %.

#### Récapitulatif de résultats électoraux récents
| Scrutin             | 1er tour | 1er tour | 1er tour | 1er tour | 1er tour | 1er tour | 1er tour | 1er tour | 1er tour | 1er tour | 1er tour | 1er tour | 2d tour        | 2d tour        | 2d tour        | 2d tour        | 2d tour        | 2d tour        | 2d tour        | 2d tour        | 2d tour        |
| Scrutin             | 1er      | 1er      | %        | 2e       | 2e       | %        | 3e       | 3e       | %        | 4e       | 4e       | %        | 1er            | 1er            | %              | 2e             | 2e             | %              | 3e             | 3e             | %              |
| ------------------- | -------- | -------- | -------- | -------- | -------- | -------- | -------- | -------- | -------- | -------- | -------- | -------- | -------------- | -------------- | -------------- | -------------- | -------------- | -------------- | -------------- | -------------- | -------------- |
| Municipales 2014    |          | DVD      | 53,66    |          | PS       | 20,00    |          | FG       | 12,42    |          | DVG      | 11,44    | Pas de 2d tour | Pas de 2d tour | Pas de 2d tour | Pas de 2d tour | Pas de 2d tour | Pas de 2d tour | Pas de 2d tour | Pas de 2d tour | Pas de 2d tour |
| Européennes 2014    |          | UMP      | 25,43    |          | FN       | 20,38    |          | PS       | 15,89    |          | FG       | 12,26    | Tour unique    | Tour unique    | Tour unique    | Tour unique    | Tour unique    | Tour unique    | Tour unique    | Tour unique    | Tour unique    |
| Régionales 2015     |          | UMP      | 38,21    |          | PS       | 21,79    |          | FN       | 18,93    |          | PCF      | 10,84    |                | UMP            | 44,74          |                | PS-PCF-EELV    | 38,28          |                | FN             | 16,97          |
| Présidentielle 2017 |          | EM       | 24,41    |          | LFI      | 23,65    |          | LR       | 18,81    |          | FN       | 18,22    |                | LREM           | 70,15          |                | FN             | 29,85          | Pas de 3e      | Pas de 3e      | Pas de 3e      |
| Législatives 2017   |          | LR       | 30,44    |          | EM       | 23,41    |          | FI       | 16,74    |          | PS       | 11,51    |                | LR             | 56,36          |                | LREM           | 43,64          | Pas de 3e      | Pas de 3e      | Pas de 3e      |
| Européennes 2019    |          | RN       | 22,61    |          | LREM     | 18,99    |          | LR       | 11,97    |          | EELV     | 9,78     | Tour unique    | Tour unique    | Tour unique    | Tour unique    | Tour unique    | Tour unique    | Tour unique    | Tour unique    | Tour unique    |
| Municipales 2020    |          | LR       | 27,03    |          | DVD      | 21,23    |          | DVG      | 19,52    |          | DVG      | 15,36    |                | LR             | 31,46          |                | DVG            | 28,10          |                | DVD            | 26,00          |

### Administration municipale
Le conseil municipal de Montluçon est composé de 43 membres dont 12 maires-adjoints et 30 conseillers municipaux. En 2001, la ville a mis en place un conseil municipal des jeunes, ouvert aux collégiens, lycéens et jeunes adultes. En 2008, ce conseil était composé de 43 membres, et un nouveau mandat a été mis en place en avril 2010.
Montluçon est le chef-lieu de l'un des trois arrondissements du département de l'Allier.

### Liste des maires
Six maires (sept en comptant l'intérim de décembre 2017) sont élus à Montluçon depuis 1959 :
| Période       | Période                      | Identité              | Étiquette                          | Qualité |
| ------------- | ---------------------------- | --------------------- | ---------------------------------- | --- |
| novembre 1959 | mai 1972                     | Jean Nègre            | SFIO (FGDS) puis Soc.ind. puis PDS | Professeur d'anglais en lycée Sénateur de l'Allier (1971 → 1972) Député de l'Allier (2e circ.) (1962 → 1968) Conseiller général de Montluçon-Est (1959 → 1972) Décédé en fonction |
| juin 1972     | mars 1977                    | Maurice Brun          | Soc.ind. puis FSD/PSD              | Avocat Député de l'Allier (2e circ.) (1973 → 1978) Conseiller général de Montluçon-Est (1972 → 1994) |
| mars 1977     | avril 1998                   | Pierre Goldberg       | PCF                                | Technicien PTT Député de l'Allier (2e circ.) (1978 → 1981, 1988 → 1993 et 1997 → 2007) Conseiller régional d'Auvergne (1977 → 1988 et 1998 → 2004) Conseiller général de Montluçon-Ouest (1973 → 1979) Conseiller général de Montluçon-Nord-Est (1982 → 1988) Démissionnaire                |
| avril 1998    | mars 2001                    | Jean-Claude Micouraud | PCF                                | Technicien en chauffage Conseiller général de Montluçon-Ouest (1998 → 2004) |
| mars 2001     | décembre 2017                | Daniel Dugléry        | DVD puis UMP-LR                    | Directeur de société Conseiller régional d'Auvergne (2010 → 2015) Conseiller régional d'Auvergne-Rhône-Alpes (2015 → 2021) Conseiller général de Montluçon-Est (2001 → 2010) Président de la CA montluçonnaise (2001 → 2016) Président de Montluçon Communauté (2017 → 2020) Démissionnaire |
| décembre 2017 | En cours (au 3 juillet 2020) | Frédéric Laporte      | LR                                 | Expert-comptable Adjoint au maire (2008 → 2017) Vice-président de Montluçon Communauté (2014 → 2020) Président de Montluçon Communauté (2020 → ) Réélu pour le mandat 2020-2026 |

### Rattachements administratifs et électoraux
Montluçon est divisée en plusieurs cantons. Par un décret du 23 juillet 1973, en remplacement des anciens cantons de Montluçon-Est et Montluçon-Ouest, sont créés les cantons de Montluçon-Nord-I, Ouest-II, Sud-III et Est-IV. Un décret du 15 janvier 1982 scinde le canton Nord en deux parties, Montluçon-Nord-Est et Domérat-Montluçon-Nord-Ouest. Montluçon était alors divisée en cinq cantons entre 1982 et 2015, et à l'exception de Domérat-Montluçon-Nord-Ouest, avaient Montluçon comme chef-lieu.
À la suite du redécoupage des cantons du département de 2014, la commune est divisée en quatre cantons : Montluçon-1, Montluçon-2, Montluçon-3 et Montluçon-4. Montluçon est le bureau centralisateur de ces quatre cantons.
La ville se trouve dans la deuxième circonscription de l'Allier, représentée par le député du Rassemblement national Jorys Bovet depuis juin 2022.
Montluçon est siège d'un tribunal de grande instance, d'un tribunal d'instance, d'une juridiction de proximité, d'un tribunal de commerce, d'un conseil de Prud'hommes, d'un tribunal correctionnel et d'un tribunal de police.

### Intercommunalité
Montluçon est le siège de la communauté d'agglomération Montluçon Communauté, issue de la fusion de la communauté d'agglomération montluçonnaise et d'une communauté de communes le 1er janvier 2017.

### Fiscalité locale
| Taxe | Taux moyen de la strate | Taux voté à Montluçon |
| --- | ----------------------- | --------------------- |
| Taxe d'habitation | 17,97 %                 | 16,86 %               |
| Taxe foncière sur le bâti | 23,82 %                 | 29,90 %               |
| Taxe foncière sur le non-bâti | 56,79 %                 | 51,00 %               |
| Taxe professionnelle | 0 %                     | 0 %                   |
| Sources des données : Direction de la comptabilité publique au sein du ministère des Finances. Taxes en pourcentage de la valeur locative cadastrale. |                         |                       |

### Jumelages
Au 28 octobre 2010, Montluçon est jumelée avec :
- Hagen (Allemagne) depuis 1965[105]
- Leszno (Pologne) depuis 2004[105]
- Antsirabe (Madagascar) depuis 2005[106],[107]

## Population et société

### Démographie

#### Évolution démographique
L'évolution du nombre d'habitants est connue à travers les recensements de la population effectués dans la commune depuis 1793. Pour les communes de plus de 10 000 habitants les recensements ont lieu chaque année à la suite d'une enquête par sondage auprès d'un échantillon d'adresses représentant 8 % de leurs logements, contrairement aux autres communes qui ont un recensement réel tous les cinq ans,.

En 2022, la commune comptait 33 317 habitants, en évolution de −7,83 % par rapport à 2016 (Allier : −1,38 %, France hors Mayotte : +2,11 %).
| 1793  | 1800  | 1806  | 1821  | 1831  | 1836  | 1841  | 1846  | 1851  |
| ----- | ----- | ----- | ----- | ----- | ----- | ----- | ----- | ----- |
| 5 521 | 5 684 | 5 212 | 4 716 | 4 991 | 5 034 | 5 740 | 7 331 | 8 922 |

| 1856   | 1861   | 1866   | 1872   | 1876   | 1881   | 1886   | 1891   | 1896   |
| ------ | ------ | ------ | ------ | ------ | ------ | ------ | ------ | ------ |
| 15 289 | 16 212 | 18 675 | 21 247 | 23 416 | 26 079 | 27 818 | 27 878 | 31 595 |

| 1901   | 1906   | 1911   | 1921   | 1926   | 1931   | 1936   | 1946   | 1954   |
| ------ | ------ | ------ | ------ | ------ | ------ | ------ | ------ | ------ |
| 35 062 | 34 251 | 33 799 | 36 114 | 37 504 | 41 052 | 42 515 | 46 826 | 48 743 |

| 1962   | 1968   | 1975   | 1982   | 1990   | 1999   | 2006   | 2011   | 2016   |
| ------ | ------ | ------ | ------ | ------ | ------ | ------ | ------ | ------ |
| 55 184 | 57 871 | 56 468 | 49 912 | 44 248 | 41 362 | 39 889 | 38 166 | 36 147 |

| 2021   | 2022   | - | - | - | - | - | - | - |
| ------ | ------ | - | - | - | - | - | - | - |
| 33 342 | 33 317 | - | - | - | - | - | - | - |

À partir de la Révolution, en 1793, la population de la commune diminue légèrement. Elle varie entre 5 684 et 4 716 habitants. L'âge d'or de Montluçon commence en 1841, grâce à l'industrie du charbon à Commentry et à la situation privilégiée de la ville (Canal de Berry, chemin de fer…) qui attire les usines. Elle prospère jusqu'à la fin du XIXe siècle, passant de 5 740 habitants en 1841 à 35 062 en 1901. Dès le début du XXe siècle, la population recommence à stagner, stagnation qui durera jusqu'à la fin de la Première Guerre mondiale. Elle perd environ 1 500 habitants durant cette période, atteignant 33 799 habitants en 1911. La population reprend un nouvel essor démographique à partir de 1921 grâce à l'implantation de nouvelles usines dans la cité. Elle gagne des habitants entre 1936 et 1946 alors que la plupart des grandes villes de l'époque en perdent. Le pic de population est atteint en 1968 avec 57 871 habitants, ce qui ne sera plus jamais atteint. La population commence à diminuer fortement à partir de cette date jusqu'à atteindre actuellement le même nombre d'habitants qu'en 1901. Cela est dû à la fermeture de nombreuses usines qui avaient amené beaucoup d'ouvriers dans la région.

#### Pyramide des âges
En 2021, le taux de personnes d'un âge inférieur à 30 ans s'élève à 33,8 %, soit au-dessus de la moyenne départementale (29,0 %). À l'inverse, le taux de personnes d'âge supérieur à 60 ans est de 34,2 % la même année, alors qu'il est de 35,6 % au niveau départemental.
En 2021, la commune comptait 15 770 hommes pour 17 572 femmes, soit un taux de 52,70 % de femmes, légèrement supérieur au taux départemental (52,03 %).
Les pyramides des âges de la commune et du département s'établissent comme suit :
| Hommes | Classe d’âge | Femmes |
| ------ | ------------ | ------ |
| 1,4    | 90 ou +      | 3,6    |
| 9,7    | 75-89 ans    | 16,1   |
| 17,1   | 60-74 ans    | 20,0   |
| 17,5   | 45-59 ans    | 17,5   |
| 15,5   | 30-44 ans    | 13,6   |
| 23,9   | 15-29 ans    | 16,6   |
| 15,0   | 0-14 ans     | 12,6   |

| Hommes | Classe d’âge | Femmes |
| ------ | ------------ | ------ |
| 1,2    | 90 ou +      | 3      |
| 10     | 75-89 ans    | 13,4   |
| 21,3   | 60-74 ans    | 22     |
| 20,6   | 45-59 ans    | 19,6   |
| 15,7   | 30-44 ans    | 15     |
| 15,6   | 15-29 ans    | 12,9   |
| 15,7   | 0-14 ans     | 14     |

#### Immigration
En 1999, la population immigrée représentait 2 783 personnes soit 6,7 % de la population dans la commune. Ce chiffre est supérieur à la moyenne régionale (4,3 %) mais inférieur à la moyenne nationale (7,4 %). Parmi ces personnes, 34,2 % venaient du Portugal, 8,9 % de la Turquie et 8,2 % de l'Algérie.

### Enseignement
Montluçon est située dans l'académie de Clermont-Ferrand.

#### Établissements scolaires

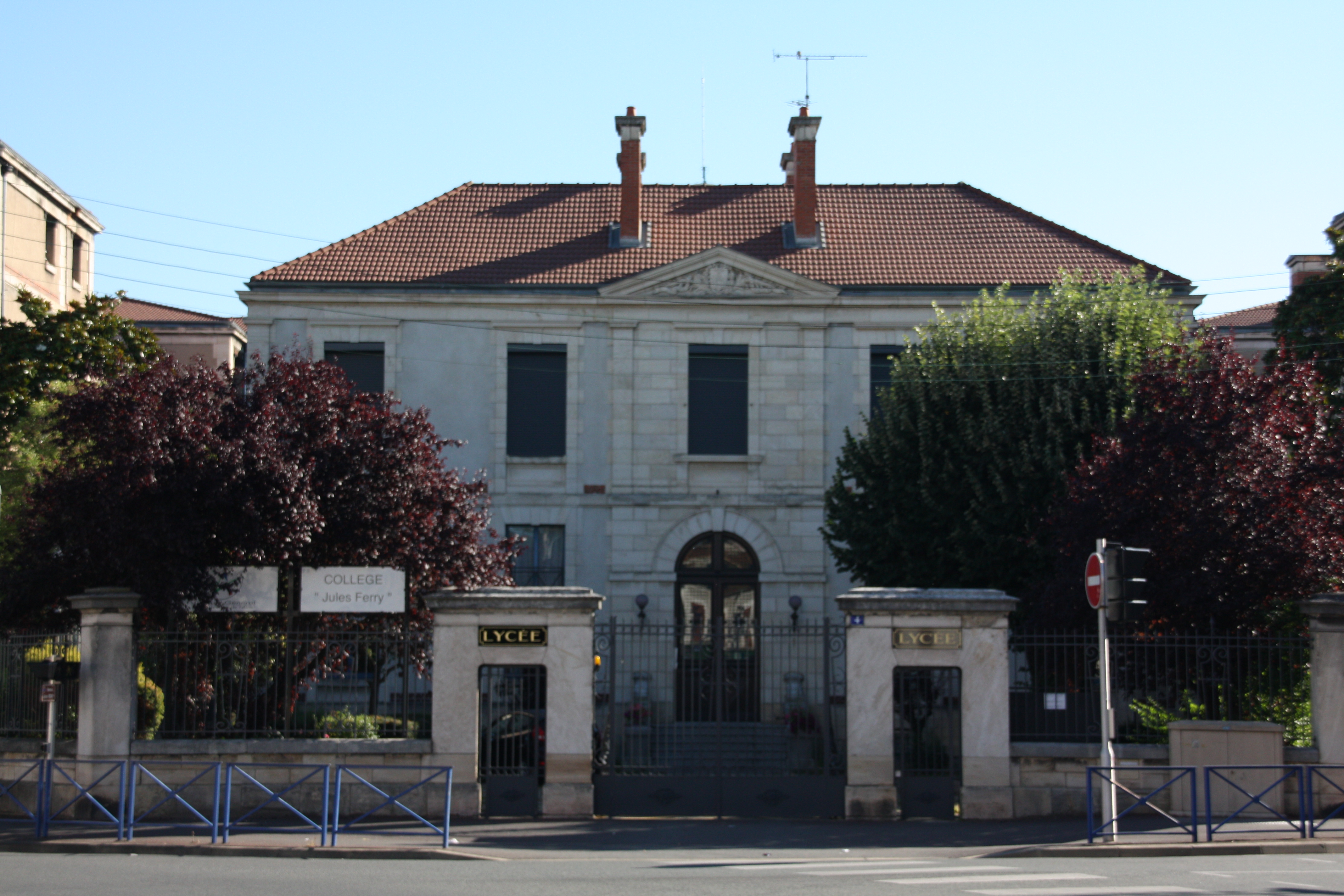
Entrée du collège Jules-Ferry.

La ville administre 15 écoles maternelles et 14 écoles élémentaires communales qui reprennent le nom d'un personnage illustre (Honoré-de Balzac, Aristide-Briand, Maurice Carême, Desnos/Ayme, Marx Dormoy, Jules Ferry, Paul Fort, Anatole France, Jean Giono, Pauline Kergomard, Paul Lafargue, Alphonse de Lamartine, Louise Michel, Frédéric Mistral, Jean Moulin, Marie Noël, Louis Pergaud - Jacques Prévert, Jean Racine, Jean Renoir, Jean Rostand - Henri Wallon, Elsa Triolet, Voltaire et Émile Zola). Le département gère quatre collèges (Jules Ferry, Jean-Jacques Soulier, Jean Zay et Jules Verne) et la région Auvergne-Rhône-Alpes quatre lycées.
Le lycée Madame-de-Staël, construit en 1967 par l'architecte Jean Dubuisson (Prix de Rome), se situe près du centre-ville et propose comme formations des filières d'enseignement général, dont des sections bilingues (BFI et Bachibac), des sections européennes en anglais, allemand et espagnol ainsi que des classes préparatoires aux grandes écoles en littéraire et en voie économique. Ces classes connaissent d'ailleurs un succès grandissant, avec un taux d'intégration en constante progression depuis 10 ans. La filière littéraire a notamment envoyé 6 élèves à l'École Spéciale Militaire de Saint-Cyr entre 2016 et 2019. Le lycée Paul-Constans, construit en 1956 et transformé en lycée en 1960, se situe à l'ouest de la ville et propose des filières scientifiques et technologiques, des filières professionnelles, des BTS, des classes préparatoires, des licences professionnelles et le GRETA Bourbonnais Combraille,. Il y a deux lycées professionnels à Montluçon, le lycée professionnel Nerdre-Maurice-Guyot et le lycée professionnel Albert-Einstein. Ce dernier, situé au nord-ouest de Montluçon, propose des formations sur l'automobile, l'électronique et l'informatique ainsi que sur l'énergie et l'environnement.
Il existe également des établissements privés, dont les écoles maternelles et élémentaires Sainte-Philomène, Notre-Dame et Saint-Paul, le collège Saint-Joseph et les lycées Saint-Vincent et Saint-Joseph, ces deux derniers ayant fusionné en 2013 en un unique lycée général et professionnel Sainte-Louise, appartenant à l'Institution Sainte-Louise-de-Marillac qui regroupe ce lycée, l'école Sainte-Philomène et le collège Saint-Joseph.

#### Vie universitaire
- IUT dépendant de l'Université Clermont Auvergne[121].
- IFAG (Institut de formation aux affaires et à la gestion)[122].
- ACI Montluçon (école post-bac en 3 ans) : Bachelor en marketing et affaires Internationales[123].
- CPGE HEC et littéraires de Montluçon, lycée Madame-de-Staël.
- CPGE Scientifique PTSI/PT de Montluçon, lycée Paul-Constans.

### Manifestations culturelles et festivités
- Festival de la Chanson Française
- Carnaval du Bœuf-Villé
- Foire-Expo au Parc des Expositions
- Feux de la Saint-Jean
- Printemps des Peintres
- Festival Ciné en herbe
- Semaine de l'Environnement
- Brocante musicale
- Forum des Associations (tous les 2 ans)
- Festival des Droits de l'Enfant
- Fête de la Jeunesse
- Montluçon fête ses étudiants
- Village de Noël

### Santé
Montluçon possède deux maisons de retraite, une maison d'accueil, une résidence, un logement-foyer et une unité de soins.
Elle possède aussi un centre hospitalier qui regroupe les spécialités de médecine générale, de chirurgie, de psychiatrie ou encore de gynécologie obstétrique.
La polyclinique Saint-François, qui est située dans la commune voisine de Désertines, regroupe les spécialités de chirurgie et d'imagerie médicale.

### Sports

#### Équipements sportifs
Montluçon est équipée de 3 complexes sportifs, 1 centre aqualudique, 7 gymnases et 6 stades :
- Le complexe sportif de Bien-Assis est composé d'une salle multisports et de deux terrains de football ;
- Le complexe sportif des Guineberts est composé d'une salle multisports, salle d'escrime, salle d'arts martiaux, salle de gymnastique et d'un terrain de football ;
- Le complexe sportif de Nerdre est composé d'une salle multisports et une salle de gymnastique ;
- Le centre aqualudique de la Loue est composé d'un bassin olympique, d'un bassin ludique avec un toboggan, d'un bassin extérieur avec un toboggan, d'un restaurant "L'Aqua", d'une salle de musculation et de cardio-training, d'un sauna, d'un hammam, d'un jacuzzi et de fosses de plongées. Il est situé sur la commune de Saint-Victor à la limite de Montluçon ;
- Deux salles de sports : la Halle des Sports (salle multisports, salle de boxe, salle de lutte, murs d'escalade, salles de musculation et une salle de tennis de table) et la salle Paul-Lafargue (multi-activités).
- Les gymnases Albert-Camus, Jean-Moulin, Jean-Zay, Jules-Ferry et Paul-Constans composés d'une salle multisports, d'un terrain de football (Albert-Camus) et d'une salle de gymnastique (Paul-Constans).
- Six stades : le stade Dunlop, le stade Ricardo-Molina[126], le stade des Ilets, le stade Pierre-Dupont, le stade Saint-Jean et le Stadium de la Loue d'une capacité de 2 089 places.
- Un complexe sportif destiné aux amateurs et aux professionnels de la pétanque, le boulodrome Christian-Fazzino (sans doute le plus grand boulodrome en France, et peut-être même du monde[127]), situé dans le quartier du Diénat. Il a été inauguré le 30 avril 2015, avec le championnat départemental[128].

#### Associations et clubs
Il existe 16 associations sportives dont le club principal est l'ASPTT, qui propose 13 activités différentes.

#### Événements sportifs
La ville a été ville étape du Tour de France en 2008, en 2001, en 1992, en 1966, en 1956 et en 1953.
La ville a accueilli le Championnat de France de Hockey Subaquatique Division 1 masculine et féminine en mai 2012 et en juin 2010, ainsi que le Championnat de France d’Échecs des Jeunes, au centre athanor, du 17 au 24 avril 2011.
Elle a accueilli également les championnats de France d'apnée en juin 2011.

### Médias

#### Presse locale
Aucun siège de rédaction de presse n'est situé dans la commune. Des correspondants relayent les informations locales pour le quotidien La Montagne, dont l'agence est située boulevard Carnot.
De 1875 à 1944, Le Centre paraissait de manière trihebdomadaire dans les départements de l'Allier et de la Creuse et constituait le principal organe de presse régional.

#### Radios locales
Il y a 6 radios locales à Montluçon :
- Radio Jeune Fréquence Montluçon (RJFM), radio associative émettant sur 92,3 FM.
- RMB (Radio Montluçon Bourbonnais), radio commerciale dont les studios sont implantés à Montluçon, diffusant son programme sur 100,0 FM[130]. Elle émet aussi à Marcillat-en-Combraille sur 103.9 FM.
- Fusion FM[131], autre radio commerciale couvrant l'Allier et une partie de la Saône-et-Loire, émet sur 99,4 FM.
- Ici Pays d'Auvergne y émet sur 96,7 FM.
- RCF Allier propose ses émissions sur 107,0 FM.
- Europe 2 y diffuse son programme local de Clermont-Ferrand sur 97,1 FM.
- Vibration émet sur 94,7 FM.
- RVA émet bientôt sur 97,7 FM.

Les autres radios émettant sur Montluçon :
- 87.8 Fun Radio
- 88.9 Nostalgie
- 89.4 France Culture
- 91.1 Jazz Radio
- 92.7 RTL2
- 93.3 M Radio
- 95.2 France Inter
- 96.3 NRJ
- 98.0 Skyrock
- 101.7 RFM
- 103.6 Europe 1
- 104.1 RTL
- 105.5 France Info
- 106.6 RMC
- 107.4 Radio Classique

#### Télévision
Il existe 4 émetteurs pour la TNT à Montluçon :
- Le site de diffusion de Quinssaines, à l'ouest de Montluçon, comporte 2 pylônes. L'un est détenu par TDF et diffuse les multiplexes R1, R2, R3 et R7. Tandis qu'Itas Tim diffuse, sur un autre pylône, les multiplexes R4 et R6.
- Le site de Marignon, à l'est de Montluçon, comporte lui aussi 2 pylônes. L'un est à TDF et diffuse les multiplexes R2, R3 et R7. L'autre est situé chemin de la Perdrix à Désertines et appartient à Towercast. Il diffuse les multiplexes R1, R4 et R6.

Parmi les chaînes terrestres, les Montluçonnais peuvent recevoir France 3 Auvergne.

### Cultes

#### Culte catholique
Le doyenné de Montluçon est rattaché au diocèse de Moulins et comprend trois paroisses : paroisse de la Trinité, paroisse Saint-François d'Assise et paroisse Sainte-Marie, dont deux couvrent la commune de Montluçon.
Les lieux de culte correspondant sont : Pour la paroisse de la Trinité (Montluçon rive gauche),
- Église Saint-Paul, place Jean-Dormoy.
- Chapelle Sainte-Marguerite-Marie-Alacoque, avenue du Président-Auriol-des-Guineberts.
- Église Saint-Martin, rue Robert-Schumann-de-Fontbouillant.
- Église Sainte-Thérèse des Marais, rue Michelet.
- Chapelle de Bien Assis.

Pour la paroisse Sainte-Marie (Montluçon rive droite)
- Église Notre-Dame, place Notre-Dame.
- Église Saint-Pierre, place Saint-Pierre
- Chapelle Sainte-Jeanne-d’Arc, rue de la Mange-des-Îles.
- Chapelle Saint-Jean-Baptiste, route de Villebret (désaffectée).

D'autres monuments font également partie du patrimoine religieux :
- Chapelle du Sacré-Cœur, rue Croix-Verte
- Chapelle du collège-lycée jules Ferry, rue Jules-Ferry.
- Chapelle de l'Institution Sainte-Louise Marcillac, rue du Faubourg-de-la-Gironde.
- Chapelle Saint-Louis, rue du Doyenné (vestiges).
- Chapelle Notre-Dame de Fatima (10, passage Barathon-Grands-Prés).

#### Culte protestant
La paroisse de Vichy-Montluçon de la fédération protestante de France regroupe la communauté liée à l'Église réformée de France, avec un temple réformé situé rue Achille Allier.
Montluçon dispose aussi de trois églises appartenant à la communauté évangélique :
- l'Assemblée de Dieu, rue Raquin
- l'église évangélique protestante Assemblée France Mission, rue Paul Constans[140]
- l'église évangélique tzigane de la mission évangélique des tziganes de France « Vie et Lumière », rue des Frères Martenot [141].

#### Culte orthodoxe
Le monastère orthodoxe de Saint-Hubert se situe dans la commune proche de Chavenon.
Culte musulman
Montluçon dispose de trois mosquées : la mosquée Al-Hijdra, la mosquée As-Salam et la mosquée Er-Rahma.

#### Culte bouddhiste
La pagode Phap Vuong se situe dans la commune proche de Noyant-d'Allier et un ermitage bouddhique se trouve dans les environs, l'ermitage Yogi Ling de tradition Changpa Kagyu.

## Économie

### Revenus de la population et fiscalité
En 2007, le revenu fiscal médian par ménage était de 15 265 €, ce qui plaçait Montluçon au 22 173e rang parmi les 30 714 communes de plus de cinquante ménages en métropole.
Le revenu moyen par ménage était en 2007 de 18 614 €.
En 2004, 175 ménages montluçonnais étaient redevables de l'impôt sur la fortune. Le montant moyen de l'impôt sur la fortune était de 4 616 €/an contre 5 683 €/an au niveau national. Le patrimoine moyen des redevables de l'ISF était de 1 397 233 €.
En 2008, 238 ménages montluçonnais étaient redevables de l'impôt sur la fortune. Le montant moyen de l'impôt sur la fortune était de 5 856 €/an et le patrimoine moyen des redevables de l'ISF était de 1 627 288 €.

### Emploi
La commune fait partie de la zone d'emploi de Montluçon. En 2015 on comptait 19 331 emplois dans la zone. Le nombre d'actifs ayant un emploi résidant dans la commune étant de 14 508, l'indicateur de concentration d'emploi est de 151,2 %, ce qui signifie que la commune offre plus d'un emploi pour un Montluçonnais actif.
La répartition par secteurs d'activité des emplois à Montluçon fait apparaître le poids du secteur commercial mais aussi l'importance du secteur de l'administration publique, et la relative faiblesse du secteur agricole et de la construction.
| Échelle        | Agriculture | Industrie | Construction | Commerce, transports, services divers | Administration publique, enseignement, santé, action sociale |
| -------------- | ----------- | --------- | ------------ | ------------------------------------- | ------------------------------------------------------------ |
| Commune        | 0,2 %       | 12,8 %    | 4,6 %        | 39,2 %                                | 43,3 %                                                       |
| Département    | 5,3 %       | 14,9 %    | 6,7 %        | 37,6 %                                | 35,4 %                                                       |
| France entière | 2,7 %       | 12,4 %    | 6,6 %        | 46,3 %                                | 32,1 %                                                       |

### Population active
La population âgée de 15 à 64 ans s'élevait en 2015 à 22 092 personnes (23 509 en 2010), parmi lesquelles on comptait 71,6 % d'actifs dont 57 % ayant un emploi et 14,6 % de chômeurs.
En 2015, 11 743 des 12 777 personnes âgées de quinze ans ou plus (soit 91,9 %) sont des salariés. 69,6 % des actifs de 15 ans ou plus ayant un emploi travaillent dans la commune de résidence.
La répartition par catégories socioprofessionnelles de la population active de Montluçon fait apparaître une sous-représentation des agriculteurs et exploitants et une sur-représentation des employés par rapport à la moyenne de la France entière.
| Échelle        | Agriculteurs exploitants | Artisans, commerçants, chefs d'entreprise | Cadres et professions intellectuelles supérieures | Professions intermédiaires | Employés | Ouvriers |
| -------------- | ------------------------ | ----------------------------------------- | ------------------------------------------------- | -------------------------- | -------- | -------- |
| Montluçon      | 0,1 %                    | 4,3 %                                     | 8,9 %                                             | 19,7 %                     | 39,7 %   | 24,9 %   |
| France entière | 1,4 %                    | 6,0 %                                     | 15,8 %                                            | 24,6 %                     | 28,7 %   | 21,9 %   |

### Entreprises et commerces
Au XIXe siècle, la ville profite de l'exploitation des charbons de Commentry et de l'ouverture du canal de Berry. L'industrie montluçonnaise se développe dans les secteurs de l'armement et la métallurgie jusqu'à la Première Guerre mondiale. Avec l'épuisement de ces mines de charbon, la ville a dû reconvertir ses industries traditionnelles (hauts fourneaux, verreries) en faisant venir le minerai par le canal de Berry. Puis Montluçon a développé son industrie dans la chimie, le pneumatique (implantation de l'usine Dunlop) et l'électronique (Sagem principalement). Plus récemment, Montluçon a développé un pôle de technologie de pointe au technopôle de la Loue.
Montluçon est le siège de la Chambre de commerce et d'industrie de Montluçon-Gannat Portes d'Auvergne qui gère l’aérodrome de Montluçon Guéret situé à Lépaud.
Il existe la communauté Emmaüs Val de Cher.

### Grandes entreprises
La commune abrite le siège social de 18 grandes entreprises réalisant plus de 10 M€ de chiffre d'affaires.

## Culture locale et patrimoine

### Lieux et monuments

#### Patrimoine religieux
Montluçon possède un patrimoine religieux dont certains édifices sont classés « monument historique ».

##### Monuments classés

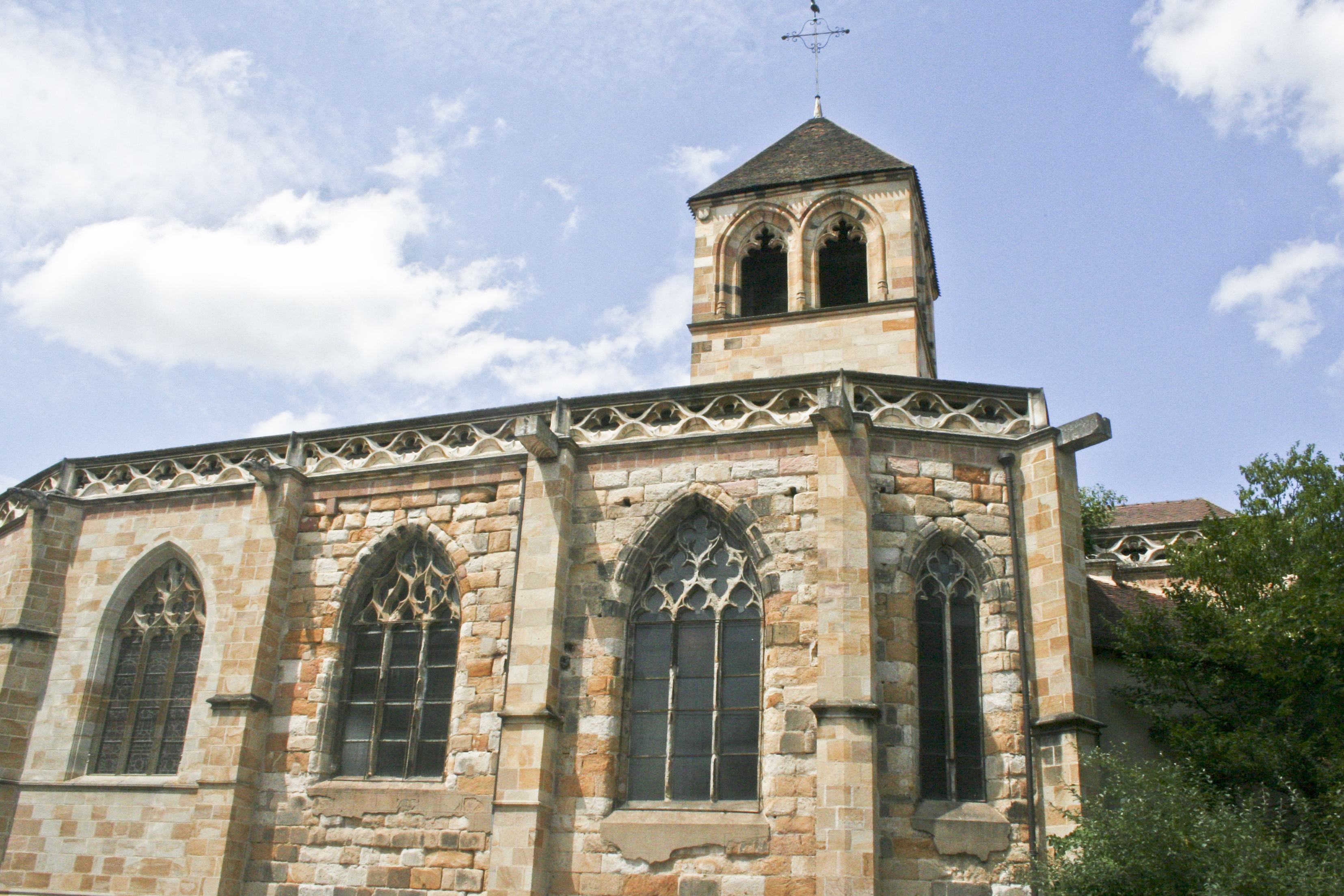
L'église Notre-Dame de Montluçon.

- L'église Notre-Dame de Montluçon, du XVe siècle, a été classée à l'inventaire des monuments historiques en 1987[M 1]. Cette église gothique a été reconstruite par le duc Louis II de Bourbon dès la fin du XIVe siècle à l'emplacement de l'ancienne église romane dont elle reprit la même orientation est-ouest. La plupart de l'édifice date des XVe et XVIe siècles même si certaines parties sont plus anciennes comme l'absidiole nord datant de la fin du XIIe siècle et d'autres plus récentes comme la porte de la façade occidentale (XVIIe siècle)[M 1].

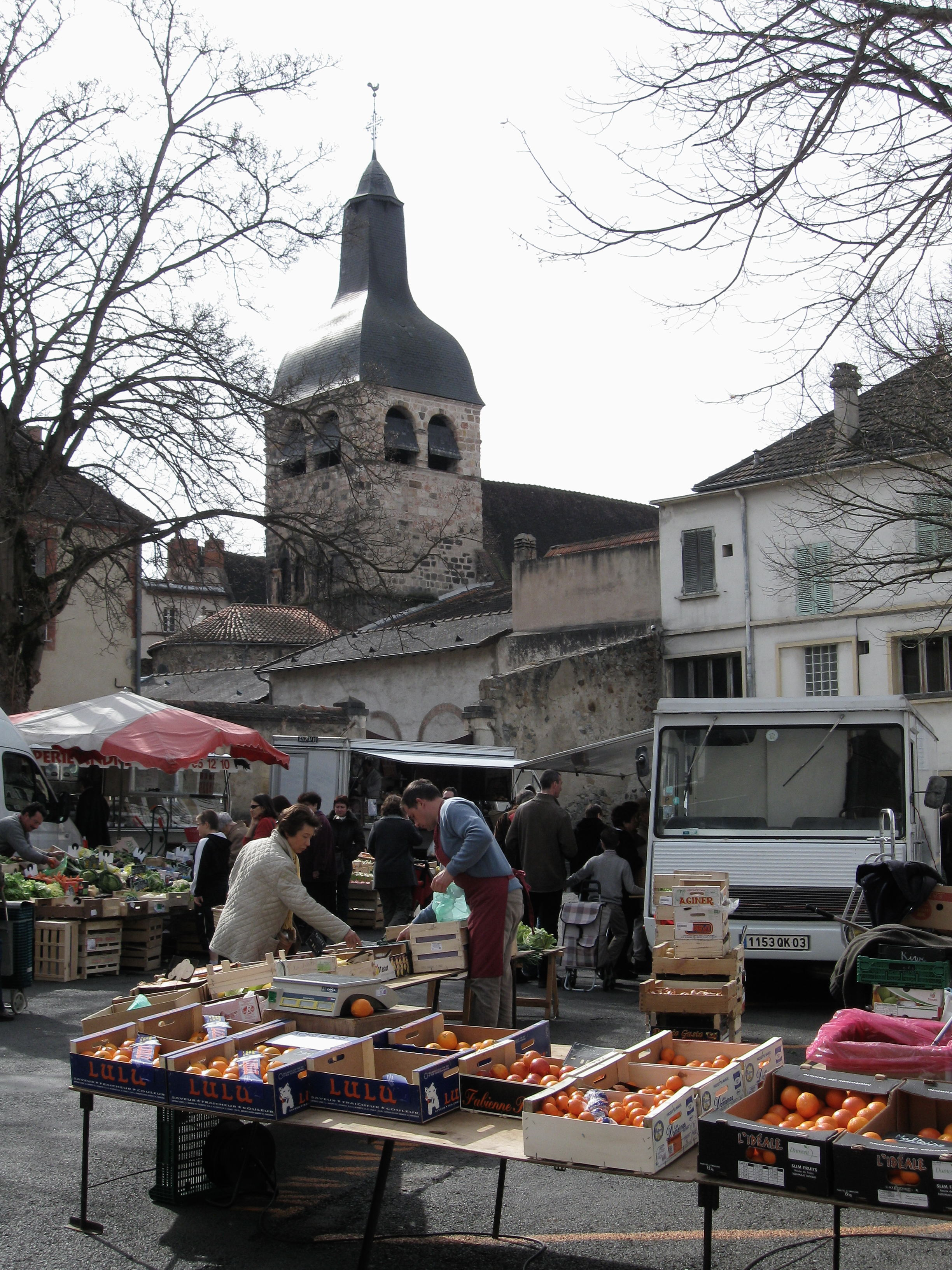
Le clocher de l'église Saint-Pierre vu depuis la place de la Poterie.

- L'église Saint-Pierre de Montluçon, du XIIe siècle, a été classée à l'inventaire des monuments historiques en 1978[M 2]. Le début de la construction de l'édifice date du XIIe siècle et elle se termine au XVIIe siècle. Le clocher actuel date du XVIIIe siècle et les piliers qui le soutiennent dans la croisée du transept ont été renforcés au XIIIe siècle[M 2].
- L'église Saint-Paul de Montluçon, du XIXe siècle, a été classée à l'inventaire des monuments historiques en 1987[M 3]. La construction de cette église remonte au XIXe siècle entre 1863 et 1869. Elle a été construite par l'architecte Louis-Auguste Boileau dans le nouveau quartier près des usines Saint-Jacques. Elle a principalement été construite avec les nouvelles méthodes de l'époque et en particulier avec le métal[M 3].
- L'ancienne chapelle Saint-Louis, du XIIIe siècle ; église primitive des chanoines du chapitre de Saint-Nicolas, datée de 1260 a été inscrite à l'inventaire des monuments historiques en 1926[M 4].

##### Monuments non classés
- Le temple de l'Église réformée de France, rue Achille-Allier à Montluçon, de style néo-gothique, a été construit en 1888 par maître Hartmann. Il a été bâti à partir de calcaires provenant de régions différentes. La dernière restauration du monument remonte à 1951[151].
- La chapelle du Sacré-Cœur, de la Croix-Verte, où repose le corps de Louise Thérèse de Montaignac. Cette religieuse, qui a contribué à l'entretien de cette chapelle, est morte en 1885 et a été béatifiée par le pape Jean-Paul II[MTL 8].
- Église Saint-Martin de Fontbouillant.
- Église Sainte-Bernadette de Rimard.
- Église Sainte-Jeanne-d'Arc des Îles.
- Église Sainte-Thérèse des Marais.
- Ancienne chapelle Saint-Jean-Baptiste de Montluçon.
- Chapelle Sainte-Marguerite-Marie-Alacoque de Montluçon.

#### Patrimoine civil

##### Châteaux
- Le château des ducs de Bourbon, qui est propriété de la commune depuis 1913, est l'emblème de la ville. Le site était déjà occupé dès l'époque magdalénienne. Le château actuel date du XVe siècle et a été construit par le duc Louis II de Bourbon. Ce château a été restauré pendant l'entre-deux-guerres. Il accueille actuellement les réserves du musée des musiques populaires[MTL 9].
- Le château de Bien-Assis est une demeure féodale du XVe siècle qui a été inscrite à l'inventaire des monuments historiques en 1926[M 5]. Ce château a conservé des portes à panneaux et des ferrures de l'époque.
- Le château jaune est une ancienne demeure du XVe siècle qui a été détruite en 1965.
- Le château des Étourneaux datant du XVe siècle a été inscrit à l'inventaire des monuments historiques en 1974[M 6]. Ce château a été construit au XVe siècle par le duc Jean II de Bourbon qui en a fait don à un de ses enfants en 1484.

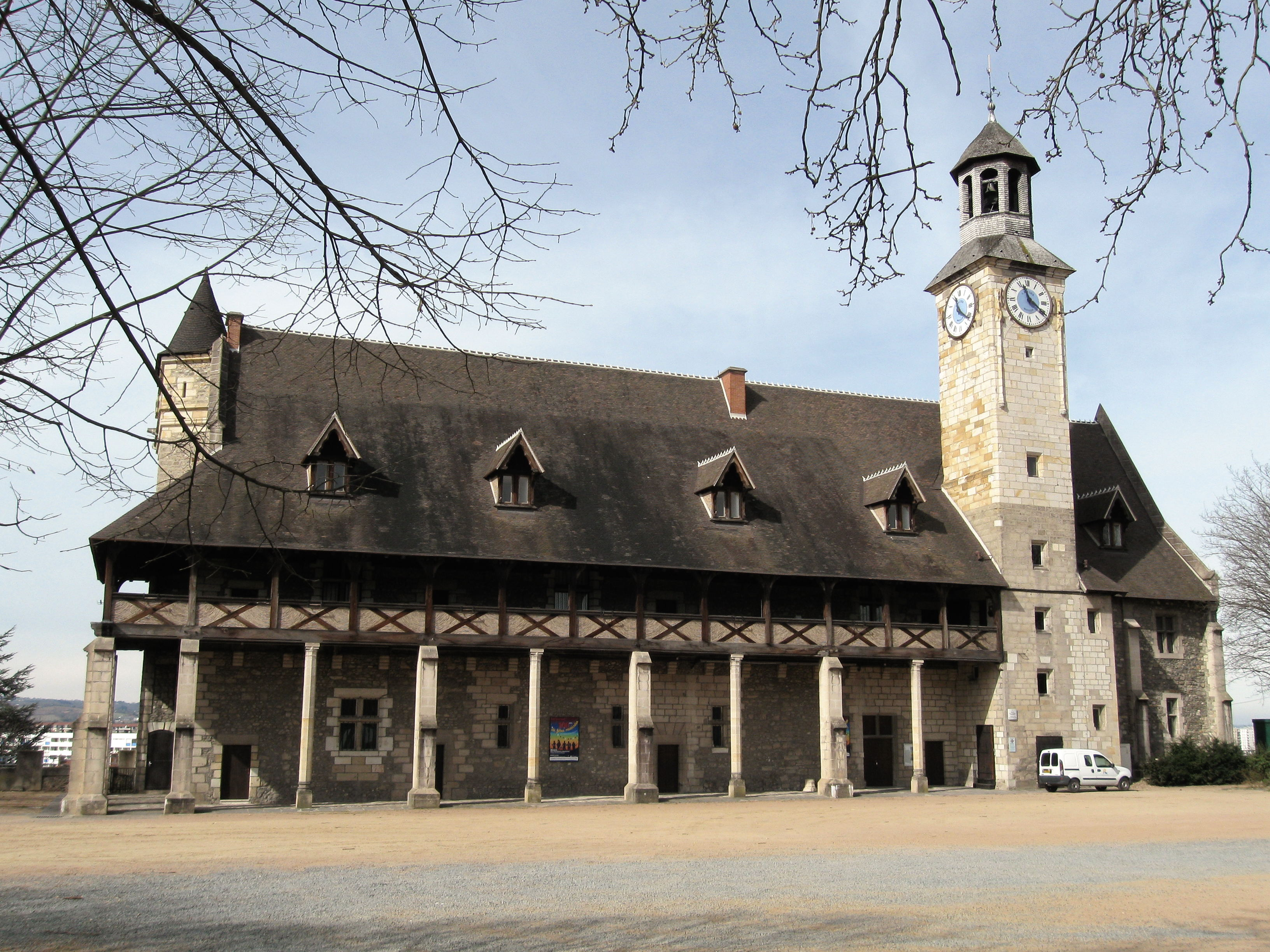
Le château des ducs de Bourbon.
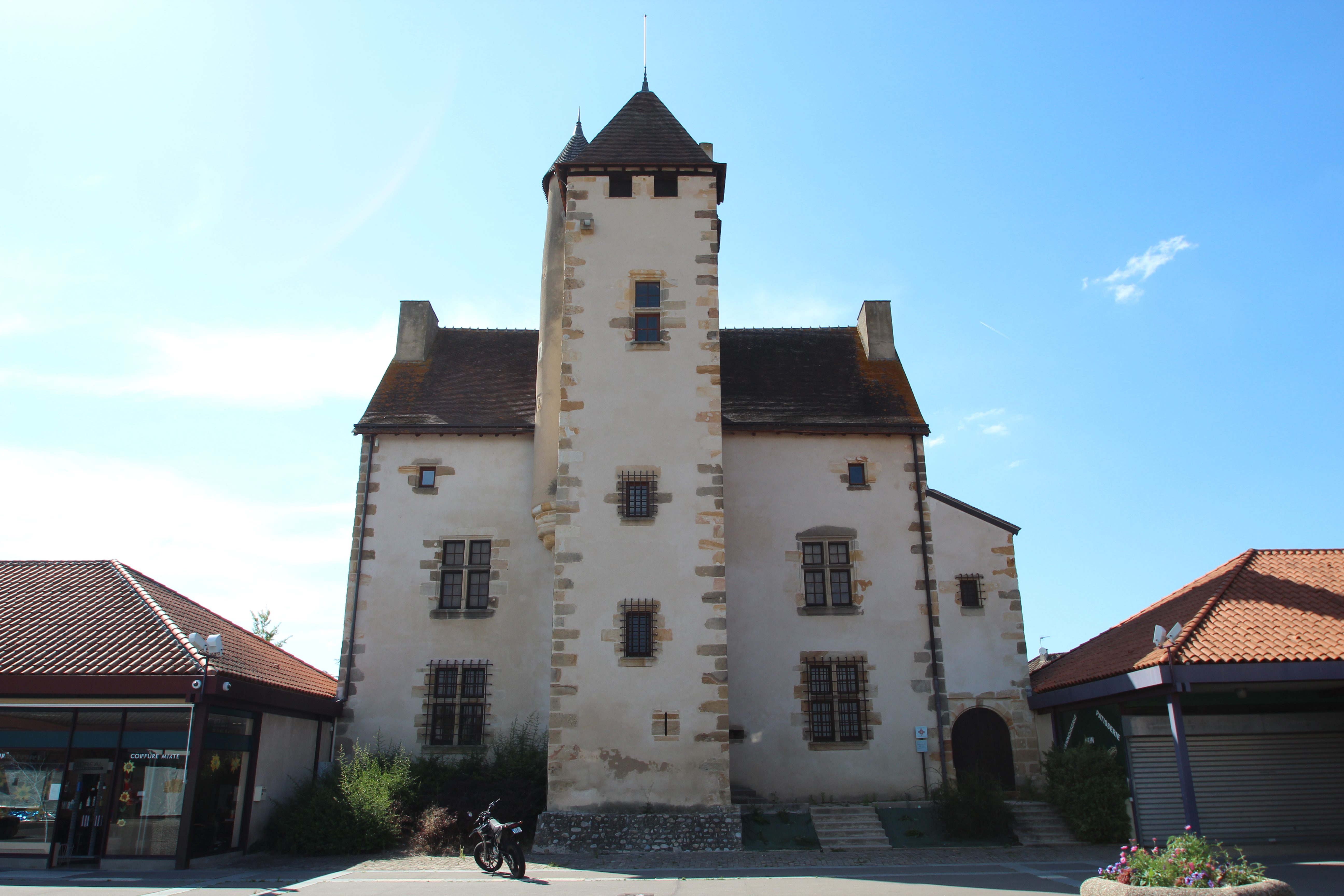
Le château de Bien-Assis.
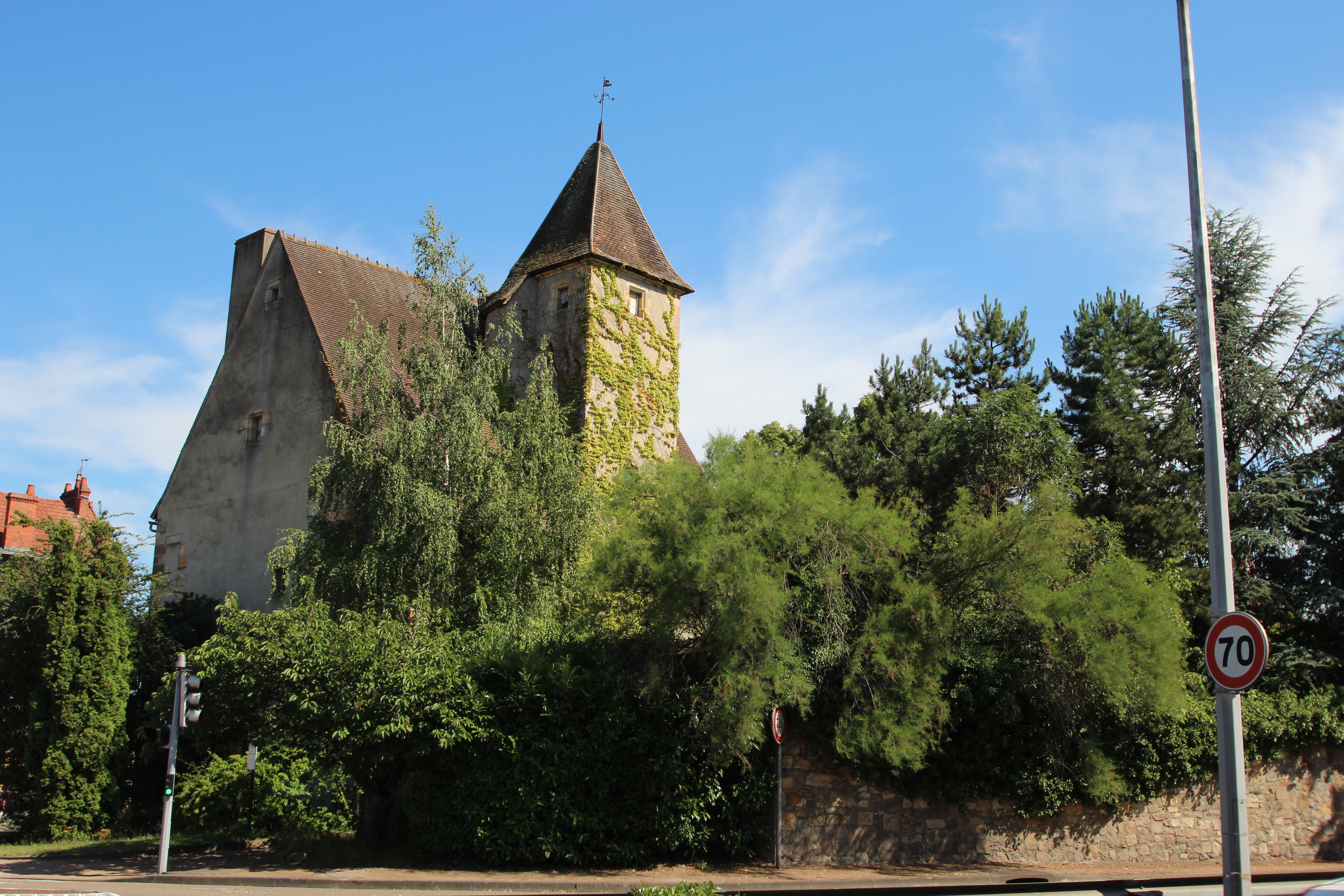
Le château des Étourneaux.

##### Maisons
Plusieurs maisons du vieux Montluçon sont classées comme « monument historique » : 
- La maison communale, un édifice civil de la ville moderne est inscrit aux monuments historiques autant pour son intérêt historique que pour sa valeur architecturale : voulue par le maire Jean Dormoy pour être la maison du peuple et construite (entre 1897 et 1899) en face de l'église Saint-Paul par l'architecte Gilbert Talbourdeau, dans le quartier de la Ville-Gozet, urbanisé au moment du développement industriel rapide de la ville[152]. De la veille de la Première Guerre mondiale à 1940, l'architecte Pierre Diot construit plusieurs centaines de bâtiments publics et de villas et immeubles privés qui marquent fortement le paysage urbain de la ville moderne.
- La maison du Doyenné du chapitre de Saint-Nicolas comportant une fenêtre du XIIIe siècle a été classée en 1926[M 7].
- La maison dit Ostel Millet classée en 2003[M 8].
- La maison Bridier, 2 rue des Serruriers, 1[M 9].
- La maison Fallut[M 10], rue des Cinq-Piliers.
- La maison Guy et Sablier, 5 place Saint-Pierre[M 11].
- La maison dite de Sainte-Anne[M 12].
- La maison dit Ostel de Fourest[M 13].
- La maison d'Émile Zèle, 56 Grand'Rue[M 14].
- La maison Leboix, 2 rue Porte Saint Pierre[M 15].
- La maison Alexandre, 1 rue Porte Bretonnie[M 16].
- La maison Perrot de Saint-Angel ;1 rue Porte des Forges[M 17] ainsi que sa tour qui est un reste d'une des portes de la ville, datant du XVe siècle et XVIe siècle.
- L e passage du Doyenné est un passage en voûte sur croisée d'ogives datant du XIIIe siècle qui a été inscrit aux monuments historiques en 1926[M 18].

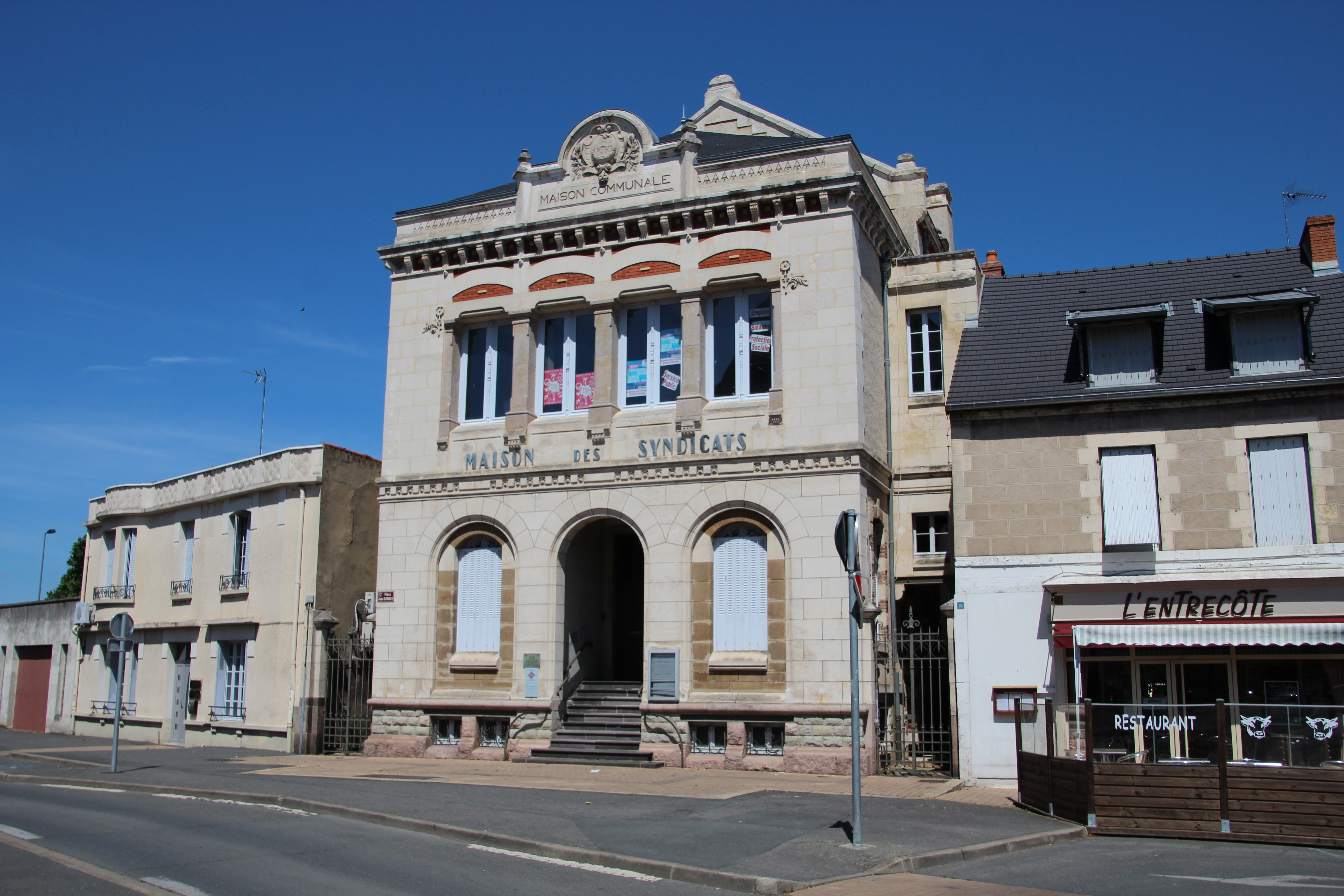
La maison communale.
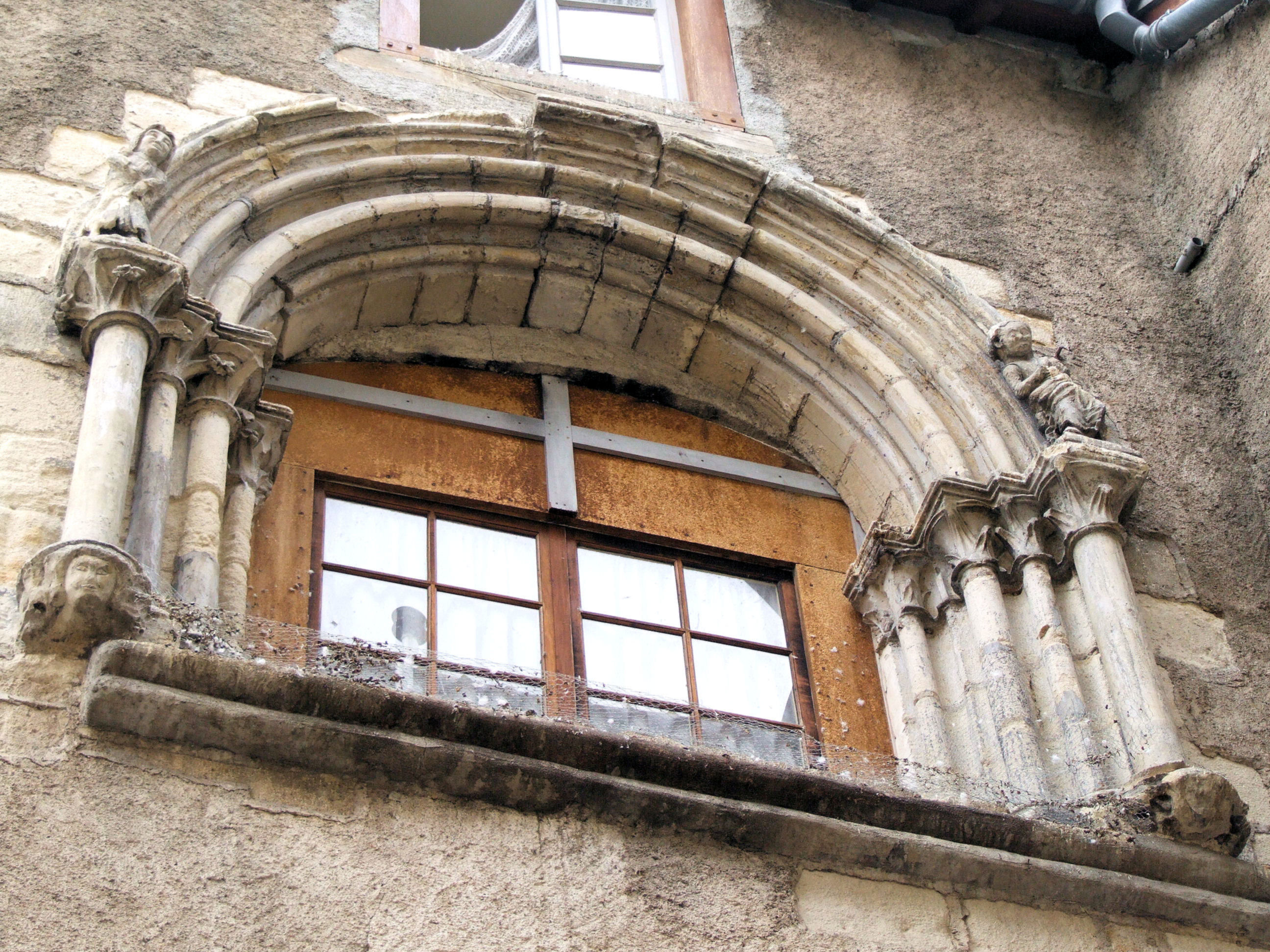
La maison du Doyenné.
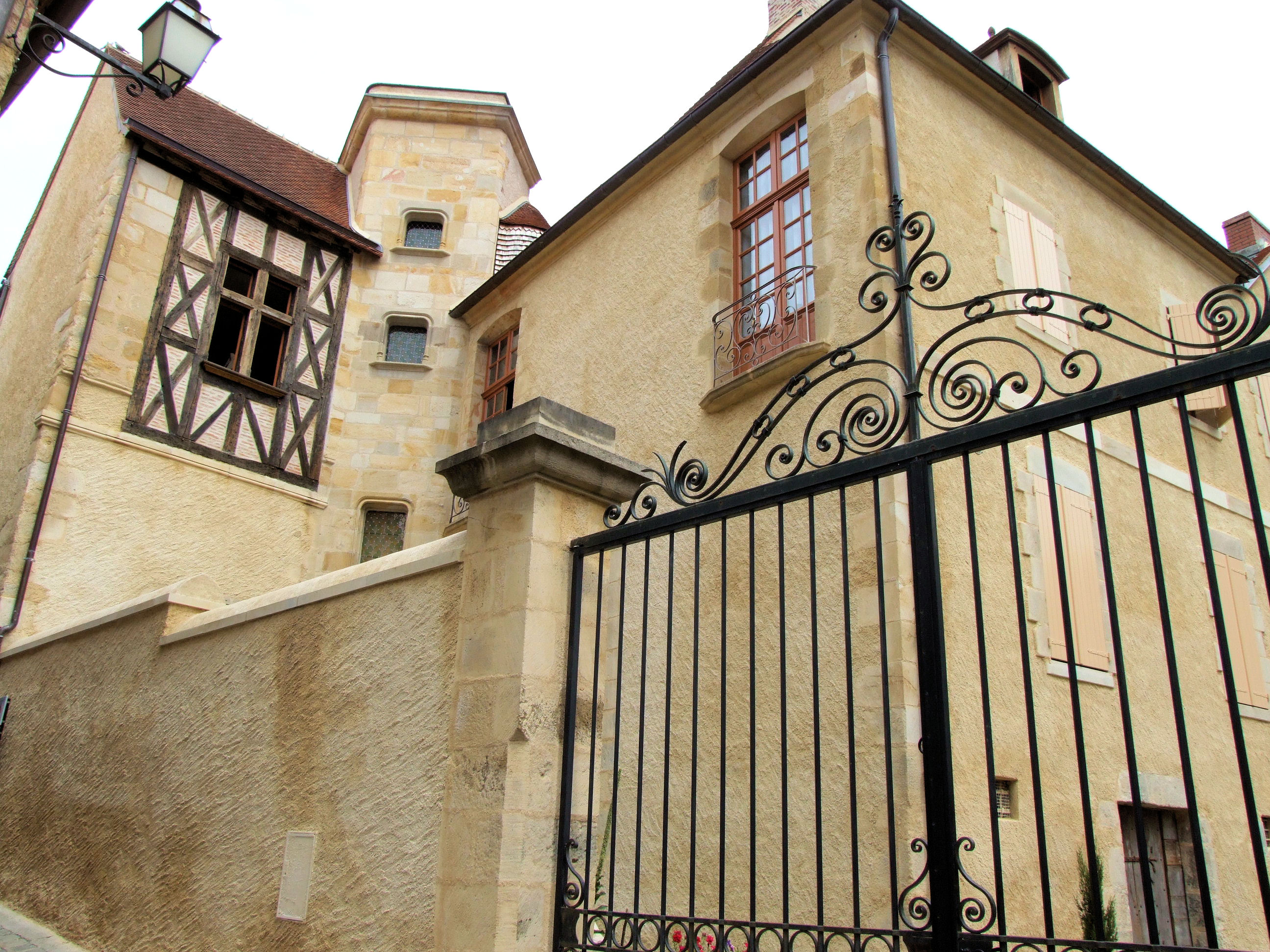
La maison dit Ostel Millet.
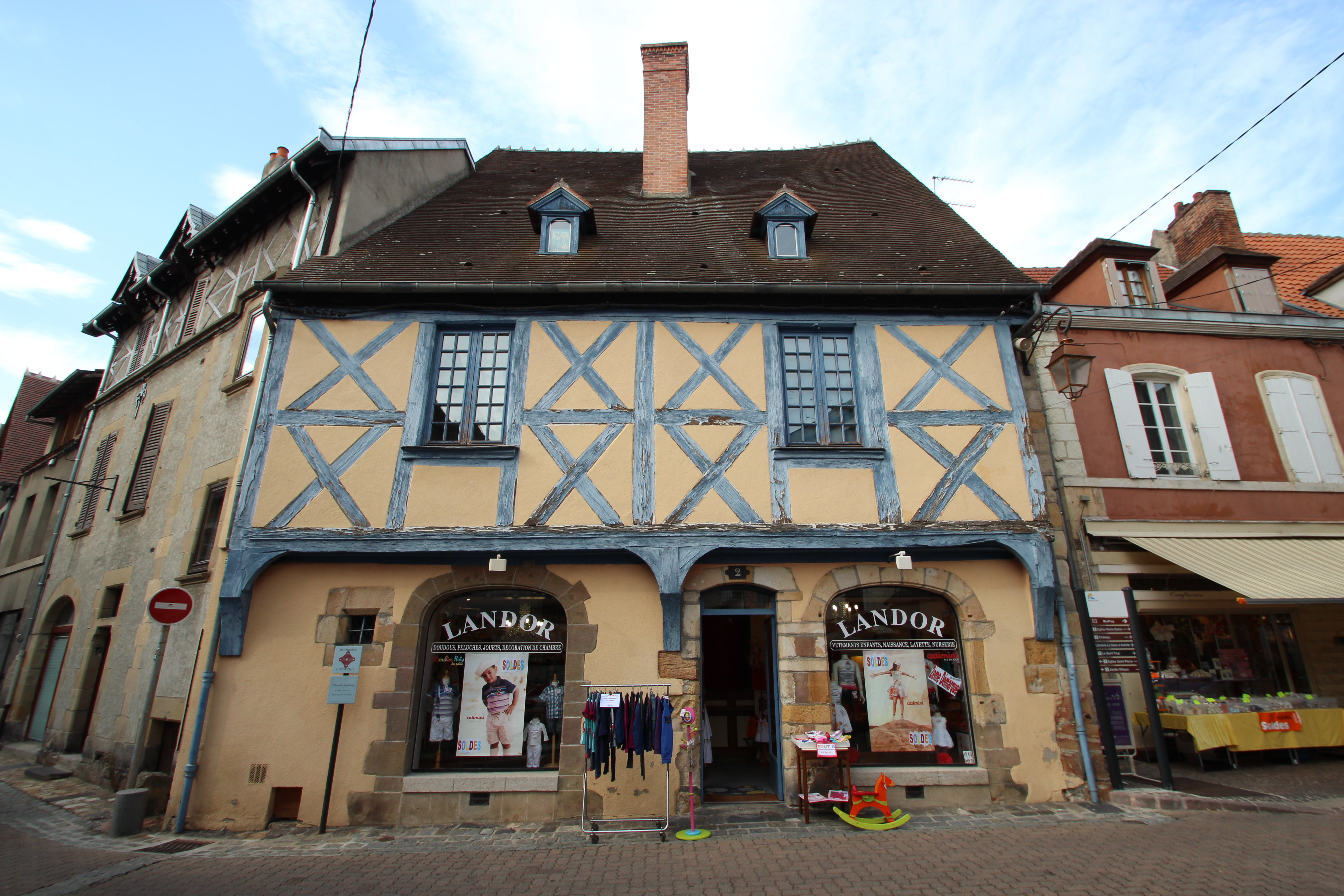
La maison Bridier.
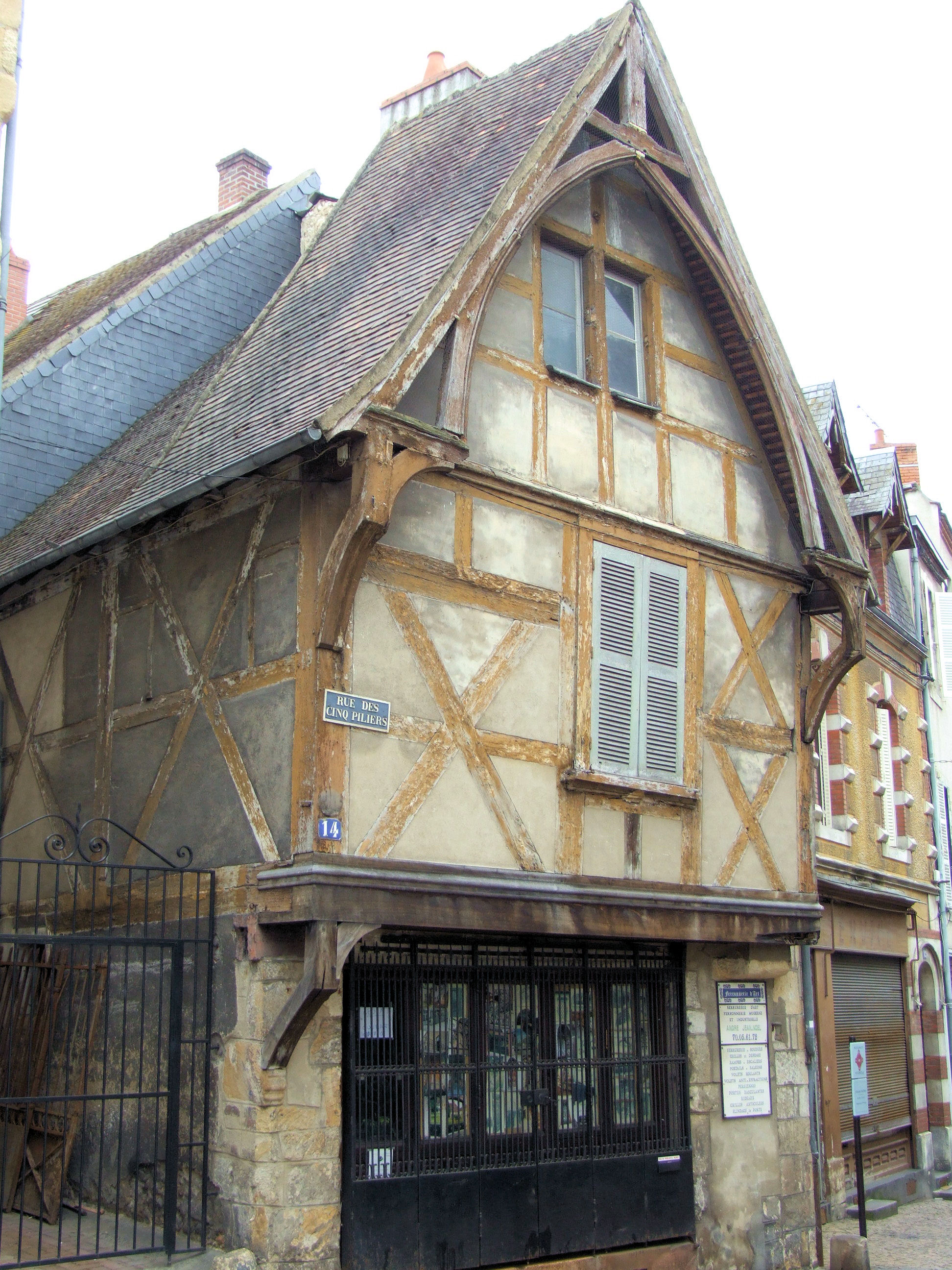
La maison Fallut.
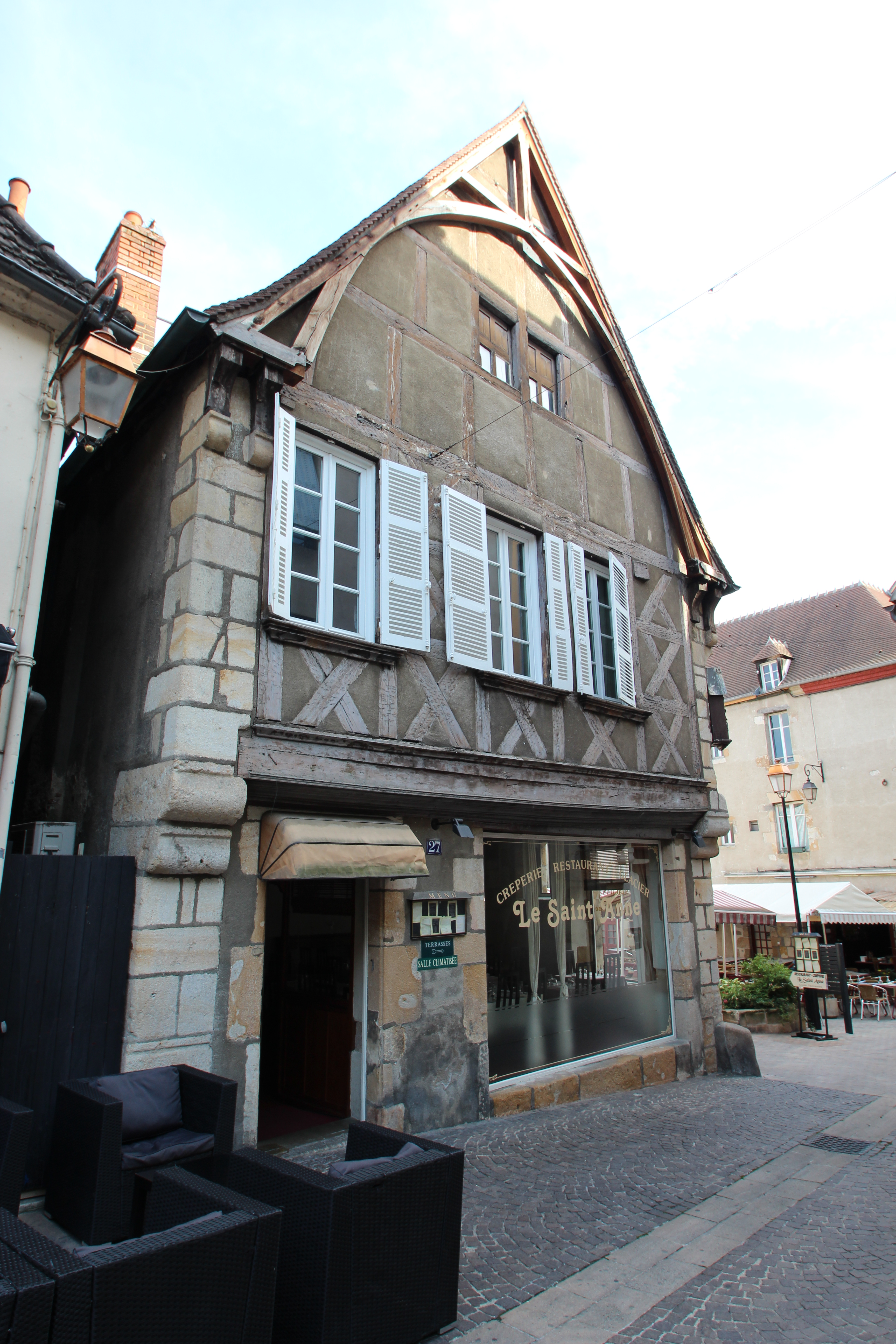
La maison dite de Sainte-Anne.
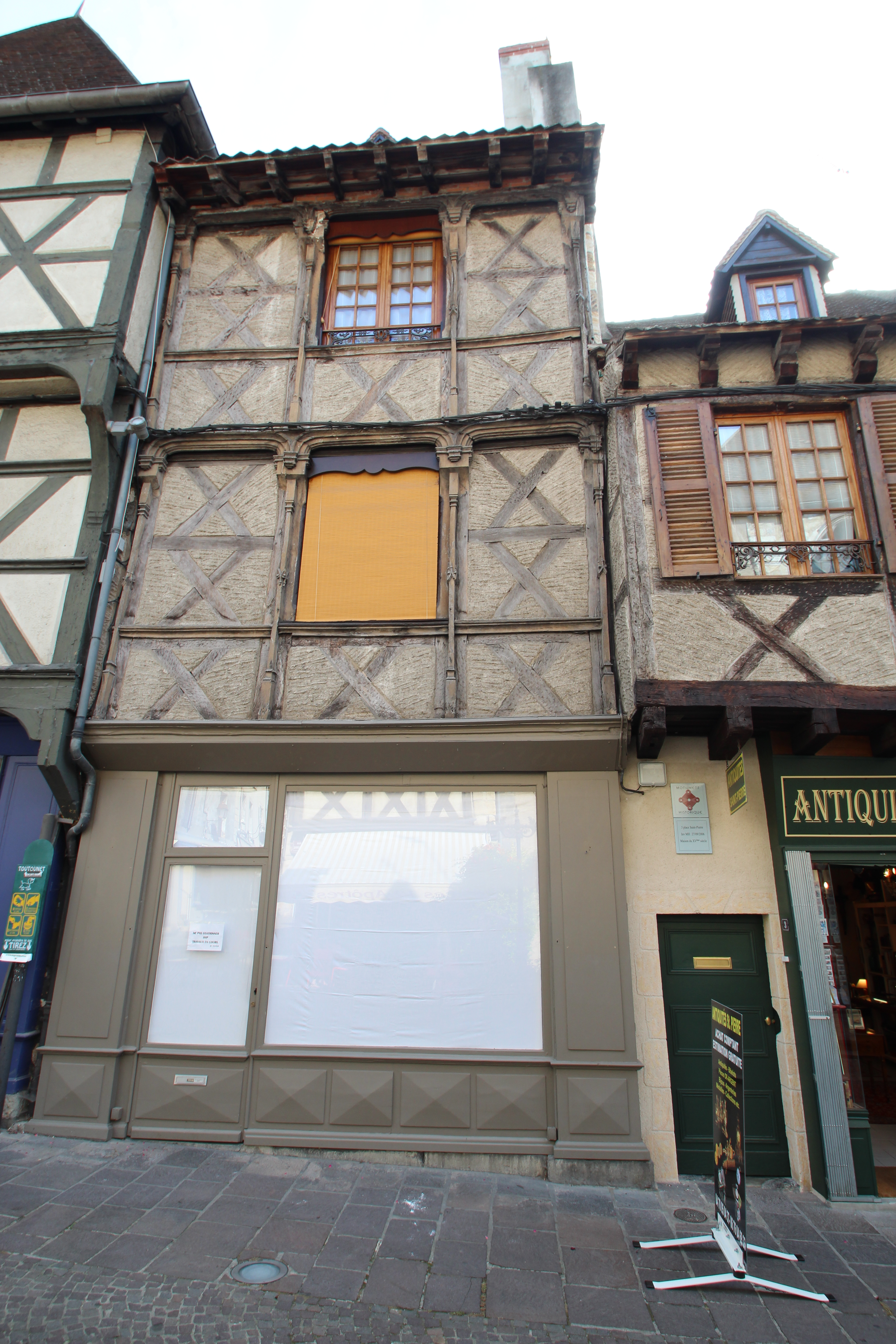
La maison Guy et Sablier.
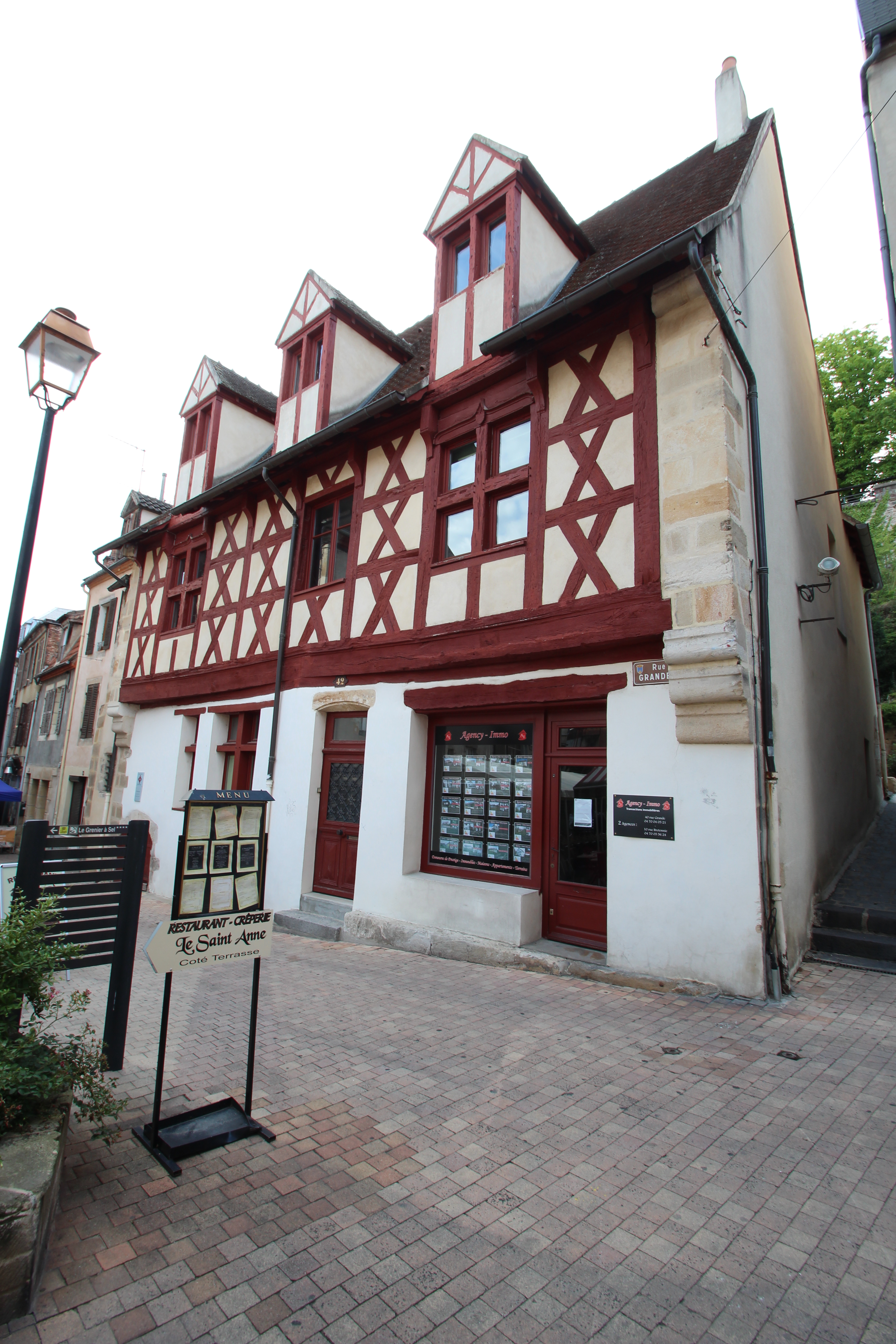
La maison dit Ostel de Fourest.
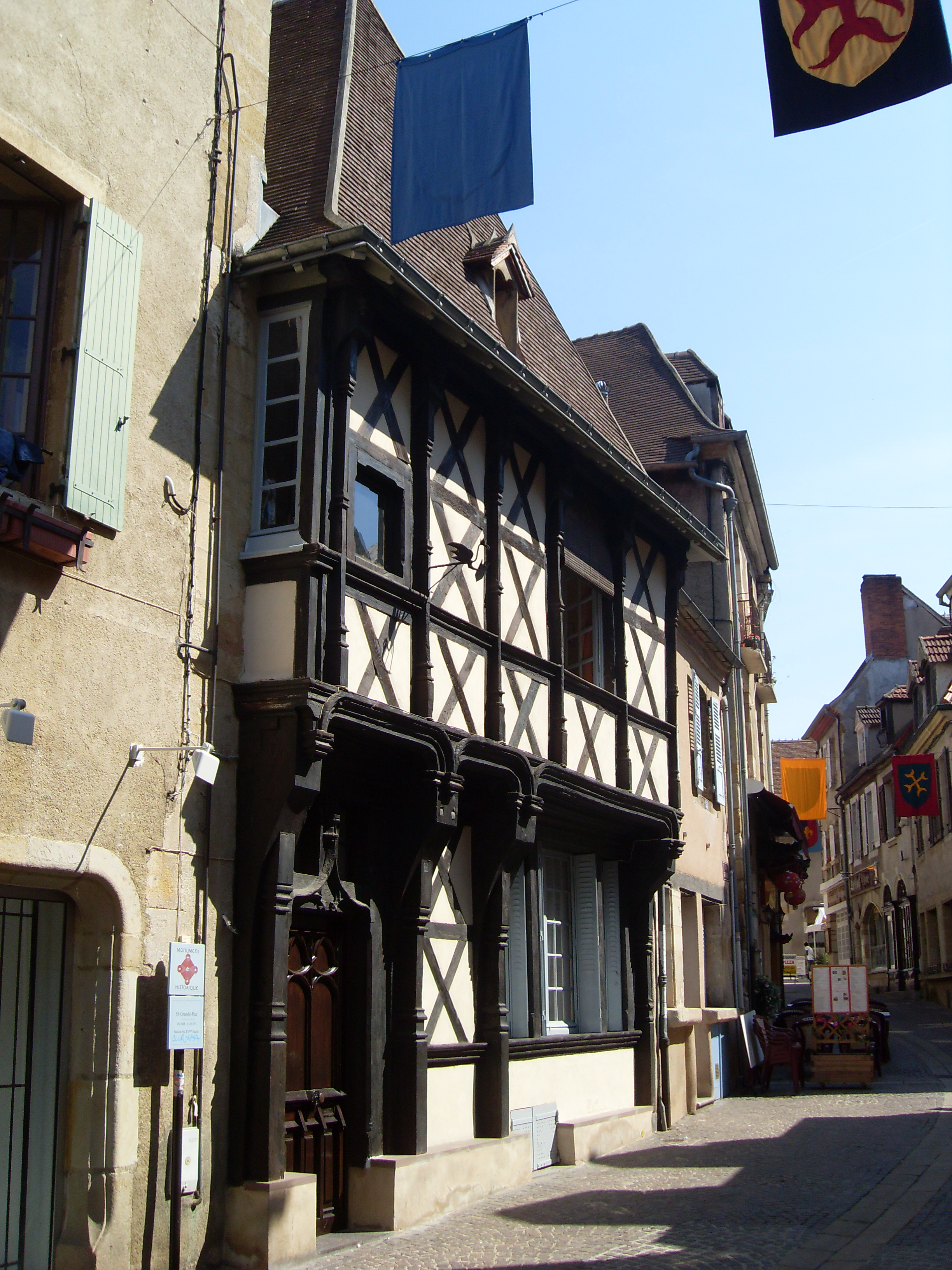
La maison d'Émile Zèle.
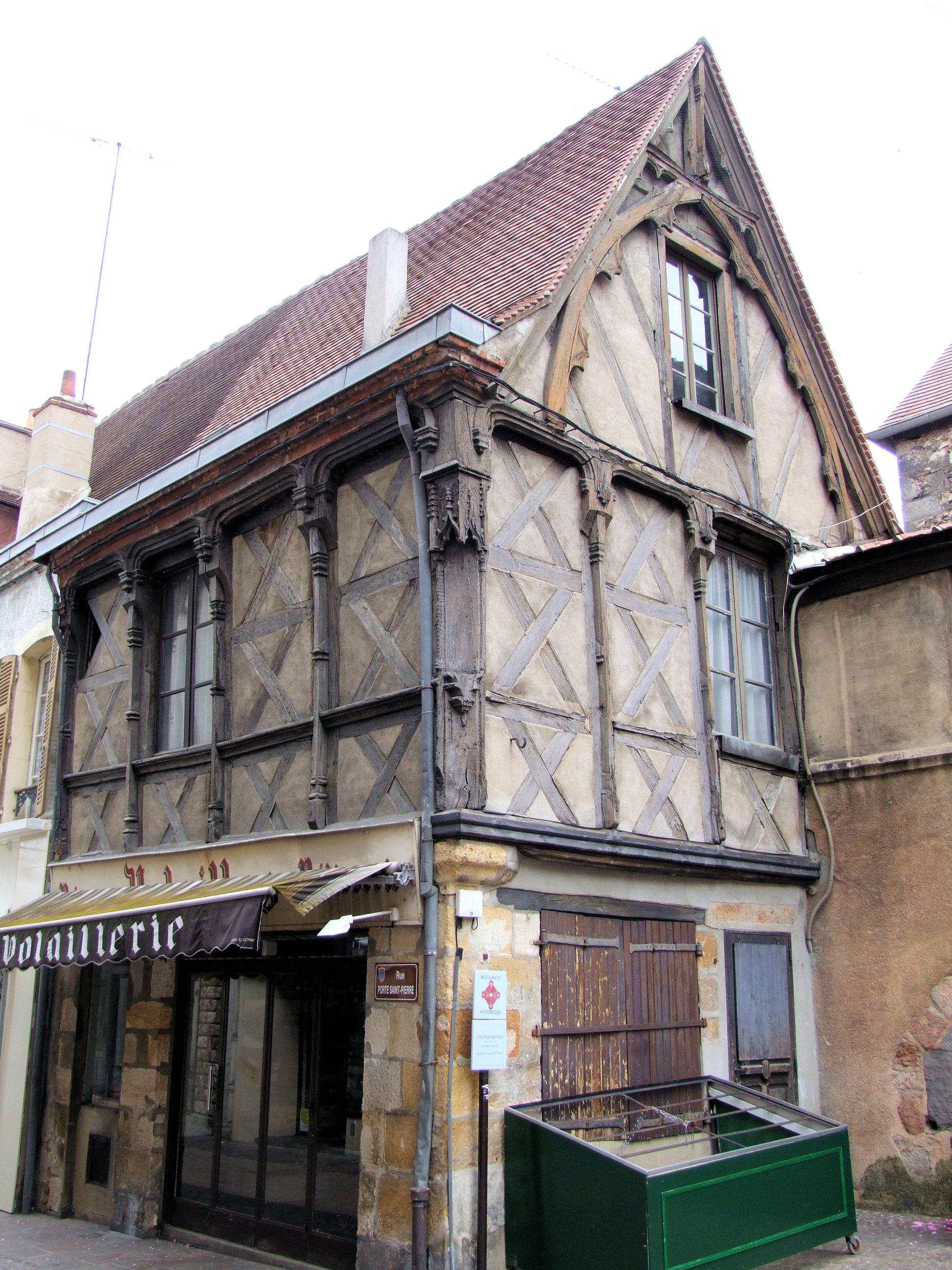
La maison Leboix.
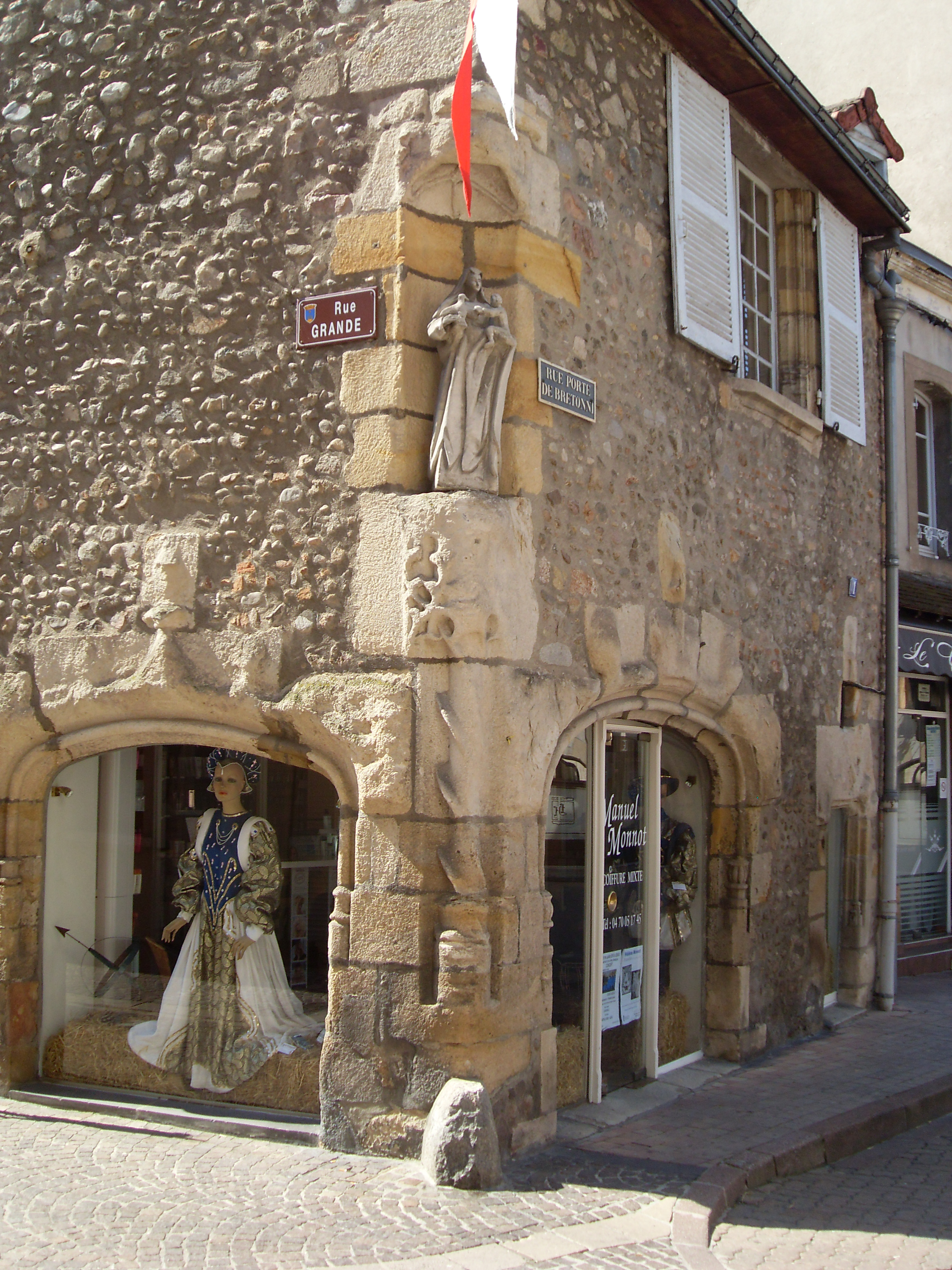
La maison Alexandre.
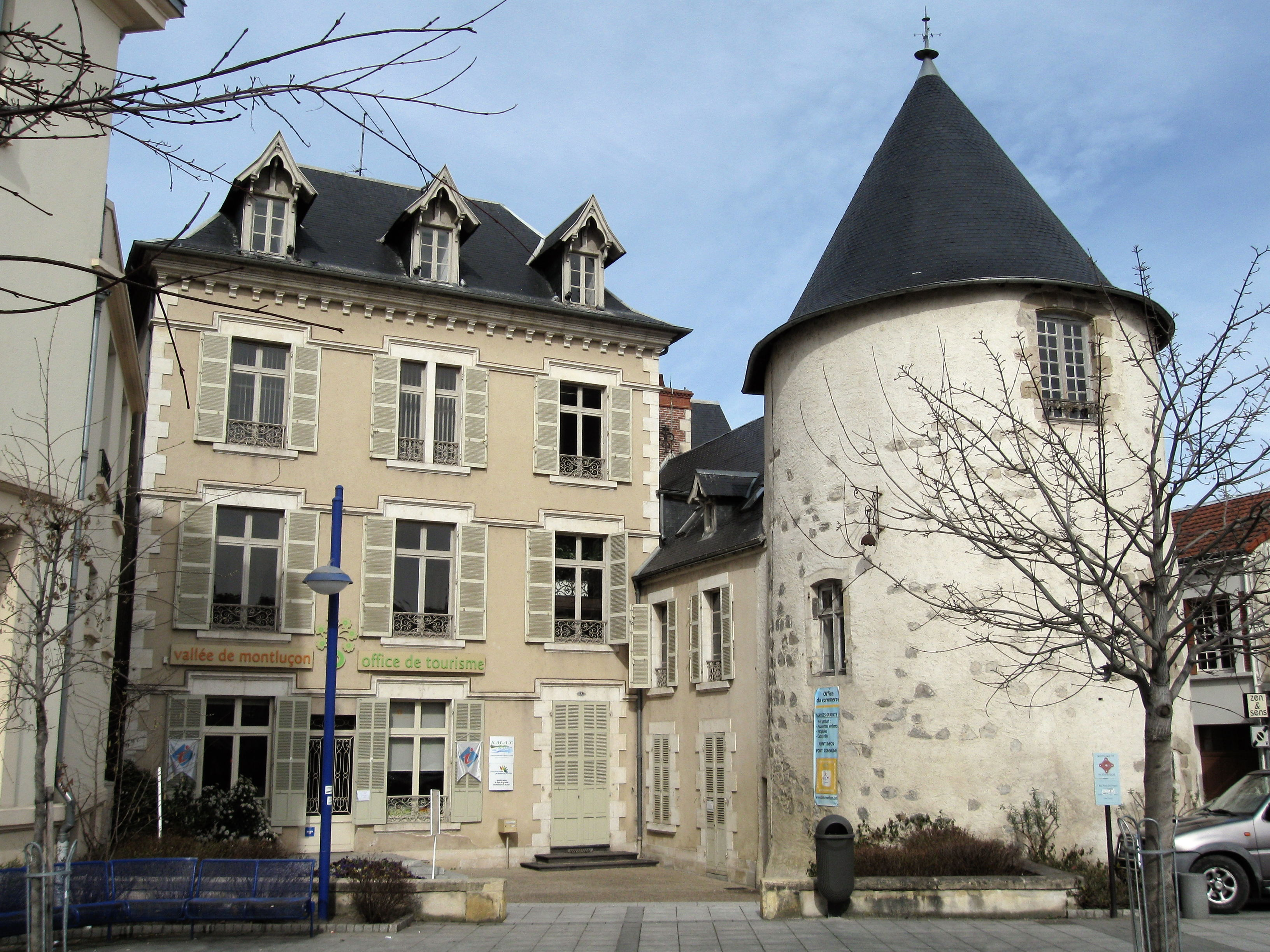
La maison Perrot de Saint-Angel.
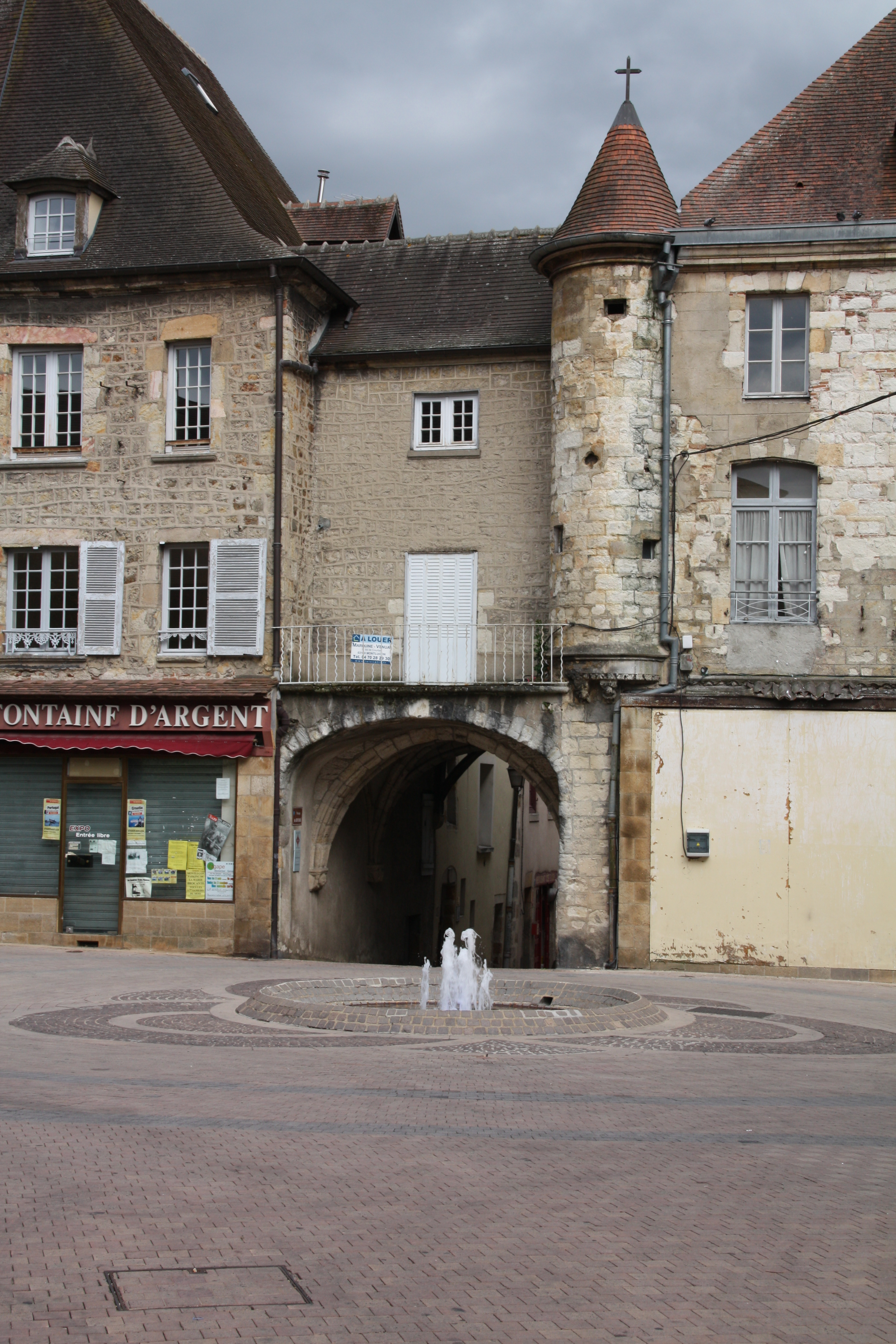
Le passage du Doyenné.

### Patrimoine environnemental

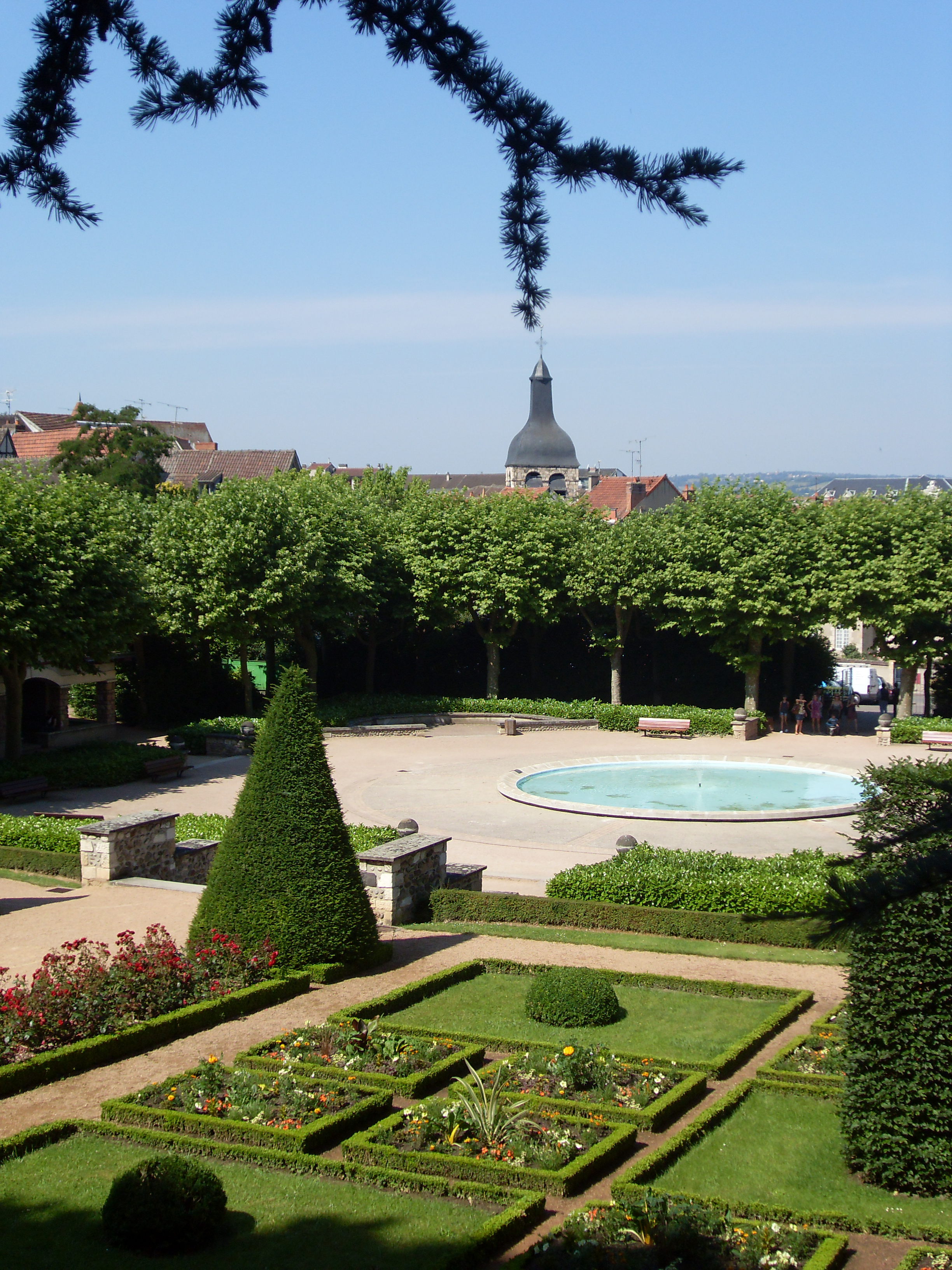
Le jardin Wilson

Montluçon possède de nombreux espaces verts :
- parc des Ilets ;
- parc Saint-Jean ;
- esplanade de l'avenue Marx-Dormoy ;
- jardins Bréda ;
- esplanade des Marais ;
- parc de la Louvière ;
- jardin Wilson.

### Patrimoine culturel
La société savante Les Amis de Montluçon.
On trouve quatre médiathèques sur la communauté d'agglomération montluçonnaise : médiathèques Boris Vian et Fontbouillant à Montluçon, médiathèque Léo Ferré à Désertines, médiathèque de Domérat ainsi qu'un bibliobus.

#### Musées
- La villa de la Louvière un pastiche de folie du XVIIIe siècle légué à la ville et devenu musée ainsi que son jardin lieu d'exposition de hauts-reliefs. La villa et le parc ont été inscrits monument historique le 7 février 1994.
- Le Mupop : musée des musiques populaires.

#### Principaux lieux de spectacles

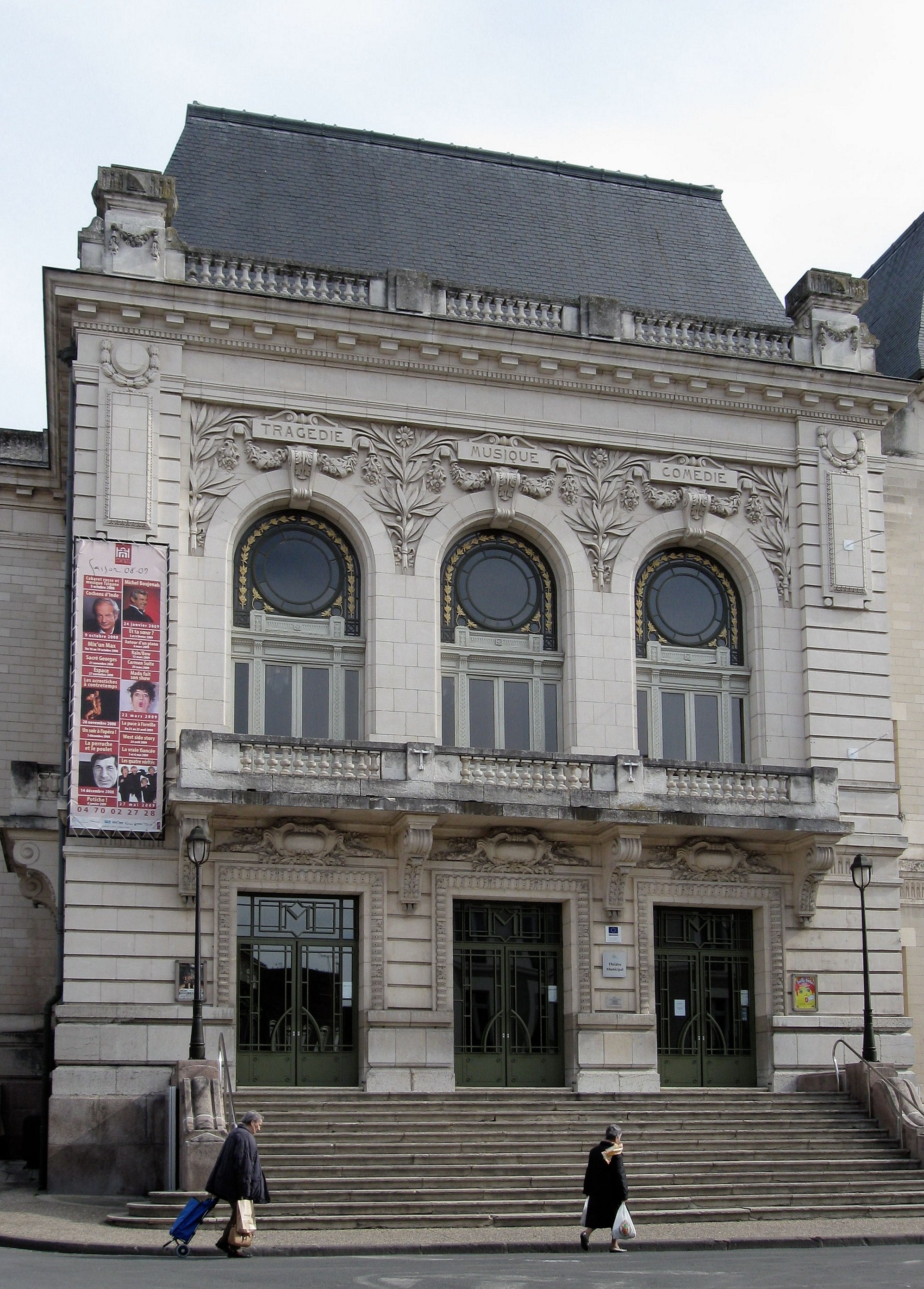
Le théâtre municipal.

- Théâtre municipal Gabrielle-Robinne.
- Centre Athanor de Montluçon.
- Le 109 (scène de musiques actuelles) / ex Guingois /ex L'Embarcadère.
- Théâtre des Îlets - centre dramatique national de Montluçon, direction Carole Thibaut / ex Les Fédérés / ex Le Festin / ex Le Fracas.
- La Maison des jeunes et de la culture de Montluçon située à Fontbouillant.

#### Autres lieux de spectacles proches
- Néris-les-Bains : théâtre André-Messager.
- Commentry : théâtre Alphonse-Thivrier.
- Maillet : troupe du Footsbarn Theatre.

### Personnalités liées à la commune

#### Nés à Montluçon

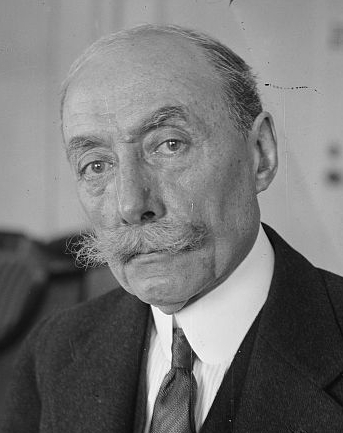
André Messager.

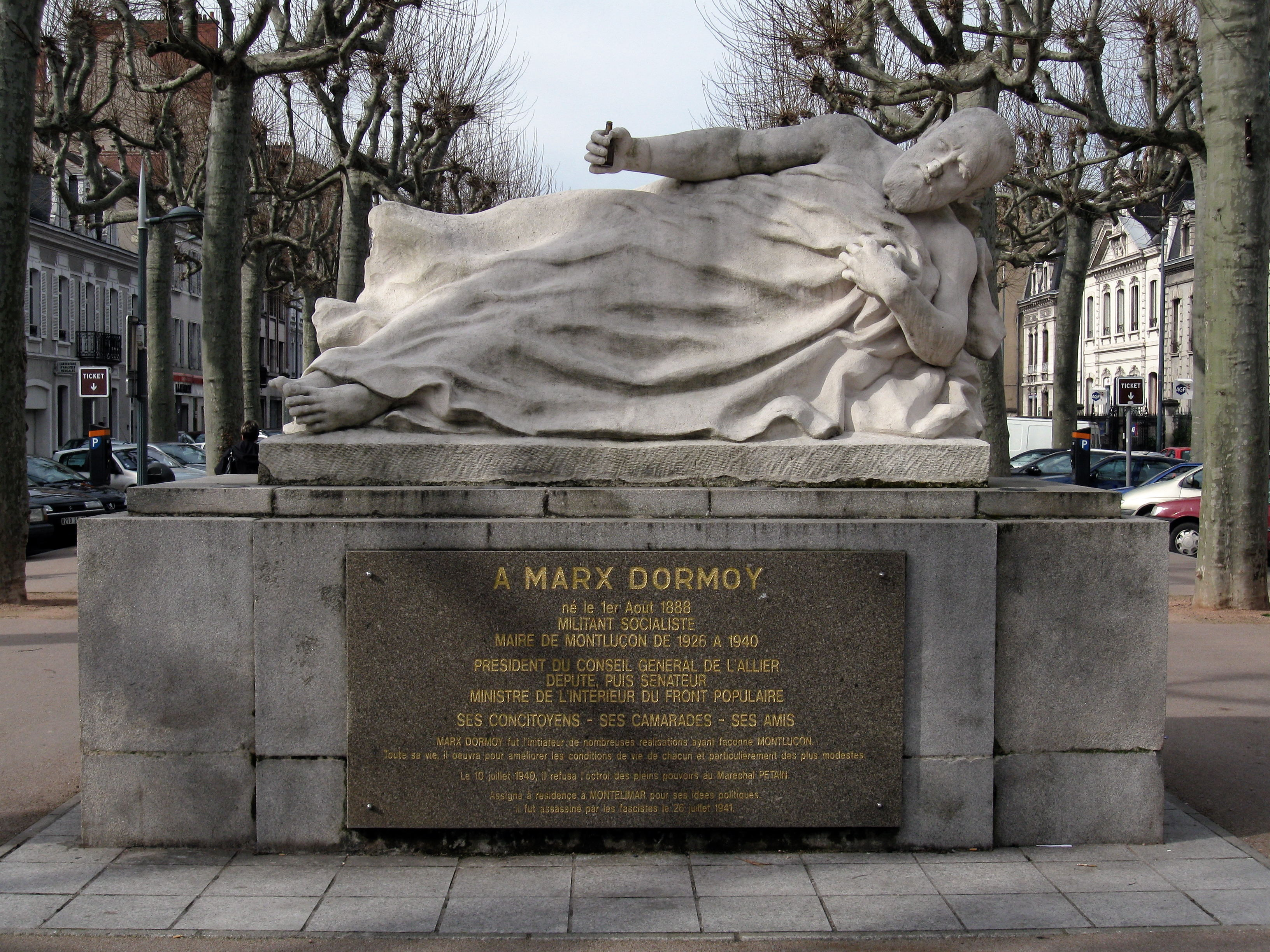
Monument à Marx Dormoy.

- Antonio Mizauld (1510-1578), astrologue et médecin.
- Pierre Petit (1598-1677), ingénieur militaire et géographe du roi.
- Gilbert Chevalier (1735-1807), homme politique, député de l'Allier à la Convention.
- Jean-François de Favières[154] (1739-1824), homme politique, maire de Montluçon en 1791, député de l'Allier à l'Assemblée législative.
- Jean-François Rochedragon (1744-1816), maréchal de camp des armées du roi.
- Gilbert Louis Robinet Duteil d'Ozane (1746-1826), général de la Révolution et de l’Empire.
- Pierre d'Allarde (1748-1809), homme politique.
- Georges-Antoine Chabot de l'Allier (1758-1819), homme politique.
- Amable de Courtais (1790-1877), homme politique.
- Achille Allier (1807-1836), historien du Bourbonnais.
- Léonce de Lambertye (1810-1877), botaniste.
- Michel Boissier (1834-1921), homme politique, maire de Néris-les-Bains, sénateur de l'Allier de 1903 à 1912.
- Maurice Perrot des Gozis (1851-1909), généalogiste, entomologiste.
- André Messager (1853-1929), compositeur, chef d'orchestre.
- Stéphane Létang (1859-1941), homme politique, député de l'Allier de 1898 à 1902.
- Madeleine Deslandes (1866-1929), journaliste, romancière, associée aux préraphaélites anglais.
- Antoine-Frédéric Brunet (1868-1932), homme politique.
- Henri Amédée-Wetter (1869-1929), peintre et graveur.
- Vital Coulhon (1871-1914), sculpteur.
- Antoine Vacher (1873-1920), géographe.
- François-Joseph Troubat (1874-1968), industriel et collectionneur d'art.
- Joseph Georges (1875-1951), général.
- Raoul Dautry (1880-1951), ingénieur et homme politique.
- Pierre Lespinasse (1881-1943), avocat général.
- Louis Bonvin (1886-1946), gouverneur des Établissements français de l'Inde, compagnon de la Libération.
- Gabrielle Robinne (1886-1980), comédienne.
- Marx Dormoy (1888-1941), homme politique.
- Robert Soetens (1897-1997), violoniste.
- Marcelle Auclair (1899-1983), fondatrice du magazine Elle.
- Suzanne Burrier (1901-2013), doyenne des Français.
- Pierre Pradel (1901-1977), historien de l'art, membre de l'Institut.
- André Guy (1913-2008), auteur régionaliste.
- René Varennes (1922-2013), écrivain.
- André Astier (1923-1994), accordéoniste et compositeur.
- Fud Leclerc (1924-2010) chanteur, pianiste, compositeur et accordéoniste, représentant de la Belgique aux concours Eurovision de la Chanson 1956, 1958, 1960 et 1962.
- Maurice Brun (1925-2021), maire de Montluçon, député de l'Allier.
- Roger Walkowiak (1927-2017), coureur cycliste, vainqueur de Tour de France.
- André Touret (1929-2018), historien régionaliste.
- Pierre Miquel (1930-2007), historien, écrivain.
- Yo Marchand (1936-), peintre.
- Bernadette Vergnaud (1950-), femme politique.
- Patrick Mesny (1954-), joueur de rugby.
- Jean Védrines (1955-), romancier.
- Jean-Marc Lhermet (1967-), joueur de rugby.
- David Barrier (1975-), joueur de rugby.
- Yohann Gozard (1977-), photographe.
- Olivier Martinaud (1978-), comédien, metteur en scène.
- Rodolphe Roche (1979-), footballeur.
- Jean Val Jean (1980-), acteur pornographique.
- Sébastien Roudet (1981-), footballeur.
- Ophélie Meilleroux (1984-), footballeuse française.
- Florian Vachon (1985-), coureur cycliste.
- Jules Cluzel (1988-), pilote en championnat du monde de Superbike.

#### Morts à Montluçon
- Louis II de Bourbon (1337-1410), duc de Bourbon, a modifié le paysage urbain de Montluçon.
- Edme Boursault (1638-1701), homme de lettres.
- Jacques Alexandre Duchet (1819-1905), industriel, directeur de la Verrerie, maire de Montluçon de 1860 à 1868.
- Louis Coulon (1826-1916), ouvrier et syndicaliste, mouleur aux usines Saint-Jacques, connu pour avoir eu la deuxième plus grande barbe au monde (plus de 3,30 m) à la fin du XIXe siècle[155] et avoir été le doyen de la métallurgie en France.
- Gilbert Talbourdeau (1863-1943), architecte.
- Cheikh Hamallah (1883-1943), mystique malien de l'ethnie peul déporté par le gouvernement de Vichy à Évaux-les-Bains et mort d'une cardiopathie à l'hôpital de Montluçon ; il est enterré au cimetière de l'Est.
- Paul Guédon (1890-1959), poète.
- Gaston Rivière (1909-2004), musicien.
- Henri Védrines (1911-1995), homme politique.
- Maurice Piboule (1919-2011), préhistorien, historien, archéologue.

#### Autres
- François Maugenest (1750-1814), procureur-syndic du district de Montluçon (1790).
- Louise Thérèse de Montaignac (1820-1855), religieuse déclarée bienheureuse, a passé l'essentiel de sa vie à Montluçon.
- Hubertine Auclert (1848-1914), femme politique, pionnière du féminisme en France, a fait ses études à Montluçon.
- Florane (Louis Blanchard dit, 1869-1939), peintre et illustrateur, a enseigné et exercé dans cette ville dont une rue porte son nom.
- Lily Lévy (1882-1958), écrivaine.
- Jean Beaufret (1907-1982), philosophe, a étudié au lycée de Montluçon.
- Guy Dejardin (1920-2010) dit Tristan Carol, orchestrateur des ensembles Ray Ventura et Raymond Legrand, également pianiste de Tani Scala, exercera ses talents de musicien au château de Saint-Jean de Montluçon dans les années 1950-1960.
- Pierre Goldberg (1938-), maire de Montluçon.
- Daniel Voisin (1939-2020), joueur de pétanque, membre du club du Marais de Montluçon de 1984 à 2004.
- Jacques Auxiette (1940-2021), homme politique.
- Olivier Perrier (1940-), homme de théâtre né à Hérisson, cofondateur du théâtre des Îlets - Les fédérés.
- Frank Alamo (1941-2012), chanteur, fit son service militaire au C.I.S.M. no 1 en 1966.
- Jean-Louis Hourdin (1944-), homme de théâtre, cofondateur du théâtre des Îlets - Les fédérés.
- Michel Corringe (1946-2001), chanteur, a passé à Montluçon une partie de sa jeunesse.
- Jean-Paul Wenzel (1947-), homme de théâtre, cofondateur du théâtre des Îlets - Les fédérés.
- Erick Mombaerts (1955-), footballeur à l'EDSM.
- Christian Fazzino (1956-), joueur de pétanque, membre du club du Marais de Montluçon.
- Carlos Lopez (1958-), footballeur à l'EDSM.
- Michel Polnareff (1944-), chanteur, fit son service militaire à la caserne de Montluçon en 1963.
- François-Xavier Demaison (1973-), acteur et humoriste français dont le père est né à Montluçon. Il passa une partie de sa jeunesse dans la région montluçonnaise[156].
- Audrey Tautou (1976-), actrice, a passé son adolescence à Montluçon.
- Julian Alaphilippe (1992-), cycliste professionnel, a commencé le cyclisme au VS Montluçon.
- Mehdi Zerkane (1999-), footballeur professionnel, a grandi et commencé à jouer au football à Montluçon dans le quartier de Bien-Assis.
- Kaolin, groupe de musique originaire de Montluçon.

### Héraldique

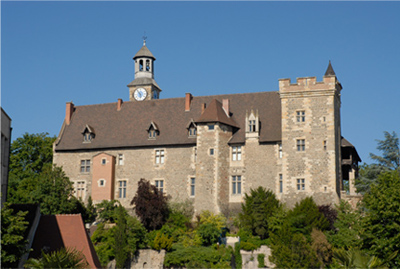
Château des ducs de Bourbon.

| Blason de Montluçon | Blasonnement rapporté par le Grand Larousse encyclopédique (1960) : D'azur au château d'argent, sur une montagne d'or, le tout surmonté d'un soleil de même. |

Malte-Brun, quant à lui, rapportait dans La France illustrée (1882) deux autres blasonnements pour les armes traditionnelles de la ville de Montluçon :
D'azur, à un château d'argent composé de quatre tours, et un donjon couvert en pointe et posé sur une montagne d'or.
De gueules, à une montagne d'or, au chef cousu de sable, chargé d'une lanterne d'argent.
Charles-René d'Hozier montre, dans son Armorial général de France, un écu de gueules à un mont d'or, au chef de sable chargé d'une lanterne d'argent.

### Vie militaire
Listes des unités militaires :
- École de gendarmerie de Montluçon depuis 1976.
- 121e régiment d'infanterie, 1887 - 1940

### Anecdotes
- Du temps où le canal de Berry fonctionnait et avait un grand port à Montluçon, les bateaux de type berrichon qui y étaient fabriqués étaient nommés « molussons » par les mariniers, selon une habitude de la profession qui baptise facilement un type de bateau du nom de la ville ou de la région, éventuellement un peu déformé, dont il est originaire.
- Le groupe Mickey 3D a composé en 2009 une musique sur la ville, parue dans l'album La Grande Évasion.
- Les quatre pieds de la tour Eiffel ont été conçus à l'emplacement de l'actuel centre commercial Saint-Jacques de Montluçon.
- Dans l'émission Les Grosses Têtes de février 1982, Jacques Martin, Jean Yanne, Yves Mourousi et Olivier de Kersauson ont ébauché un mémorable portrait fantaisiste et humoristique de Montluçon, citant notamment : sa base militaire américaine, son remonte-pente, son Pont des Soupirs, ses porte-conteneurs, ses champagnes, ses derricks, sa synagogue en saindoux, ses fumeries de saumon, et n'oublient pas de préciser que « Tokyo n'est pas autre chose qu'un grand Montluçon »[158]. Montluçon a par la suite été l'objet dans une autre émission de plusieurs chansons improvisées dans divers styles musicaux[159].
- Le 22 août 1905, à l'ancien vélodrome de Montluçon (rue du Vélodrome), aujourd'hui détruit et remplacé par celui du Diénat, à l'emplacement des courts de tennis de l'EDF, se produisit William Frederick Cody dit Buffalo Bill et sa troupe du Buffalo Bill’s Wild West[160].
- Du 18 novembre 2013 au 22 novembre 2013, Montluçon était à l'honneur dans l'émission télévisée Midi en France sur France 3 présentée par Laurent Boyer. Un tournage a eu lieu le 13 mars 2018 (5 émissions enregistrées dans la journée)
- Le 18 juillet 2014, le chanteur sud-africain Johnny Clegg s'y est produit pour un concert.